# Arte románico en Inglaterra

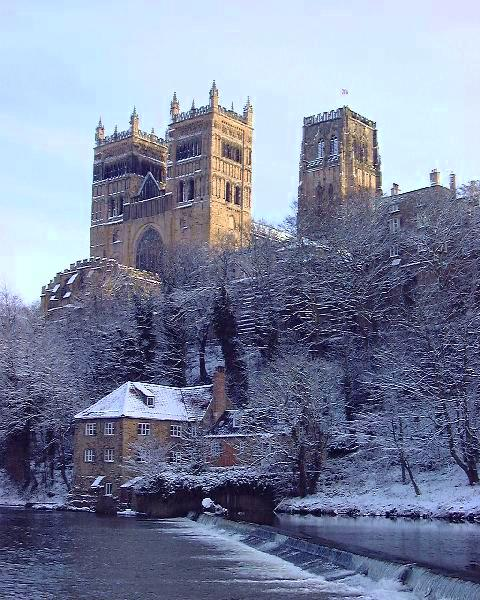
Catedral de Durham (1093-1104), una de las catedrales que conserva casi su aspecto desde la época normanda, aunque con características de transición que conducirán a la aparición del gótico.

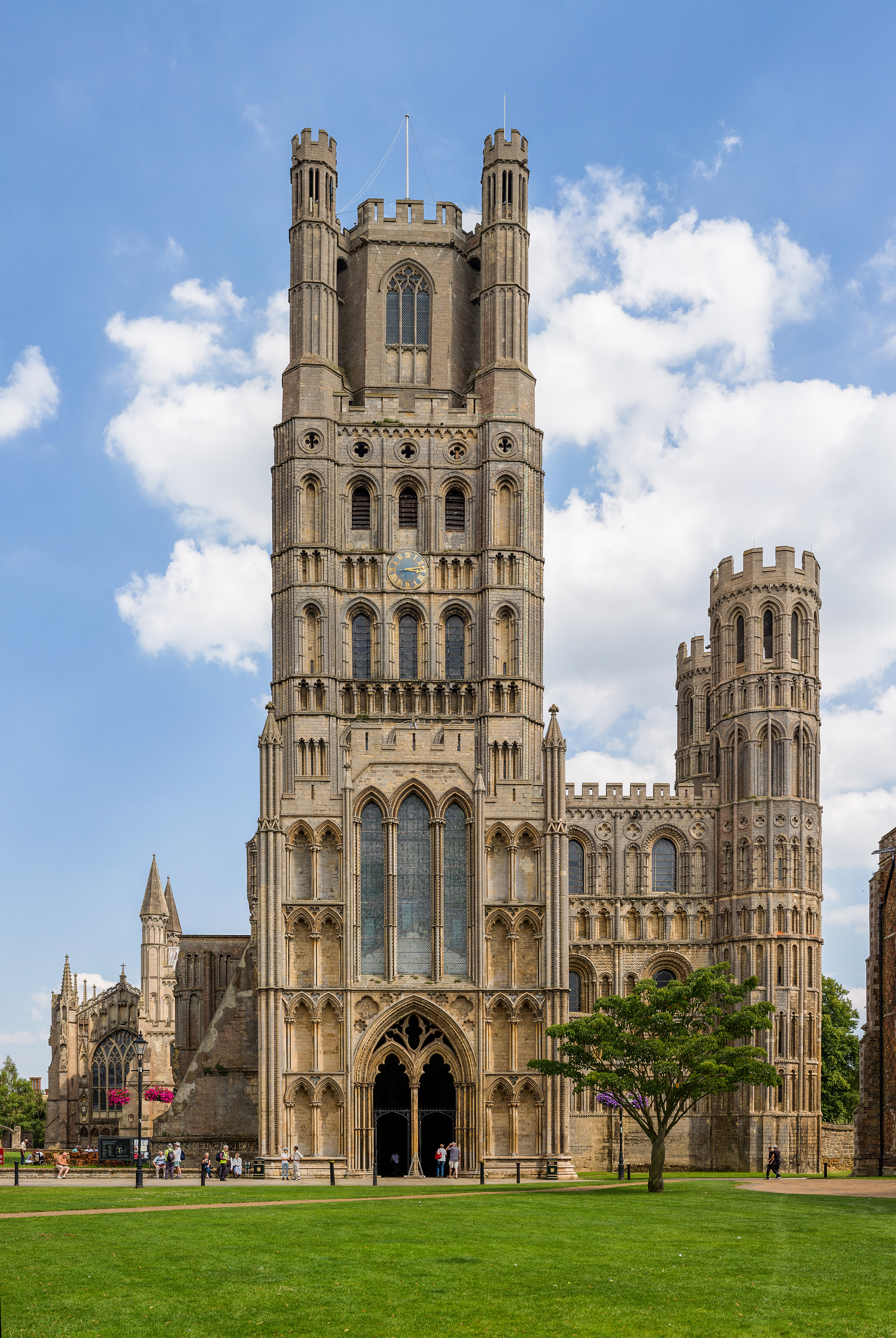
La catedral de Ely (1083-1109)

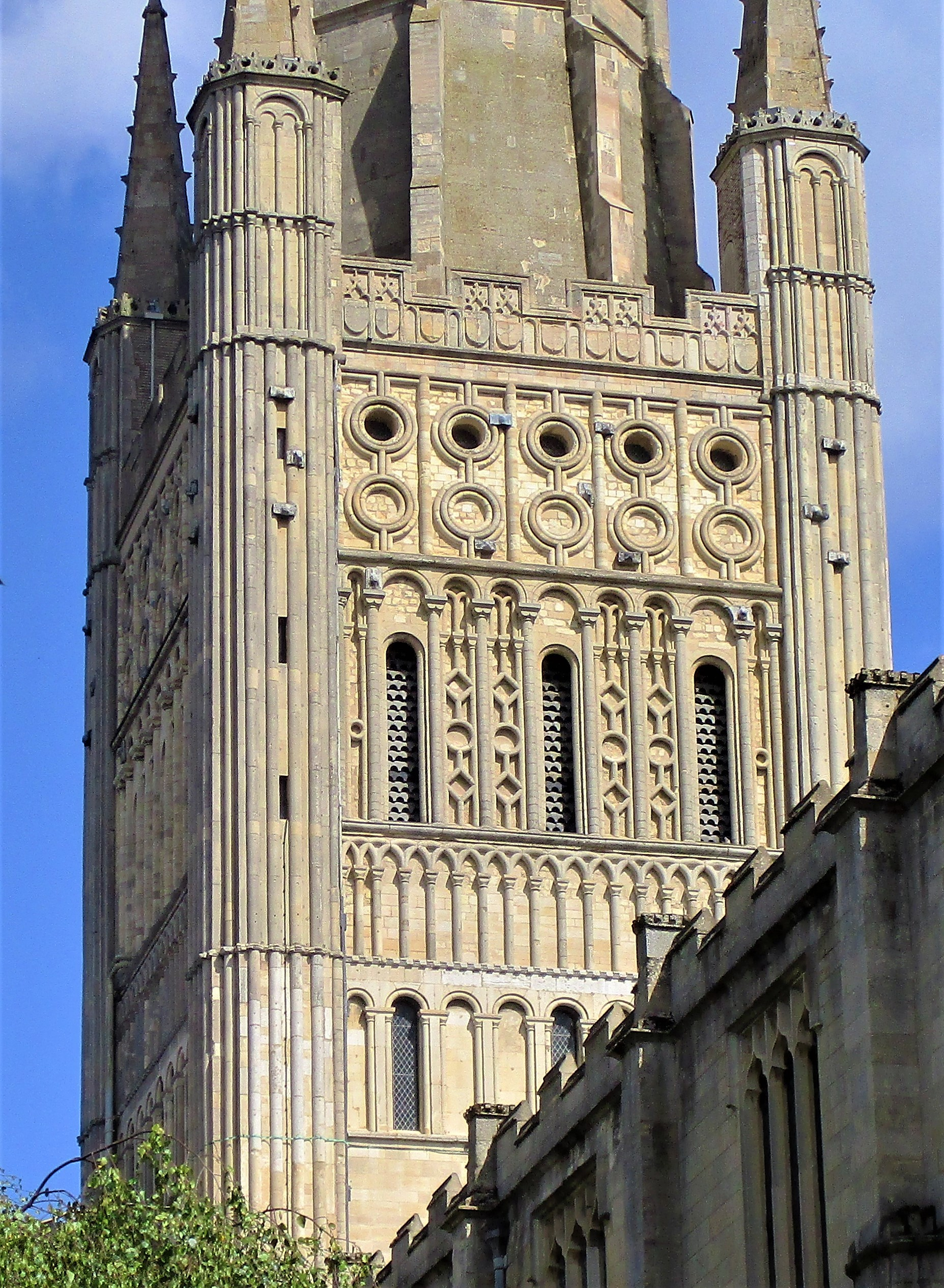
Detalle de la torre-cimborrio de la catedral de Norwich (1094-1145)

El arte anglonormando, a veces conocido como arte románico en Inglaterra, es la denominación historiográfica con la que se designa la producción artística —fundamentalmente arquitectónica y que se corresponde con el  arte románico en el resto del continente—  que se dio en la Inglaterra medieval, desde la década de los años 1040 —en especial tras la conquista normanda de 1066— y hasta el advenimiento de la arquitectura gótica, alrededor de 1180. Tras la destrucción en 1174 en un incendio de la catedral de Canterbury, los arquitectos normandos introdujeron la nueva arquitectura gótica. Hacia 1191, la catedral de Wells y la catedral de Lincoln impusieron el modelo gótico inglés, con lo que el estilo normando pasó a quedar cada vez más reservado a las construcciones provincianas de escasa envergadura.
El románico ya había llegado al país de la mano del rey Eduardo el Confesor, que había sido educado en Normandía, donde estuvo exiliado, y que hizo llegar maestros albañiles desde el continente en 1042 para trabajar en la abadía de Westminster, primer edificio de estilo románico en el país consagrado en 1065. En 1051, ya había hecho llegar también a caballeros normandos que habían levantado castillos en motas defensivas contra los galeses y nombrado a eclesiásticos normandos en influyentes puestos. Tras la invasión, Guillermo el Conquistador, que se convirtió en rey de Inglaterra, organizó el país y retiró de él grandes riquezas que financiaron muchos proyectos edificatorios, militares y religiosos, en Normandía y en la propia Inglaterra, cuando muchos religiosos normandos fueron colocados a la cabeza de las diócesis más importantes.
Los normandos, que habían destruido gran parte de las iglesias inglesas, se dedicaron luego a su reconstrucción, reemplazándolas por edificaciones románicas: se construyeron centenares de iglesias parroquiales y las grandes catedrales iniciaron sus obras a partir de 1083, en lo que representó el programa más importante de construcciones eclesiásticas en la Europa medieval: cuando se erigieron eran las edificaciones más grandes en la Europa cristiana desde el final del  Imperio romano. Todas las catedrales medievales inglesas —excepto las de Salisbury, Lichfied y Wells— tienen vestigios de arquitectura normanda (aunque la mayoría fueron más tarde parcial o totalmente reconstruidas en estilo gótico): son casi completamente normandas las de Durham (1093-1104),Incluso Durham muestra características de transición importantes que conducirán a la aparición del gótico. Service, Alastair (1982). «6». Anglo-Saxon and Norman : A guide and Gazetteer. The Buildings of Britain. ISBN 0-09-150130-X.</ref> Norwich (1094-1145) y Peterborough (a partir de 1118); otras, mantienen partes importantes, como las naves —Ely (1083-1109), Gloucester (1089-1499), St Alban y Southwell Minster (1108-1158) (las dos últimas iglesias abaciales en la época medieval)— o el transepto —Winchester (iniciada en 1079 y consagrada en 1093)—. Destacan también otros edificios religiosos, como la capilla de la torre de Londres (~ 1087) o la iglesia de Kilpeck (en Herefordshire).
Las nuevas iglesias románicas, que alcanzaron una mayor altitud y longitud que las precedentes, se caracterizaron por el uso de arcos de medio punto; por disponer de naves laterales separadas de la central por hileras de pilares —a menudo alternando con gruesas columnas cilíndricas—, que soportan las arcadas; y por hacer uso de las bóvedas de arista. En los cruceros de las grandes iglesias se dispusieron torres-cimborrios (que hacían las veces de linterna) y las cabeceraa solían ser cuadradas o utilizar el arco ojival. Rasgos especialmente normandos son la decoración escultórica con bajos relieves, el uso de patrones decorativos a base de motivos de chevrón, forma de compás) y tener fustes con una decoración en zigzag.

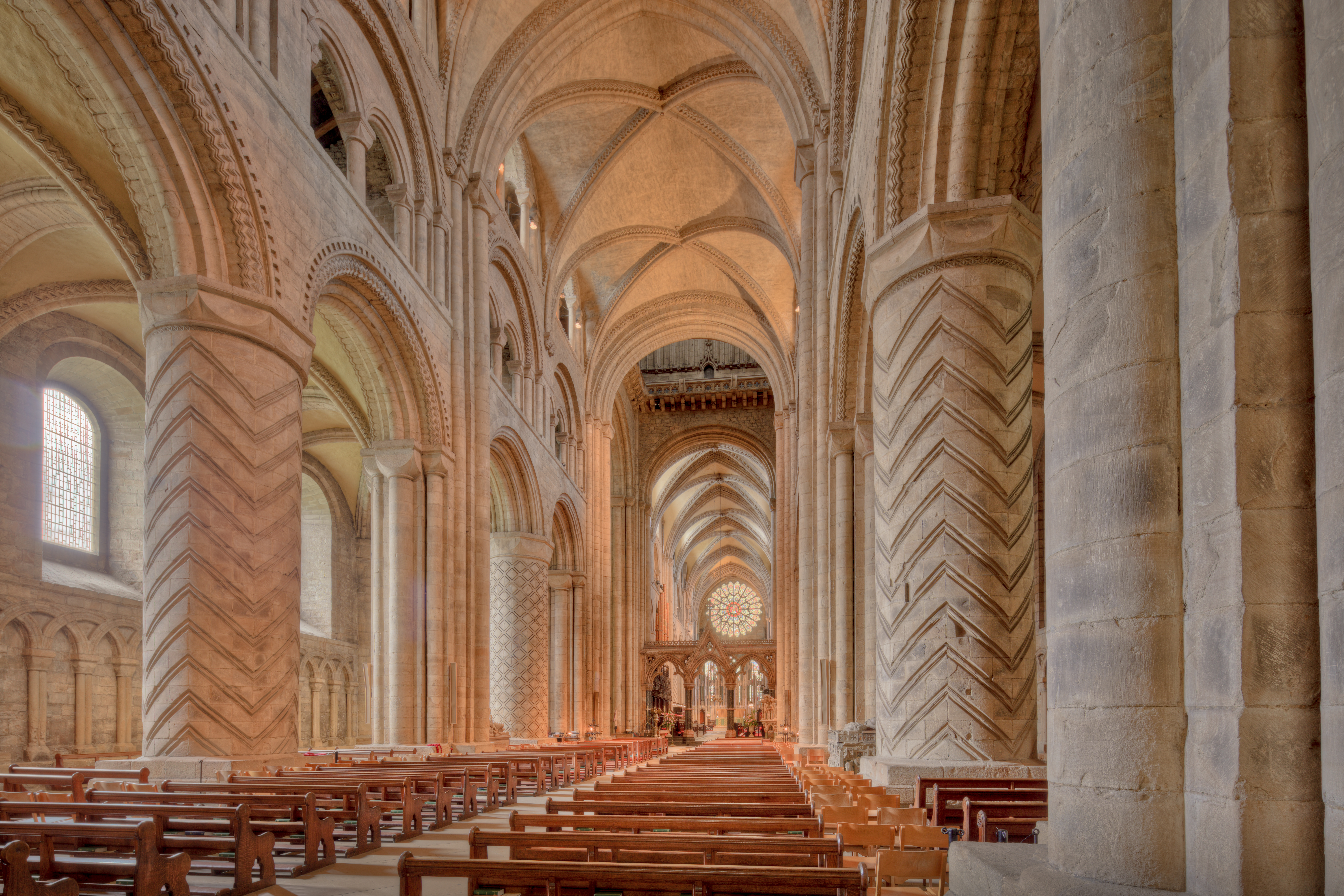
Nave de la catedral de Durham (1093-1104)
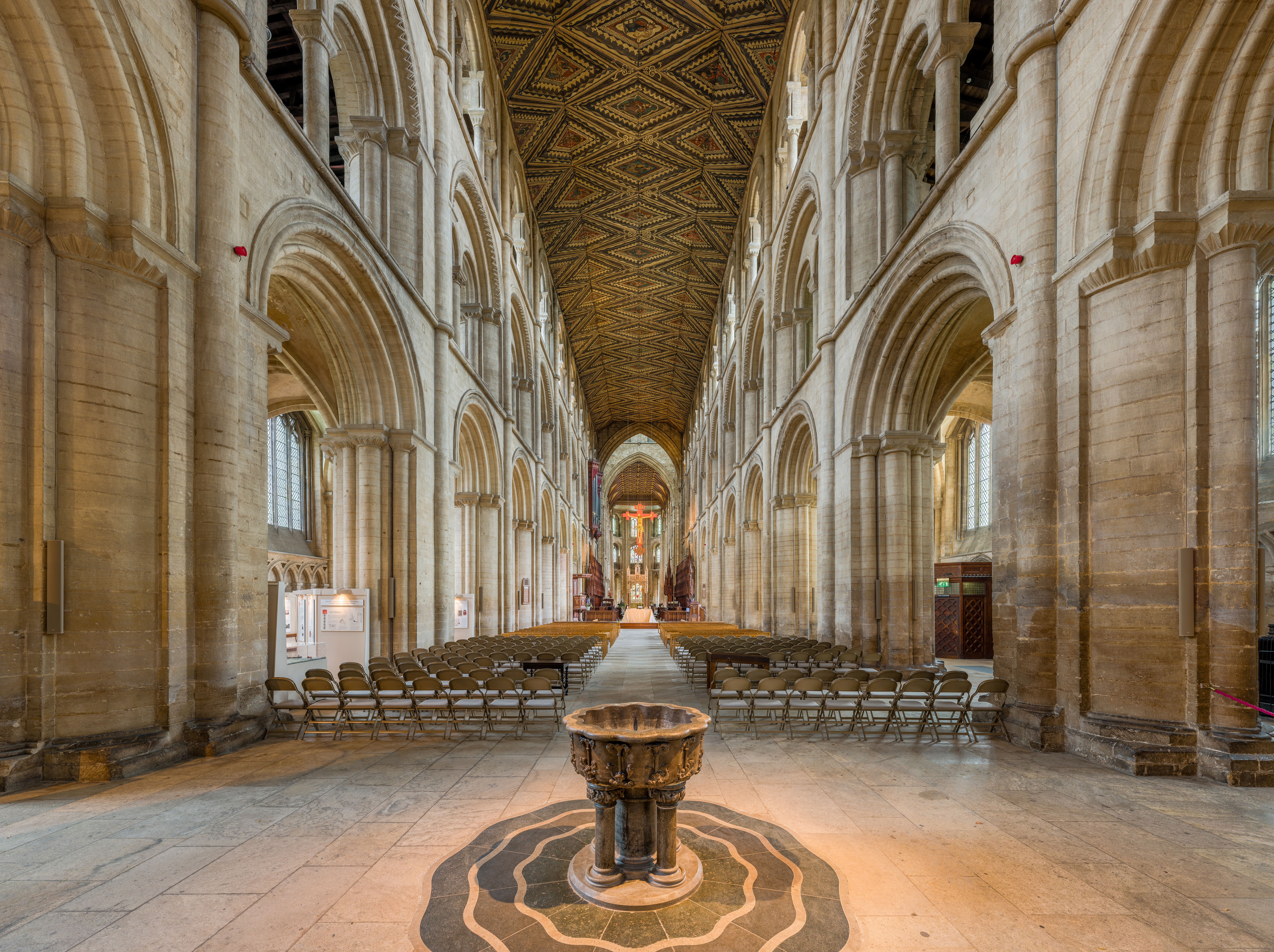
Nave de la catedral de Peterborough (a partir de 1118), con uno de los tres techos de madera original que se conservan en Europa.
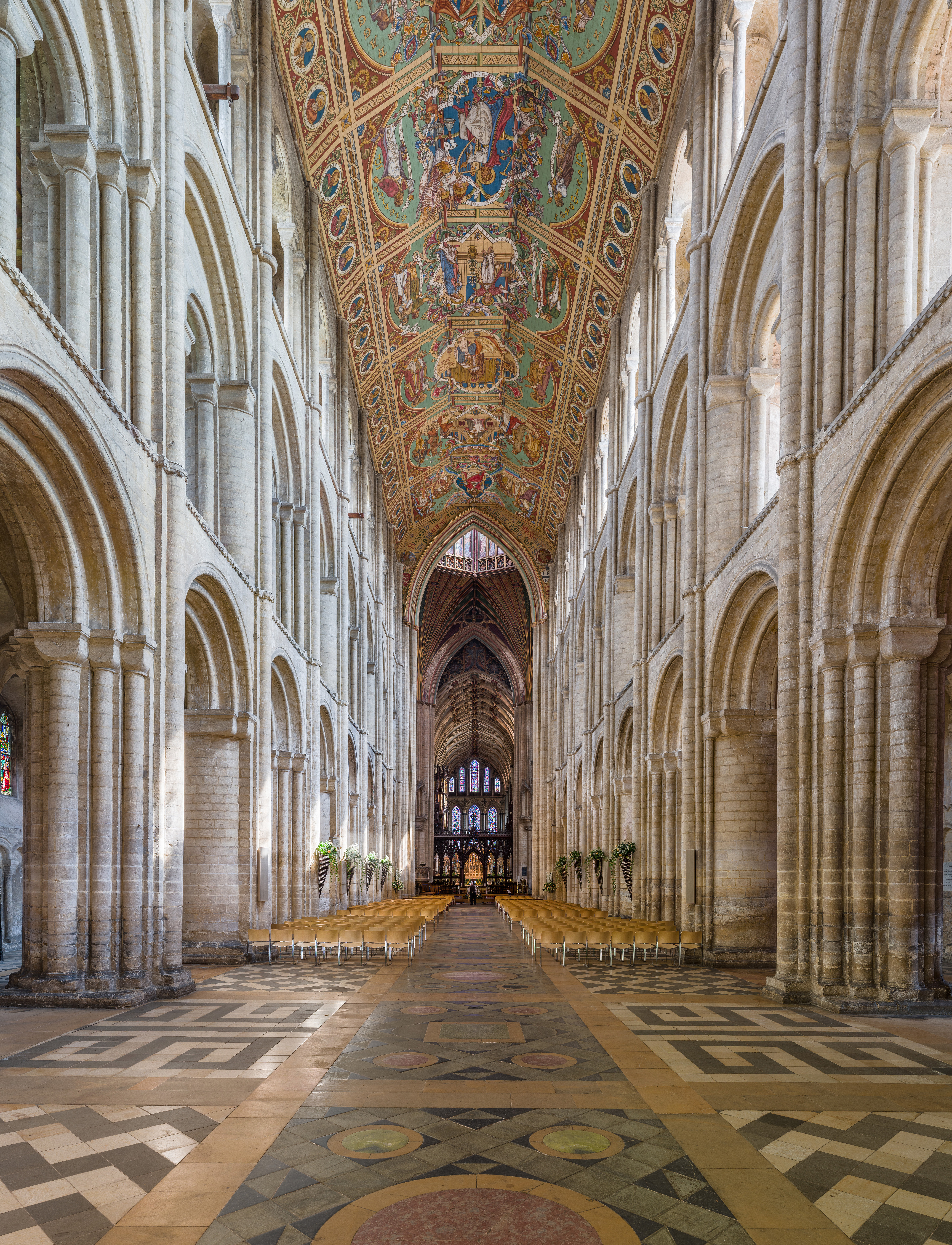
Nave de la catedral de Ely (1083-1109),
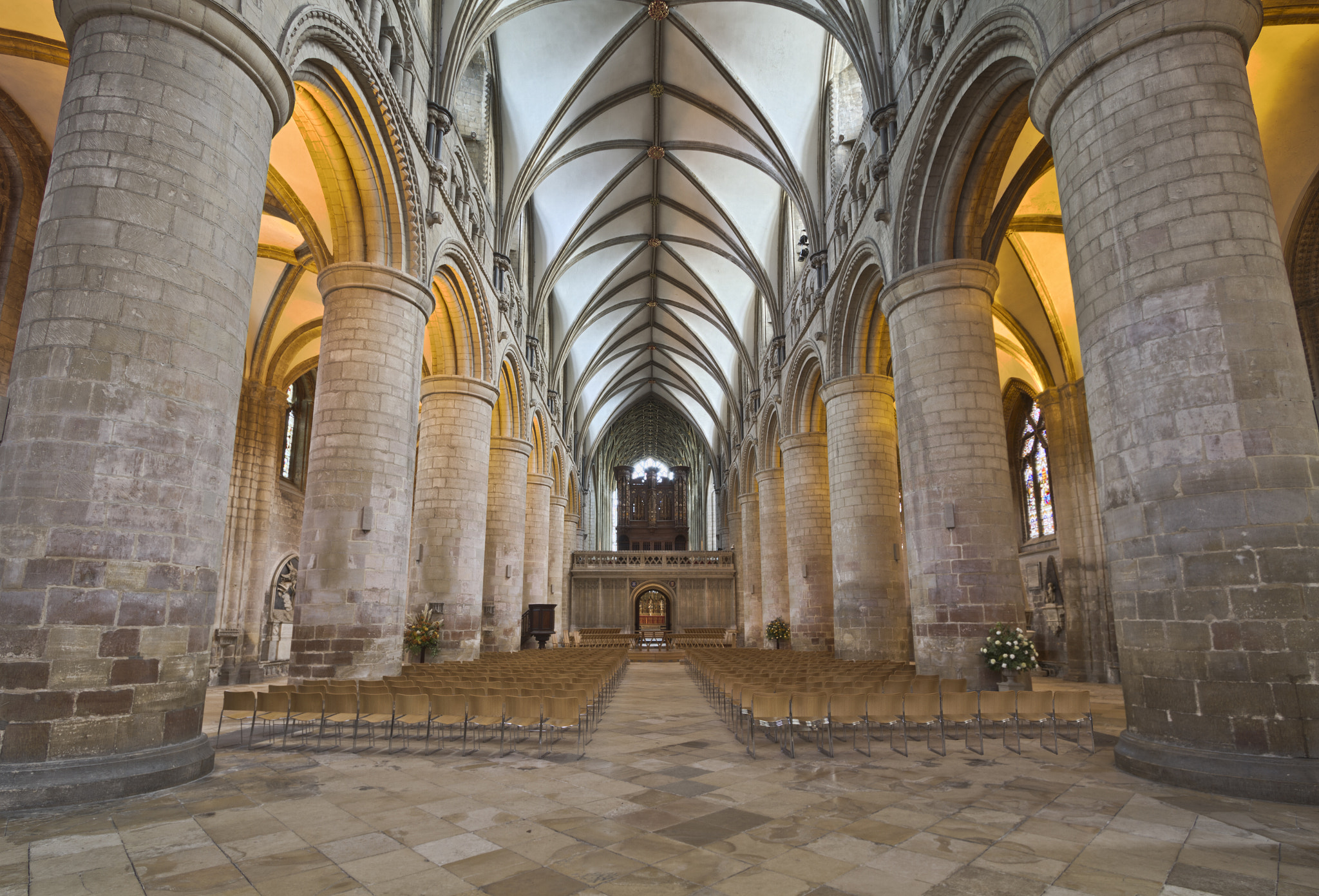
Nave de la catedral de Gloucester (1089-1499)
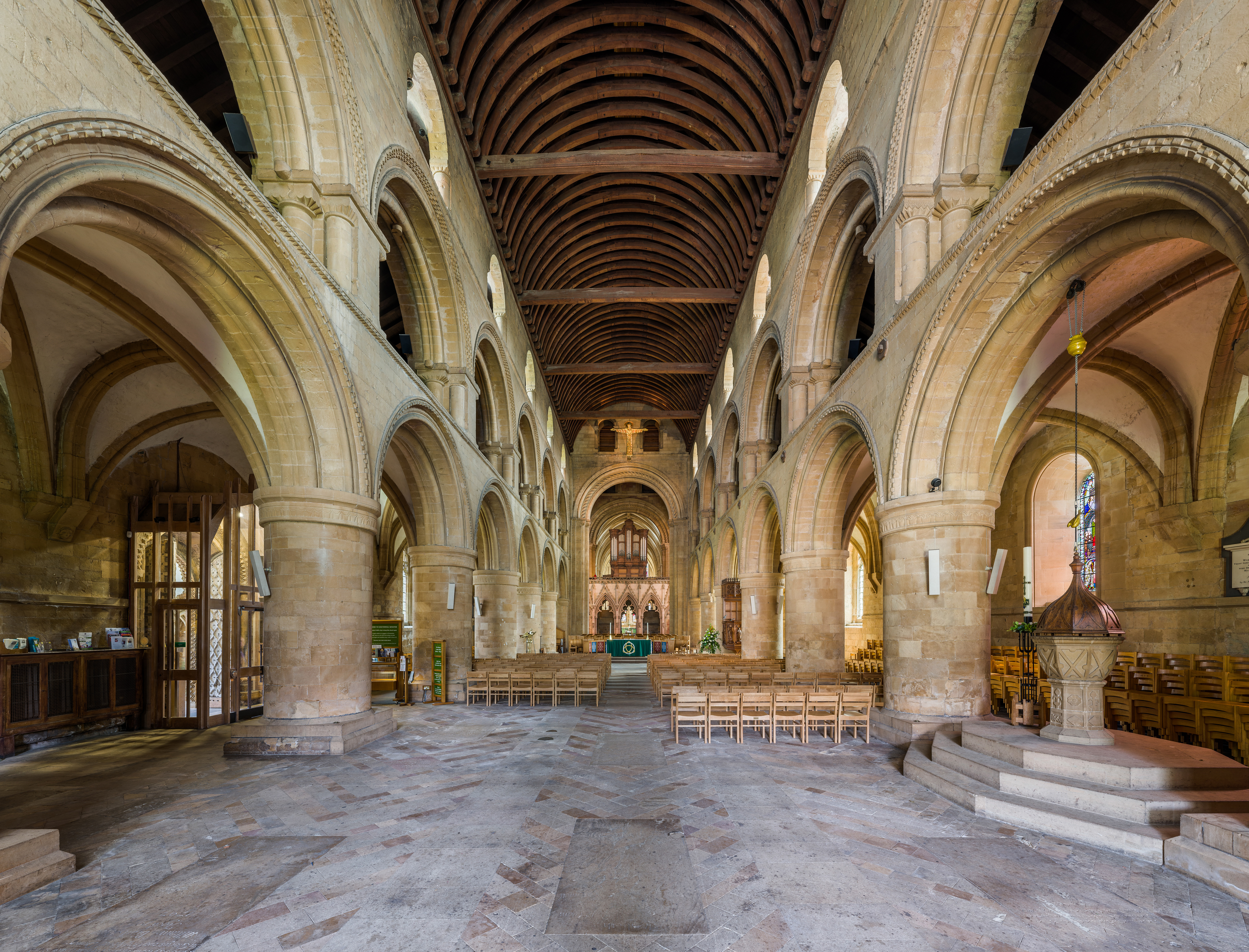
Nave de la Southwell Minster (1108-1158);
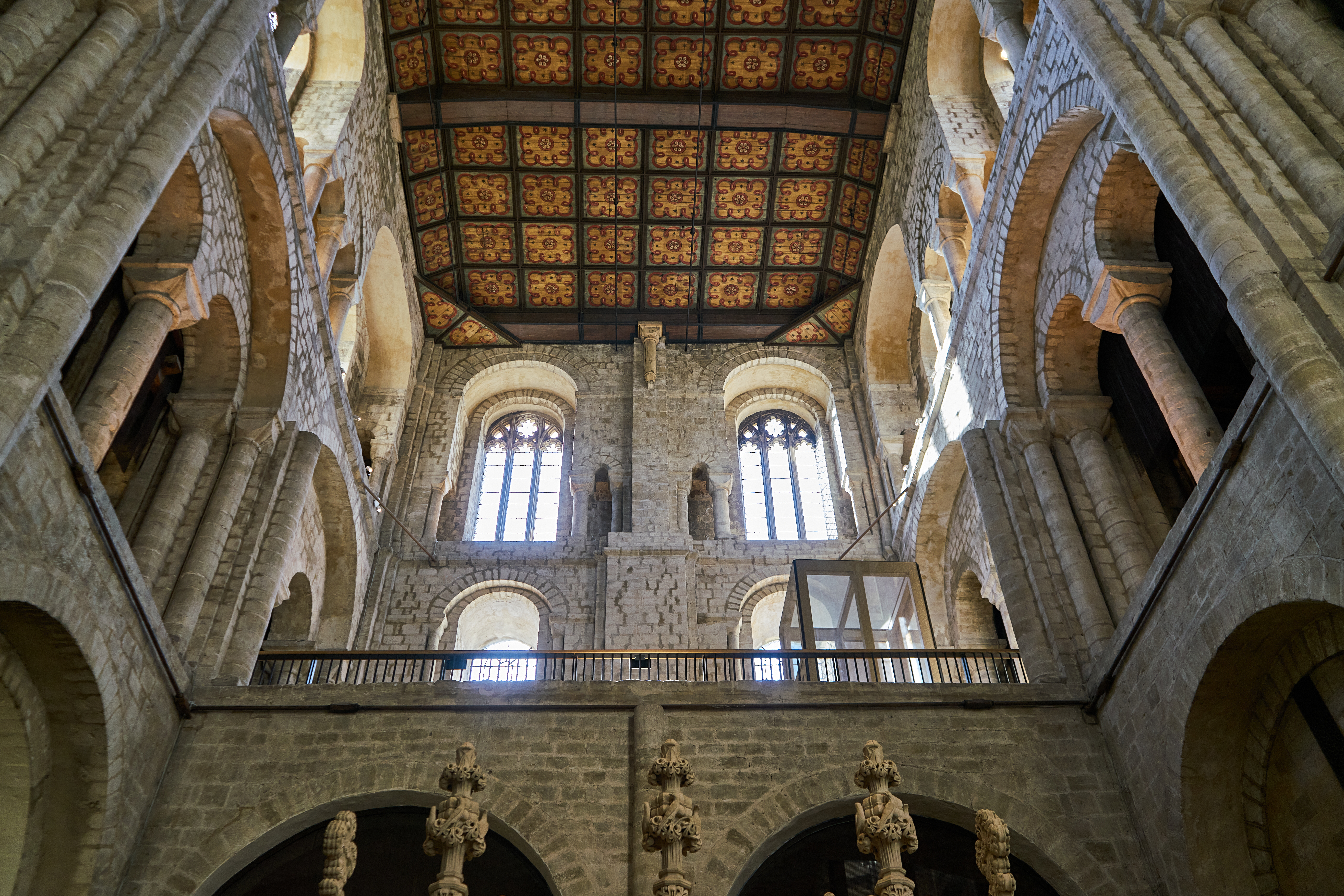
Transepto de la Winchester (iniciada en 1079 y consagrada en 1093).

También a causa de la invasión Guillermo I y sus nobles construyeron en el país numerosos castillos de madera del tipo de mota castral para imponer el control sobre la población nativa. Muchos fueron reconstruidos posteriormente en piedra, comenzando con la misma Torre de Londres o el castillo de Oxford (1074), con la doble torre de la iglesia como lugar de refugio. También hay un pequeño número de edificios normandos domésticos aún en pie, por ejemplo la Jew's House (Lincoln), casas señoriales en Saltford y Boothby Pagnall (en Lincolnshire); y mansiones fortificadas como el castillo de Oakham.
Los edificios anglonormandos presentan formas geométricas simples de proporciones masivas, su sillería incluye pequeñas franjas de escultura, a veces arcadas ciegas y espacios en los que se concentran capiteles y puertas de medio punto con tímpanos bajo una bóvedas de arista. La «bóveda normanda» es una bóveda con cúpula. Las molduras normandas son esculpidas o incisas, teniendo ornamentos geométricos, como bóvedas con arco apuntado.  Un rasgo especialmente normando es el uso de patrones decorativos a base de motivos de chevrón (forma de compás). Las iglesias con planta cruciforme tenían frecuentemente un coro profundo y un crucero cuadrado que devino característico de la arquitectura eclesiástica inglesa. La fuerte influencia normanda después de la invasión fue integrando progresivamente a la anterior cultura anglosajona.
Este artículo trata sobre la etapa normanda y se complementa con otro, arquitectura de las catedrales medievales de Inglaterra, en que se recoge todo lo relacionado con las catedrales, desde su origen y construcción normanda, hasta las etapas góticas y posteriores. Asimismo, en cada uno de los artículos individuales de cada edificio importante, se trata más en detalle cada uno de ellos. También en castillos de Gran Bretaña e Irlanda se trata la construcción normanda de castillos tras la conquista.

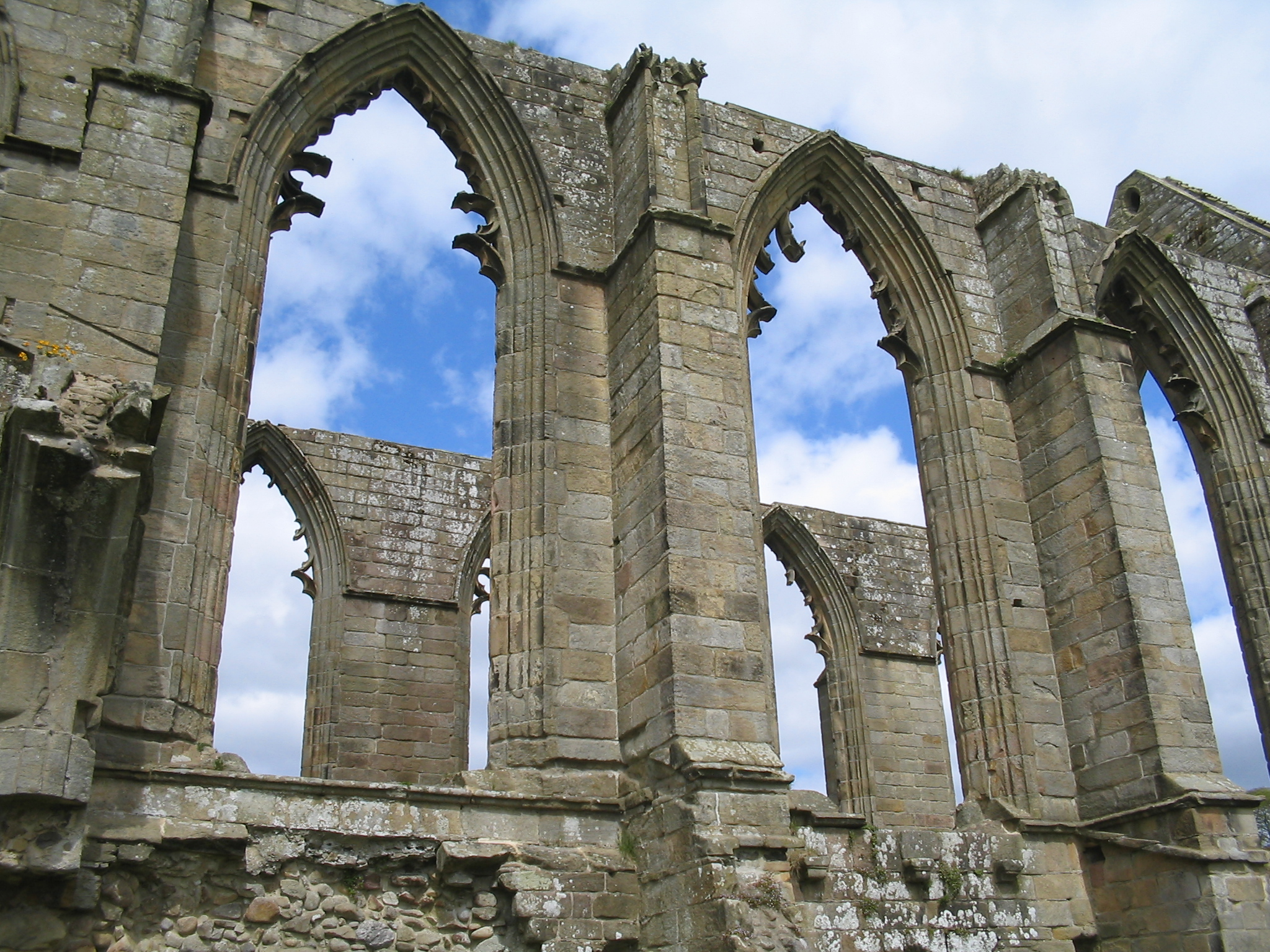
Arcos ojivales en las ruinas de la abadía de Bolton (siglo XII) en el condado de North Yorkshire
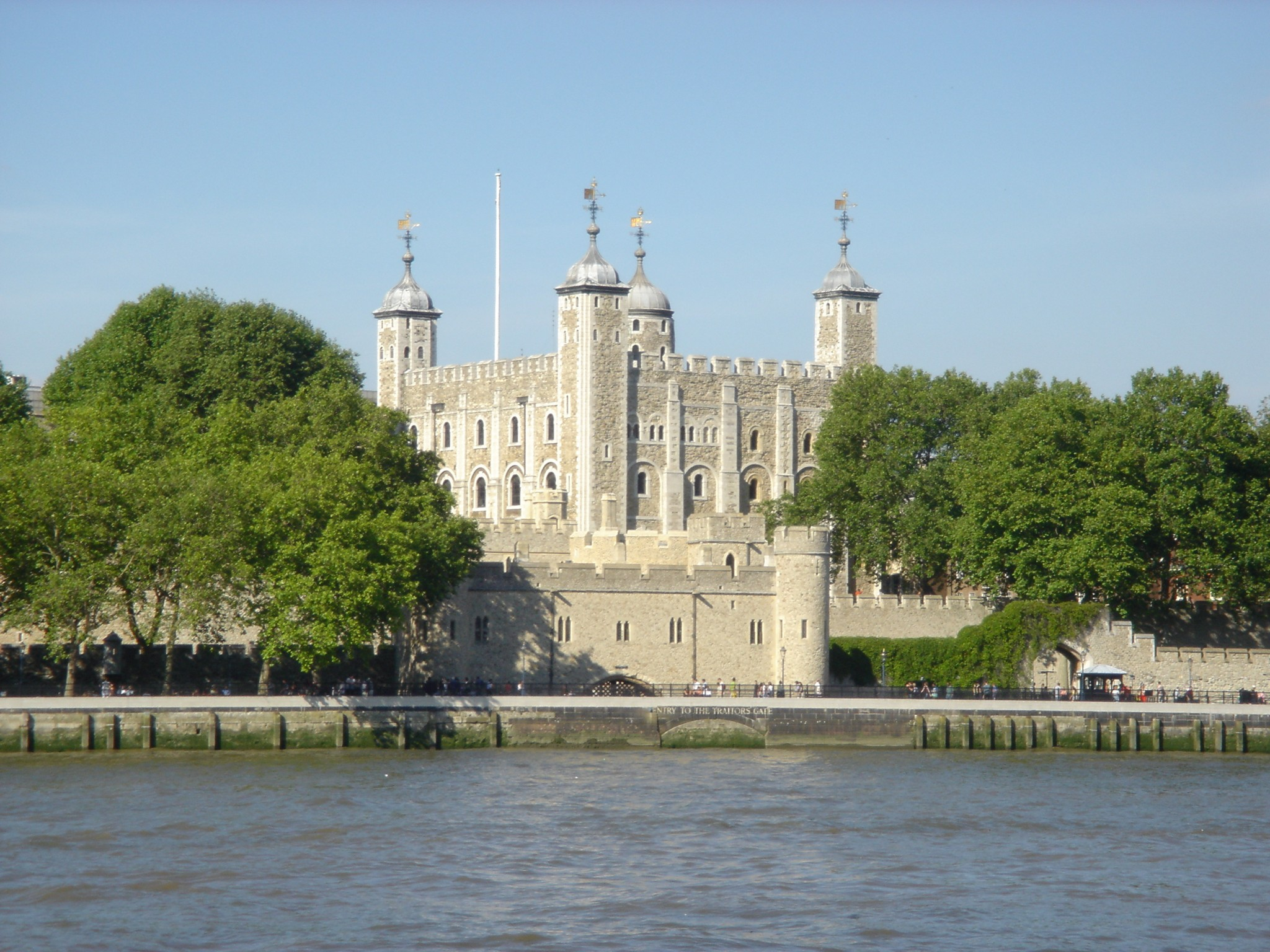
Torre de Londres (1078): Guillermo el Conquistador construyó la Torre Blanca central como su fortaleza y residencia.
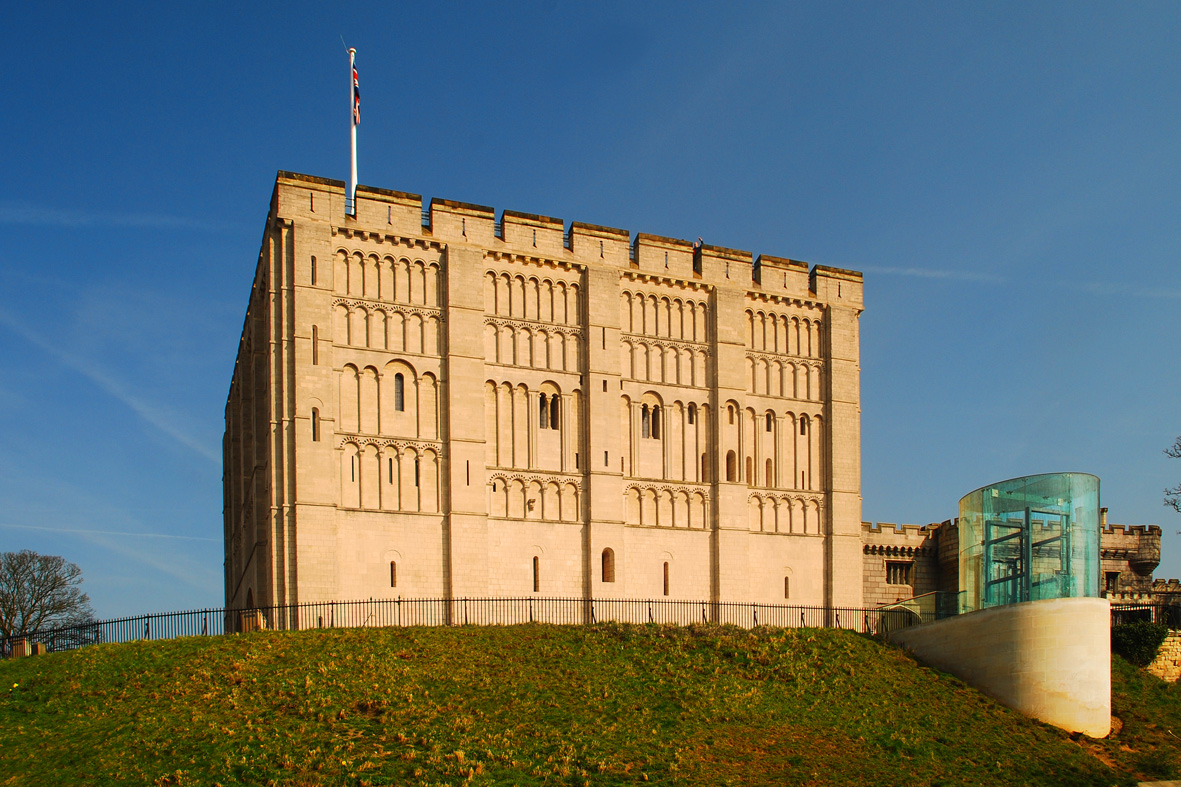
El castillo de Norwich: los arcos son característicos del estilo románico
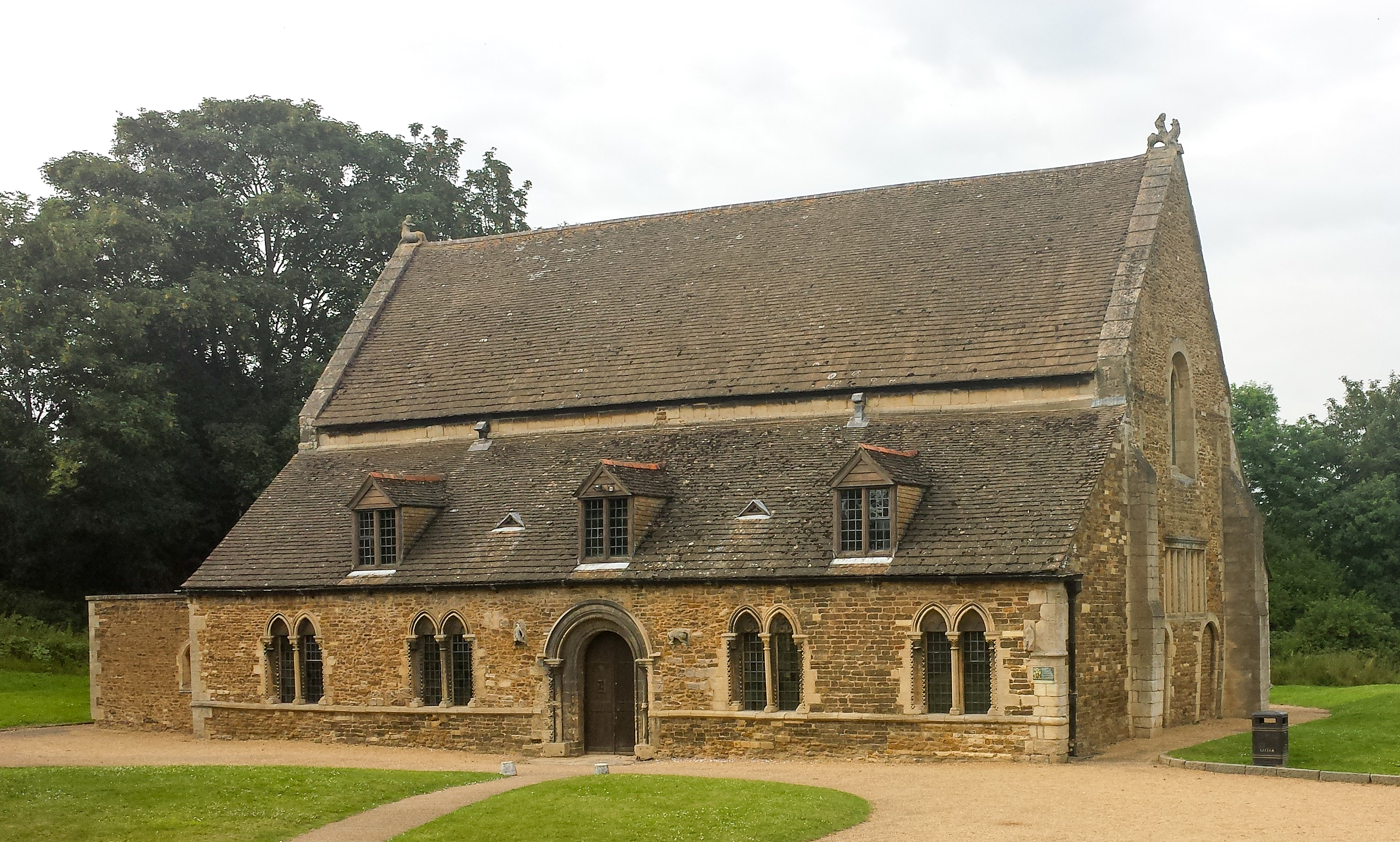
Castillo de Oakham, una mansiones fortificada
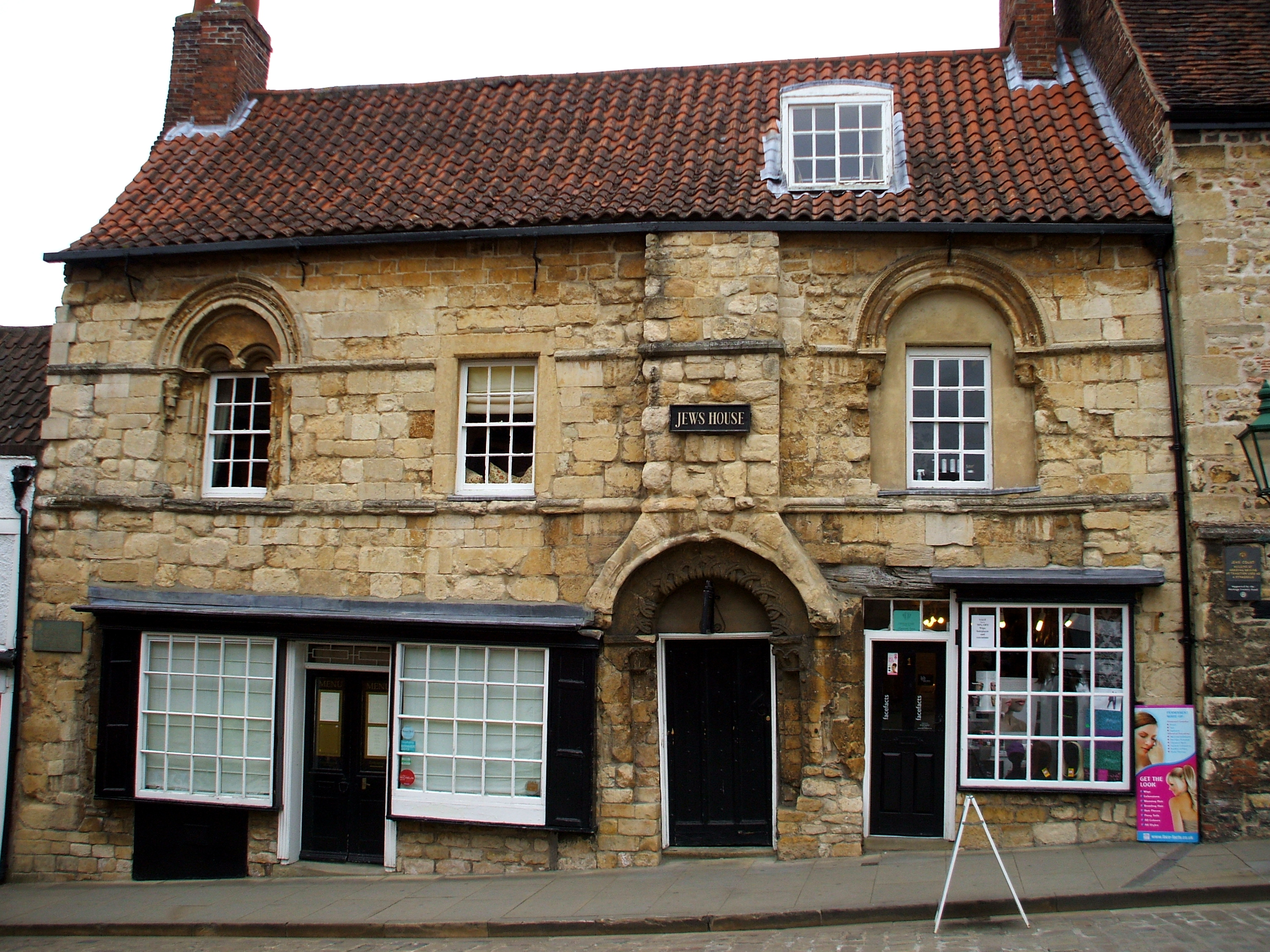
Jew's House (Lincoln

## Arquitectura

### Arquitectura religiosa

Diócesis católicas existentes antes de la conquista normanda. Tras la conquita se establecieron nuevas diócesis (todas monásticas salvo St David's): Bangor (ca. 1081), Ely (1108), St David's (ca. 1115), Carlisle (1133) y St Asaph (1141)

Antes de la conquista de 1066 por Guillermo el Conquistador (r. 1066-1087), los invasores normandos ya se habían establecido en Inglaterra desde 911 y habían construido grandes iglesias como símbolos de su poder. Después de las invasiones danesas de 1013 y de los problemas económicos, con Eduardo el Confesor (r. 1042-1066), cuya madre era normanda, comenzó una ola de construcción, entre 1042 y 1066, y se introdujo el arte románico en Inglaterra: las modestas iglesias conn aparejos reticulados fueron reemplazadas por edificios más importantes orientados hacia el Este. El monasterio más antiguo de Inglaterra, Canterbury, se erigió en 1049 y aún no estaba terminado en 1059. Era un edificio octogonal con deambulatorio.
En la disputa por la sucesión entre el rey Harold II y Guillermo el Bastardo, el papa sepuso de parte de Guillermo porque este se comprometió a reformar la Iglesia de Inglaterra.
Después de 1066, la reconstrucción completa de las catedrales sajonas inglesas por los normandos representó el programa más importante de construcciones eclesiásticas en la Europa medieval y también se erigieron las edificaciones más grandes en la Europa cristiana desde el final del Imperio romano. Todas las catedrales medievales inglesas, excepto Salisbury, Lichfied y Wells, tienen vestigios de arquitectura normanda. La catedral de Peterborough, la catedral de Durham y la catedral de Norwich son casi completamente normandas y en otras todavía hay partes importantes: las naves de la catedral de Ely (1083-1109), de la catedral de Gloucester y de Southwell Minster (1108-1158), el transepto de la catedral de Winchester.

#### Cronología
Primer periodo, 1080-1090

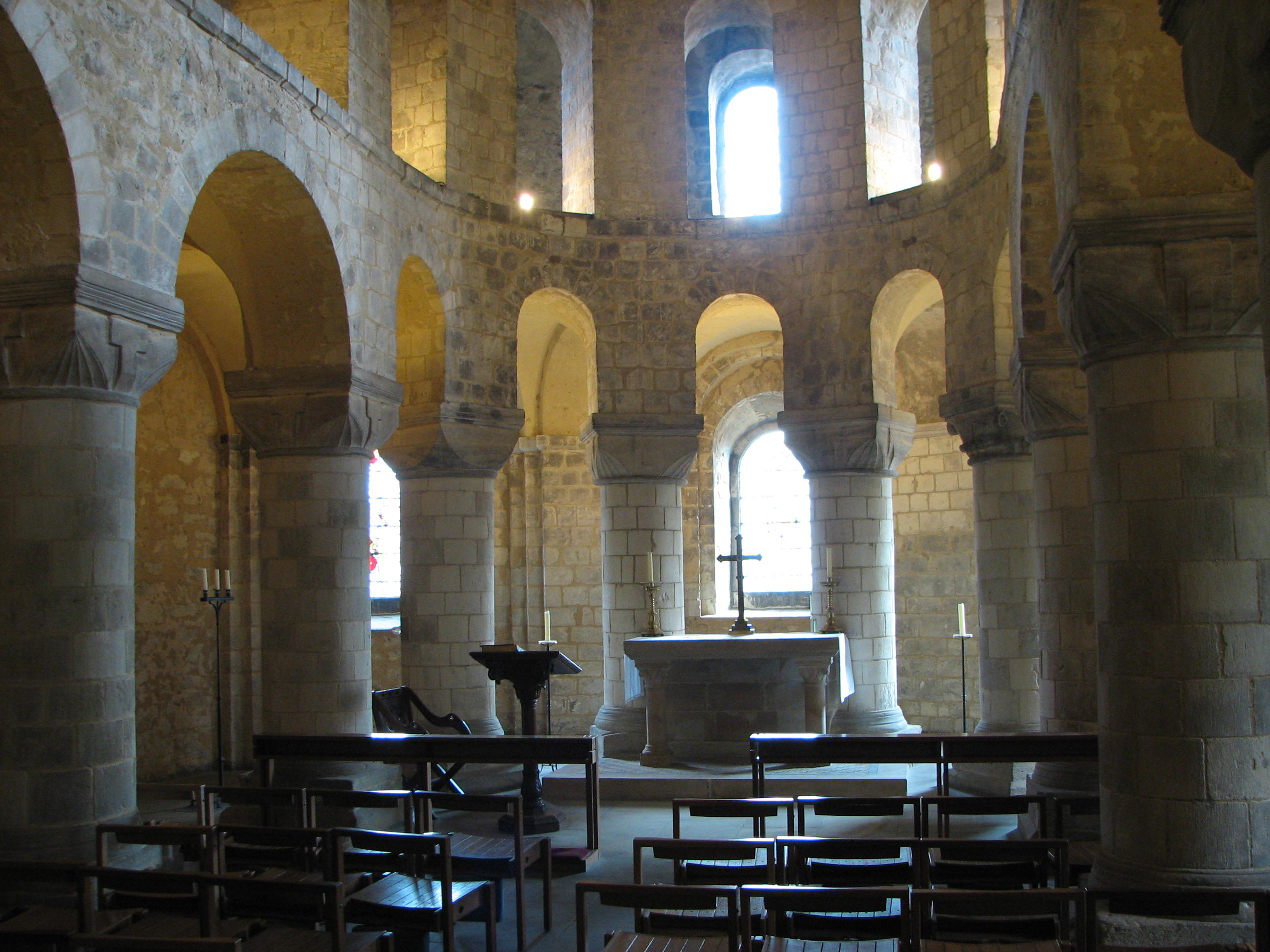
Capilla de San Juan de Londres en la Torre Blanca, con capiteles con gallones

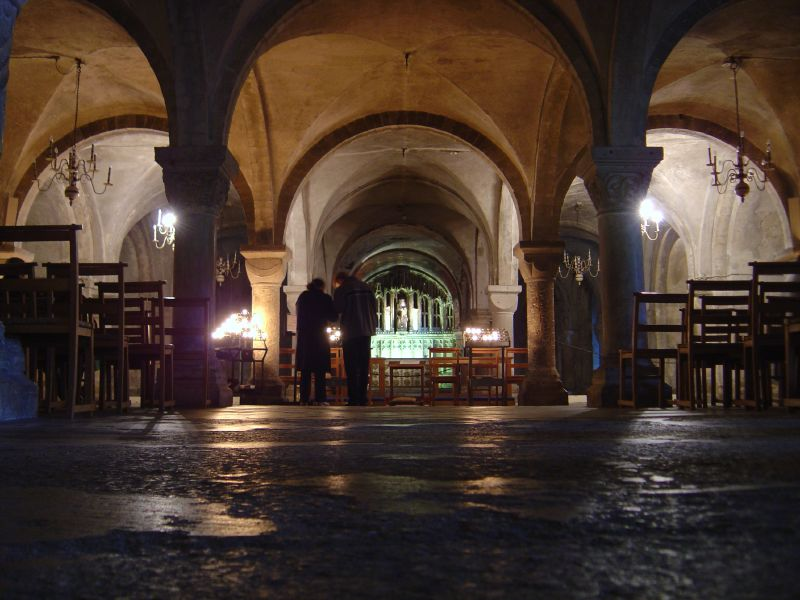
La cripta de la catedral de Canterbury con los capiteles anglonormandos

En los primeros años tras la conquista normanda de Inglaterra, todo era normando, la estética general, las plantas de las nuevas construcciones, los conjuntos, todo se importaba de forma masiva, incluso la piedra de Caen invadió los sitios de construcción. Mientras que el arte sajón continuaba su carrera en las campiñas, los edificios normandos se limitaron a unos pocos sitios estratégicos. Las principales obras de esta primera fase fueron la catedral de Canterbury (1070-1130), construida por Lanfranc pero ahora destruida, la capilla de la Torre de Londres y la iglesia del priorato de Blyte en Nottinghamshire.
Segundo periodo
Los bienes normandos se remodelaban progresivamente bajo la influencia del entorno inglés que proporcionaba la mano de obra, aunque el estilo siguió siendo común para el ducado de Normandía y el reino de Inglaterra. Luego los ingleses comenzaron a preferir ciertas formas de plantas. Bajo el rey Enrique I, de 1100 a 1135, los normandos se sentían claramente normandos, pero ya se daban cuenta de las posibilidades de Inglaterra. Su riqueza permitía experimentos, la fuerza laboral inglesa se adaptaba bien a sus gustos y necesidades e incluso interpretaban sus deseos con cierta autonomía. El matrimonio del rey Enrique I con Edith, hija del rey de Escocia promovió la fusión de los dos pueblos.
El obispo normando y séptimo lord Canciller de Inglaterra, Roger de Salisbury (? - 1139), estableció la catedral de Winchester, cuya torre se derrumbó en 1107, la catedral de Old Sarum, de la que solo quedan los cimientos que se llevó a cabo en 1125, la abadía de Malmesbury y los castillos de Sherborne, Newark, Barum y Devines. Esta época se caracterizó por el desprecio por los costos, por las dimensiones impresionantes de los edificios y el esplendor de la decoración, por la calidad técnica y la difusión en Inglaterra de la cabecera plana, que reemplazó al ábside y a la decoración.
Tercer periodo
Después del reinado de Enrique I (r. 1100-1135), las facultades creativas del románico inglés se agotaron. Los cuadros religiosos no hacían contribuciones significativas a la arquitectura antes del advenimiento del gótico. La colaboración entre Inglaterra y Normandía terminó. Los ingleses asimilaron las contribuciones externas del Imperio Plantagenet y se notan las referencias al Aunis, a la Saintonge y al Poitou, especialmente en las regiones de Herefordshire y de Gloucester, alrededor de 1140-1160.
En el tercer cuarto del siglo XII, Inglaterra estaba interesada en las nuevas contribuciones de la Île-de-France y aceptó el estilo gótico sin pasar por la intermediación del viejo ducado de Normandía. La influencia de las cruzadas y de los contactos con Oriente fueron grandes en Inglaterra, y en Europa, que tomó conciencia de la naturaleza original y de la resistencia del espíritu occidental.
Mucho antes de la ruptura de los vínculos políticos en 1204, Inglaterra dejó de colocarse en la estela trazada por Guillermo el Conquistador y en los últimos años del Estado normando, fueron los ingleses, descendientes en gran parte de normandos, quienes recibieron los encargos de Normandía.

#### La evolución técnica
Algunas características principales pronto separaron el arte de Inglaterra del de Normandía: los alzados, que permanecieron fieles a los tres niveles, eran más elevados; las plantas de las iglesias inglesas se hicieron más alargadas en todas sus partes: la nave de la iglesia Saint-Etienne de Caen, con 8 tramos, fue superada por la catedral de Ely (con 12 tramos ) y por la catedral de Norwich (con 14 tramos ). El coro románico de la misma iglesia de Saint-Etienne, con dos tramos fue ampliamente superado por los ocho del coro de la catedral de Ely. Esta estética dio como resultado al cabo de una o dos generaciones, la desaparición del coro románico normando.
Antes de 1130, se tiene ya el ábside de la planta benedictina, que fue sustituido por una cabecera plana.
La fachada armónica de la iglesia de Saint-Etienne de Caen se abandonó rápidamente, y solo fue seguido el ejemplo en la de la catedral de Southwell Minster. Fue remplazado por fachadas con torres alargadas, como en los prioratos de Castle Acre, Leominster, Colchester, la abadía de Malmesbury o la fórmula sajona de torre occidental única de la catedral de Ely o de la abadía de Bury St Edmunds, y después por fachadas sin torre, como en la abadía de Romsey. Finalmente, se excavó la fachada de la nave de altos nichos en la catedral de Lincoln, luego en la abadía de Tewkesbury y en la catedral de Peterborough.

#### Los hombres

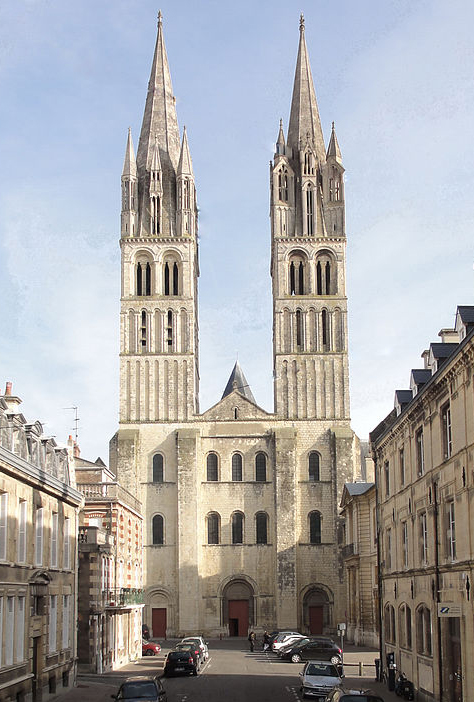
La fachada armónica de la iglesia abacial de San Esteban de Caen como referencia

Veinte años después de la conquista normanda de 1066  solo permanecían dos abades sajones al frente de las grandes abadías. Durante la vida del rey Guillermo, cuatro de esos abades al frente de los monasterios ingleses provenían de la  abadía de Saint-Étienne de Caen, cuatro de la abadía de Fécamp, tres de la abadía de Jumièges, dos de la abadía de Bec y uno de la abadía de Saint Wandrille, otro de la abadía Saint-Martin de Sées y uno más de la abadía de Lyre.

##### Lanfranc

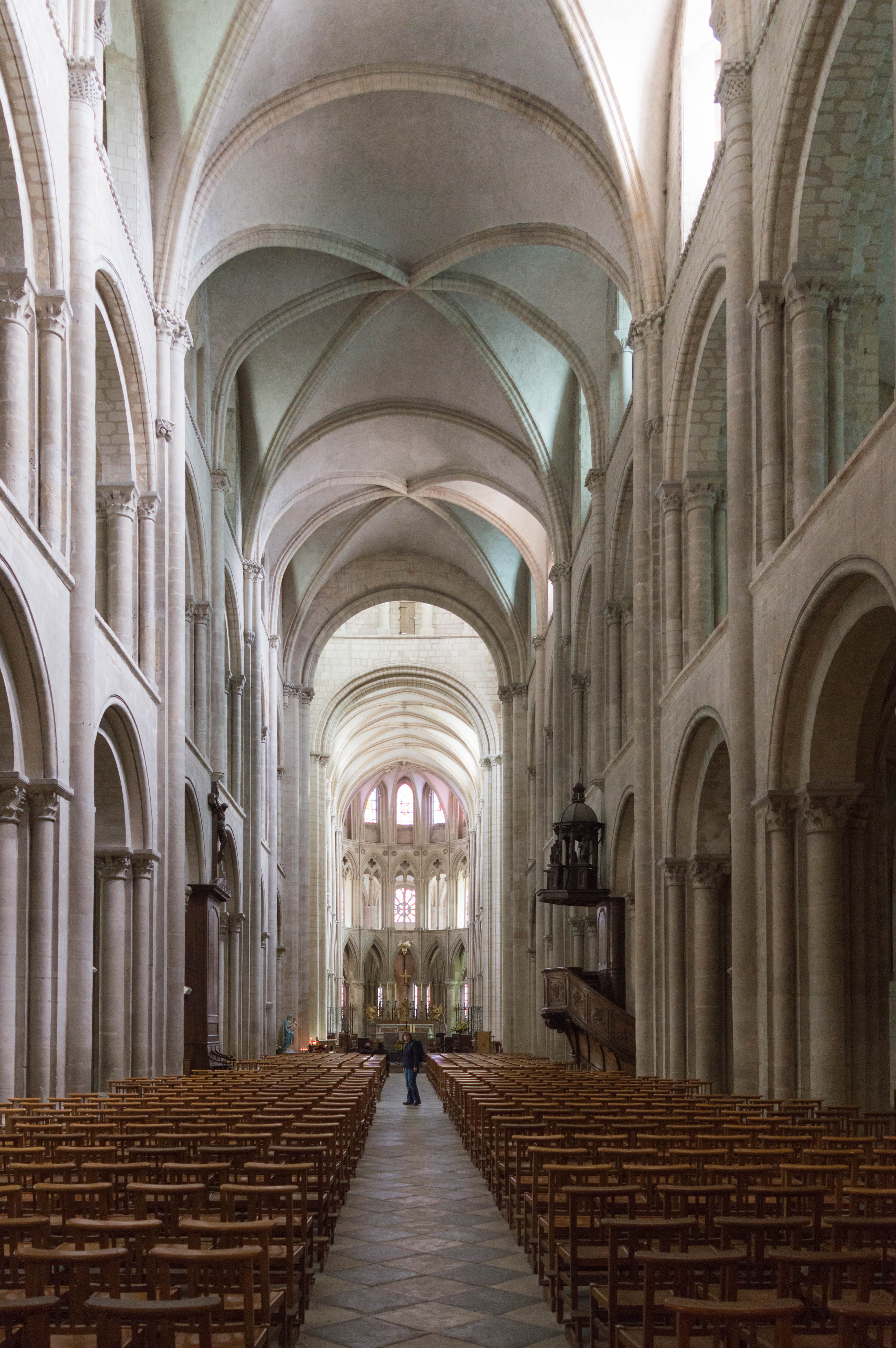
Las contribuciones de la iglesia abacial de San Esteban de Caen: el alzado en tres niveles, la pasarela periférica, la alternancia de pilares débiles y fuertes

Guillermo el Conquistador ya había nombrado a Lanfranc en Normandía abad de abadía de San Esteban de Caen (hoy abadía de los Hombres). Siendo aún prior de la abadía de Bec, Lanfranc se había encargado de mediar entre el papa León IX y el duque de Normandía para que la Iglesia diera por válido el matrimonio de Guillermo y Matilde de Flandes celebrado en 1053. La Iglesia por aquel entonces no permitía los matrimonios entre primos de menos de siete grados de parentesco y los duques eran primos lejanos en quinto grado; Lanfranc lo consiguió en el concilio de Roma de 1059, y a cambio la Iglesia invitó a los duques de Normandía a que construyeran cada uno una abadía y una iglesia como muestra de gratitud. En 1063 los duques ordenaron la construcción de la abadía de las Mujeres y su iglesia de la Trinidad, así como la abadía de los Hombres y su iglesia de San Esteban en Caen. Tres años más tarde, en 1066, Lanfranc se convirtió en el primer abad de la iglesia de San Esteban. Desde entonces Lanfranc ejerció una notable influencia en la política del duque y este último se benefició de los contactos de Lanfranc en Roma ya que en ese momento era papa Alejandro II, un antiguo alumno de Lanfranc. Obtuvo el apoyo de Roma para su expedición a Inglaterra asumiendo una actitud de cruzada contra el cisma y la corrupción y la bendición papal en la posterior conquista de Inglaterra. Guillermo adoptó la reforma de la Orden de Cluny.
Guillermo en 1070 lo hizo llamar a Inglaterra y lo puso al frente del arzobispo de Canterbury, con la misión de reestructurar la Iglesia de Inglaterra. Durante las ausencias del rey, Lanfranc y Odón de Bayeux, hermanastro de Guillermo, dominaron el consejo que administraba el reino. Otros muchos obispos y abades salidos de la abadía de San Esteban participaron en esa reorganización de la Iglesia inglesa y aportaron los conocimientos desarrollados en San Esteban por Lanfranc para el duque-rey, que debían servirles de referencia. La elección de ese lugar por Guillermo el Conquistador como lugar de su propio enterramiento es un fuerte reflejo de ese deseo.
Después de la conquista se reemplazaron las iglesias anglosajonas, generalmente pequeñas, y a menudo construidas en madera, por vastos edificios de piedra para mostrar a la población la superioridad y el carácter permanente de la presencia normanda.
Lanfranc  hizo reedificar la catedral de Canterbury y contrató a Gondulph para reconstruir la catedral de Rochester, nombró a Walchelinus  obispo en 1070, que comenzó la construcción de la catedral de Winchester. La iglesia y los edificios adyacentes a la catedral de San Albano de St. Albans fueron reconstruidos con la ayuda de Lanfranc por Paul, abad desde 1077.

##### Otros constructores
Gondulfo (Gondulf, o Gondulphe), nombrado obispo de Rochester desde 1075 y consagrado en 1077 —ya que Ernulfo (Ernulphe) había acompañado a Lanfranc desde la abadía de Bec y posiblemente dirigió la construcción de Saint-Étienne—, construyó el existente torreón (torre del homenaje) de West Malling con el nombre de torre Saint-Léonard y que se considera el torreón anglonormando más antiguo. Reconstruyó la catedral de Malling según los consejos de san Anselmo y edificó varias iglesias (en Darenton y en Dartford) y la Torre de Londres.
Ernulfo, prior de Canterbury desde 1093, destruyó la cabecera construida por Lanfranc para reemplazarla por un edificio más rico. Abad de la catedral de Peterborough en 1127, reconstruyó los edificios del convento. Como obispo de Rochester desde 1114, rehízo el dormitorio, la capilla y el refectorio.
Radulfo (Radulphe) de Vaucelles, que también había sido prior de San Esteban, fue abad de la abadía Saint-Martin de Séez en 1088, prior de Rochester en 1107 y  obispo de allí en 1108, cubrió la catedral con plomo, completó el muro de cierre y levantó nuevos edificios. Fue nombrado arzobispo de Canterbury en 1115 y en abad de Senlac en el sitio de la batalla de Hastings. Herluin, abad de Canterbury en 1090, reconstruyó la iglesia de la abadía.
Turtin fue abad de la abadía de Glastonbury en 1081; Roger, capellán de Guillermo y prior  de San Esteban, construyó como abad de la abadía de Mont-Saint-Michel la bóveda que se derrumbaría poco después, y luego se convirtió en abad de Cerne (Cerve). Henri era prior de Canterbury; Guillaume de Corbeil, prior de Saint-Étienne, arzobispo de Canterbury en 1130 y continuó la obras de la catedral, la consagró, así como la de Rochester en 1130. Construyó el torreón de Rochester.
Guillaume del Hommet, el último religioso de San Esteban elevado a una alta dignidad, fue prior de Frompton, abad de la catedral de Westminster en 1214, y parece haber sido en parte responsable de la planta del coro. Asistió al Cuarto Concilio de Letrán en 1215 y fue enviado a la Corte de Francia.
La influencia de los edificios normandos y especialmente de San Esteban de Caen es generalmente aceptada. A este desarrollo, parece que le sucedió una contracorriente artística que iba de Inglaterra hacia Normandía, en particular por los capiteles cúbicos yuxtapuestos presentes en la catedral de Durham, que se convertirán en capiteles con gallón como en la abadía Sainte-Trinité de Lessay. Las primeras tentativas de bóvedas de ojivas de Lessay se extenderán a toda la nave de la catedral de Durham.

#### Las construcciones románicas
Se analizan a continuación las principales construcciones románicas emprendidas en Inglaterra, ordenadas por fecha de comienzo de las obras.

##### Abadía de Battle

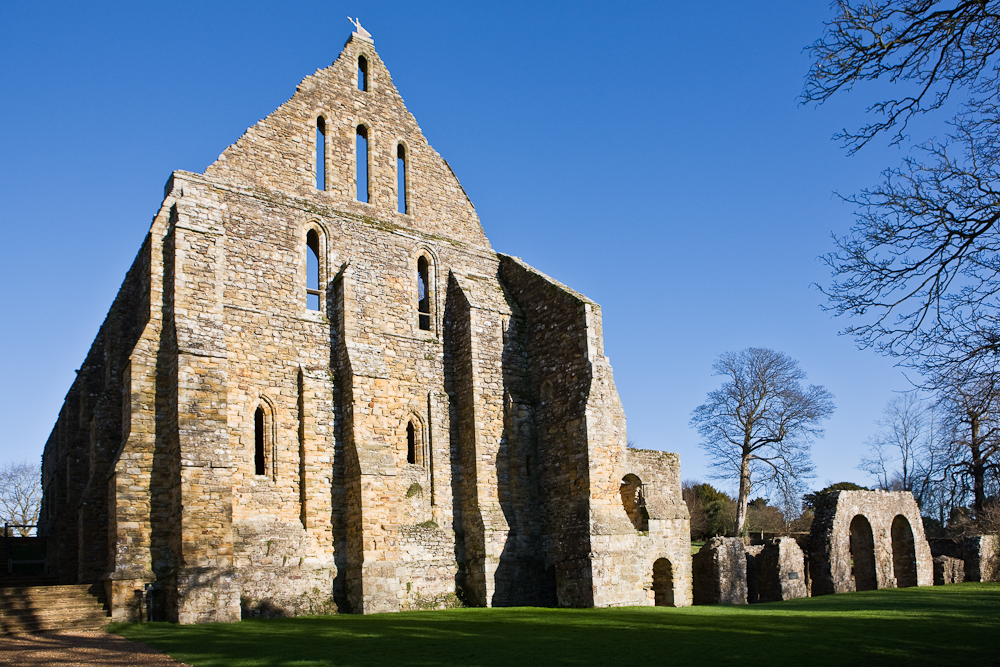
Restos del muro de los dormitorios de la abadía de Battle

La abadía de Battle (1070- ca. 1094) fue la primera iglesia emprendida por Guillermo el Conquistador en Sussex, para celebrar el lugar de su victoria. Comenzada en 1070, fue consagrada en 1094. La planta es conocida, y el altar estaría en el lugar donde habría caído el  rey Harold II. Tenía 70 m de largo, tres naves y contribuía a asegurar la seguridad de la región. La iglesia fue terminada alrededor de 1094 y consagrada bajo el reinado de su hijo Guillermo II, llamado el Rojo. Fue remodelada a finales del siglo XIII, pero fue prácticamente destruida durante la disolución de los monasterios (1536-1540) bajo el reinado del rey Enrique VIII.

##### Catedral de Canterbury (1070-1077)

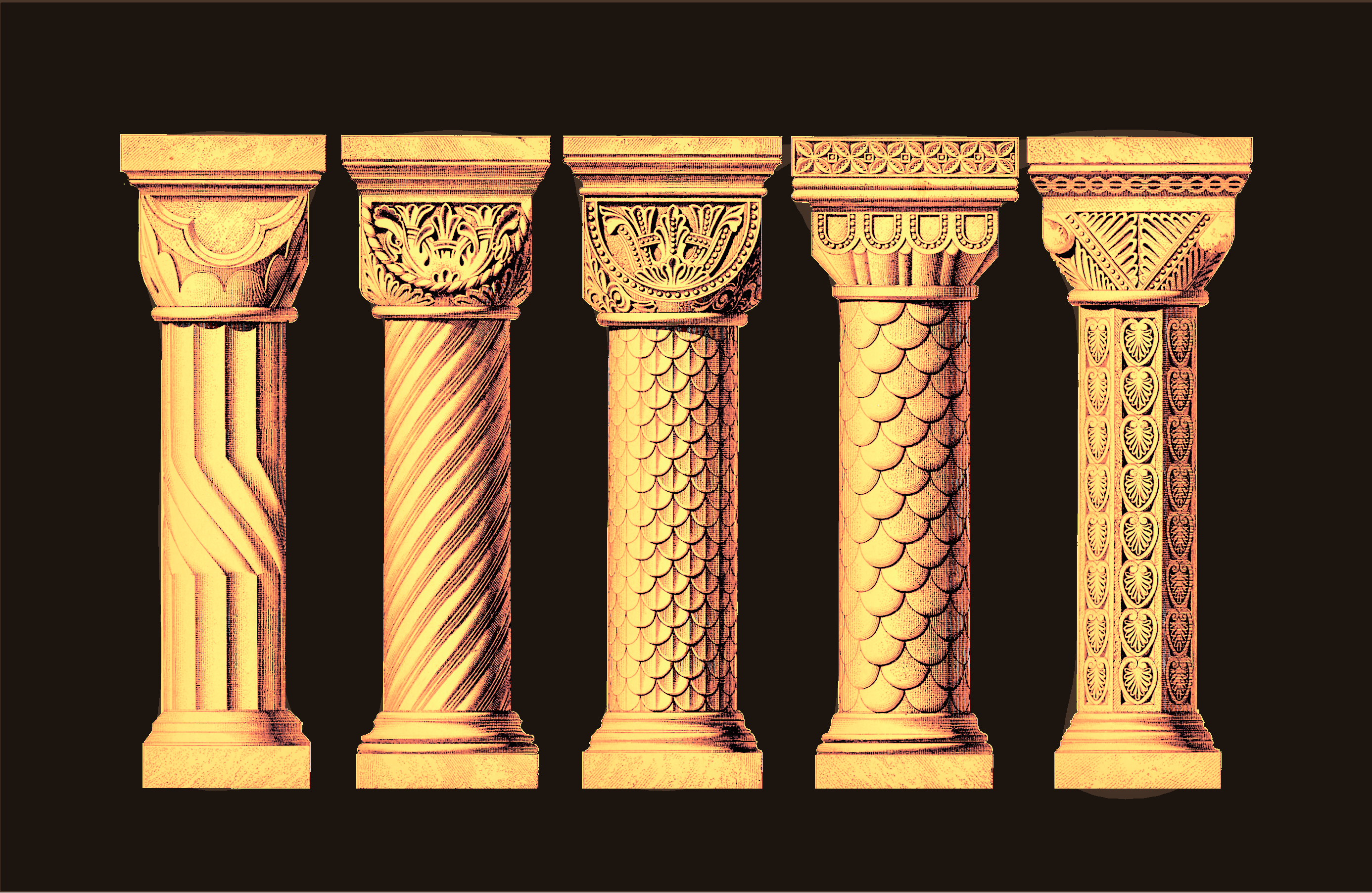
Catedral de Canterbury, capiteles y columnas normandas de la cripta

En 597, Canterbury se convirtió en la puerta de entrada del cristianismo anglosajón por el matrimonio del rey Ethelberto (r. 580/590-616) con una princesa merovingia, Berta de Kent y, en consecuencia, la metrópolis eclesiástica de dos tercios de Inglaterra. La catedral de Canterbury y su sitio tendrán así un lugar prominente en la arquitectura religiosa inglesa. El asesinato del arzobispo Thomas Becket en 1170, y su canonización en 1175, hicieron de Canterbury un importante centro de peregrinación.
En la Edad Media el corazón de la ciudad era una verdadera ciudad eclesiástica centrada en la catedral (Christ Church). Lanfranc, el primer arzobispo nombrado por Guillermo el Conquistador en 1070, rodeó ese barrio con una muralla particular dentro del perímetro urbano. Así, la catedral, el monasterio benedictino y el palacio episcopal formaron una entidad cerrada y autónoma. En ese mismo año de su nombramiento, 1070, Lanfranc quiso hacer de la nueva catedral un manifiesto arquitectónico del cambio impuesto en Inglaterra. La nueva catedral sería toda normanda, de estilo, planta y alzado, y muy similar a la iglesia de Saint-Étienne de Caen que él mismo había terminado y dedicado en 1077. Dio a la fachada las disposiciones innovadoras de Saint-Étienne: dos torres simétricas, ubicadas en el primer tramo de las naves laterales, una nave central con nueve tramos sin abovedar, un transepto con una torre de linterna, una tribuna al final de los cruceros con capillas orientadas y un coro de dos tramos terminado por un ábside. Las obras se completaron en 1077. En la siguiente generación, con el nuevo arzobispo san Anselmo, se reconstruyó toda la parte oriental, prolongada con un deambulatorio y tres capillas radiantes. Las obras se completaron en 1130.
Las vicisitudes posteriores sufridas por la ciudad hacen que de los períodos prerrománico y románico solo queden restos de gran interés, pero que solo dan impresiones puntuales. Tres lugares son importantes: la pequeña iglesia de San Martín, por los recuerdos del siglo VI; las ruinas de la abadía de San Agustín, donde las excavaciones han puesto de relieve las plantas de las iglesias románicas y prerrománicas de primer interés; y la catedral y algunos edificios monásticos románicos y especialmente góticos. Se conserva de la catedral de Lanfranc la planta de la parte oriental, la torre, la nave central y las laterales, el transepto occidental, algo de mampostería en las partes bajas de la nave, bajo un revestimiento, el transepto occidental y una parte de las criptas. De las construcciones de 1096 a 1130, se conservan dos tercios del nuevo coro.
Un estudio de 1832 de la torre Norte, dos años antes de su demolición, mostraba que si la planta recordaba a la iglesia de Saint-Etienne de Caen, la opción seguida en el alzado fue diferente. La torre tiene siete niveles, cada vez más estrechos, y fue estabilizada por poderosos contrafuertes en las esquinas. La decoración quedó limitada a las arcadas geminadas inscritas en arcos de medio punto.

##### Catedral de San Albano en St Albans (1077-1088)
La abacial convertida en catedral de St Albans se encuentra en la localidad de St Albans, un sitio que dependía de una de las ciudades romanas más importantes de la Bretaña romana y el lugar del primer mártir conocido de la isla: Albano de Verulamium. Una capilla del siglo IV marcaba ese lugar y en 793 se fundó allí una abadía.
En 1077, murió el último abad sajón Fritherig. Guillermo el Conquistador lo reemplazó por  Pablo de Caen (1077-1093), 14.º abad de St Albans, un monje de la abadía de Saint-Etienne de Caen y probablemente sobrino de Lanfranc, quien comenzó la reconstrucción de la abacial bajo la dirección de un arquitecto llamado Robert, el Maçon. Lanfranc financió en parte los trabajos que se fueron realizados con los ladrillos recuperados de las antiguas ruinas romanas. Los normandos se adaptaron al uso del ladrillo.
La catedral se construyó muy rápidamente en una docena de años. Originalmente, era un cuarto más grande que la iglesia abacial de Saint-Etienne de Caen y fue el edificio más grande de Inglaterra en su momento. Esta iglesia abacial, con planta de cruz, tenía un presbiterio con cuatro tramos, un transepto con siete ábsides y una nave central con diez tramos (para un total de la iglesia de quince tramos). Alrededor de 1088, la iglesia románica de la cual subsisten unos dos tercios de la nave, todo el transepto y el tercio del coro probablemente se habían completado. El 28 de diciembre de 1115, la catedral de St Albans fue dedicada, bajo el mandato del abad Richard de Aubigny, por el arzobispo de Ruan Geoffroy, en presencia del rey Enrique I, de los obispos de Lincoln, de Durham, de Old Sarum (Salesbury) y de Londres..
En 1125, el monje Anquetil hizo el cofre de orfebrería para las reliquias de san Albano. En 1163, la abadía de St Albans fue confirmada en el rango de primera abadía de Inglaterra, pero no se conserva prácticamente nada de los edificios monásticos. Desde 1195 hasta alrededor de 1220, la fachada oeste fue reconstruida y la nave se alargó, bajo los abadiatos de Jean de La Celle y de Guillaume de Trmpingson.
A pesar de las mutilaciones y de los revestimientos de escayola que en parte ocultan la arquitectura original, la catedral de St Albans es la más antigua de las grandes iglesias que se conservan.

##### Catedral de Winchester (1079-1093)
La ciudad de Winchester era una de las primeras capitales de tipo moderno en la Europa latina: ciudad de coronación y de enterramiento de los primeros reyes de Wessex, luego de los reyes de la Inglaterra unificada y en el momento de la conquista normanda sede de todas las instituciones gubernamentales (que más adelante serán trasladadas a Londres por Guillermo el Conquistador y sus sucesores). Fue el sitio de una peregrinación importante desde 971 con su catedral Old Minster y las reliquias de San Swithum. Al norte de esta iglesia había un monasterio, fundado en 903, y otro monasterio más de mujeres, sin paralelo en la Inglaterra de alrededor del año 1000.
Guillermo el Conquistador fue coronado simbólicamente en Old Minster en 1070, considerándose a sí mismo como heredero de los reyes de Inglaterra.
Todo esto explica la colosal obra de la catedral de Winchester erigida en 1079 por el normando Wauquelin, capellán real y obispo de Winchester desde 1070 a 1098. Con sus 169 m de longitud, es mucho más grande que todas las iglesias de Normandía e Inglaterra. Los trabajos comenzaron por el este, con la cripta y la cabecera. Las excavaciones muestran que la iglesia primitiva tenía un macizo occidental de más de 12 m de ancho. Incluido ese macizo, esta catedral fue una de las más importantes de su época, con San Pedro de Roma y la iglesia abacial de Cluny III. Los edificios monásticos todavía la rodean parcialmente; el claustro, en el sur, la sala capitular, el castillo de Wolverset, la residencia episcopal, que se inició alrededor de 1110 por Guillaume Giffard. Al oeste había una fortaleza construida en 1066 por Guillermo el Conquistador. La catedral fue dedicada el 8 de abril de 1093. La torre se derrumbó en 1109 sobre la tumba de Guillermo II, el Rojo. Este esplendor marca un momento de descanso bajo el reinado de Étienne (1135-1154) con el palacio real ardiendo en 1141 durante la guerra civil. La ciudad comenzó a declinar alrededor de 1110, pero aun así la catedral románica se completó y, bajo el episcopado de Henri de Blois, hermano del rey Esteban, se completó la residencia episcopal en el castillo de Wolveseey.
De esta catedral románica destacan especialmente el transepto con la cruz y la torre, la cripta y las estructuras de la nave revestidas de estilo gótico a finales del siglo XIV.
La arquitectura de la catedral de Winchester no es puramente normanda, aunque su escala, técnicas y detalles están inspirados en la arquitectura del ducado de Normandía; el macizo occidental, los brazos del crucero del transepto provistos de naves laterales en tres de sus lados, la planta de la cripta, e incluso la del coro, que muestra que desde 1080, los maestros constructores ingleses ya se estaban emancipando de los modelos normandos.
Esta influencia de las regiones del noreste de Francia y de Bélgica estuvo vinculada a los hombres de esas regiones que contribuyeron en gran medida a la conquista y luego a la supervisión del clero inglés. Probablemente representaba también una concesión del obispo a las costumbres litúrgicas locales seguidas en los monasterios vecinos.
La catedral de Winchester es el manifiesto de la desconfianza de los conquistadores normandos en el mismo lugar donde había residido la monarquía de la que Guillermo se había proclamado heredero.

##### Catedral de Hereford (1079-1140s)
Hereford se había convertido en la sede de un obispado  ya en los años 670 cuando Teodoro de Tarso, arzobispo de Canterbury, dividió la diócesis merciana de Lichfield, fundando Hereford para Magonsæte y Worcester para Hwicce. En el siglo VII la catedral fue refundada por Putta, quien se estableció en ella cuando fue expulsado de Rochester por Æthelred de Mercia. La catedral de piedra, que Milfrid levantó, se mantuvo durante unos 200 años, y luego, durante el reinado de Eduardo el Confesor, fue alterada. La nueva iglesia tuvo una vida corta, ya que fue saqueada y quemada en 1056 por una fuerza combinada de galeses e irlandeses bajo Gruffydd ap Llywelyn, el príncipe galés. La catedral permanecióen estado de ruina hasta que Roberto de Lorena fue consagrado a la sede (hecho obispo) en 1079 y emprendió su reconstrucción. Su trabajo fue llevado a cabo, o, más probablemente, rehecho, por Reynelm, quien fue el siguiente obispo, y reorganizó el colegio de canónigos seculares ligados a la catedral. Reynelm murió en 1115, y fue solo bajo su tercer sucesor, Robert de Betun, quien fue obispo de 1131 a 1148, que la iglesia fue completada.
De la iglesia normanda, las partes sobrevivientes son la arcada de la nave, el coro hasta el nacimiento del clerestorio, la nave lateral del coro, el transeptro sur y los arcos de cruce. Apenas 50 años después de su finalización, William de Vere, que ocupó la sede desde 1186 hasta 1199, alteró el extremo este mediante la construcción  de un camino procesional del retrocoro y una Lady Chapel; este último fue reconstruido poco después, entre los años 1226 y 1246, durante el estilo inglés temprano, con una cripta debajo. Alrededor de mediados de siglo, el clerestorio, y probablemente la bóveda del coro, fueron reconstruidos, después de haber sido dañados por el asentamiento de la torre central. Bajo  Peter of Aigueblanche  (obispo 1240-1268), uno de los favoritos extranjeros de Enrique III, se inició la reconstrucción del transepto norte, que se completó más tarde en el mismo siglo por Swinfield, quien también construyó los naves laterales y el transepto este.

##### Catedral de Rochester (1080-1130)

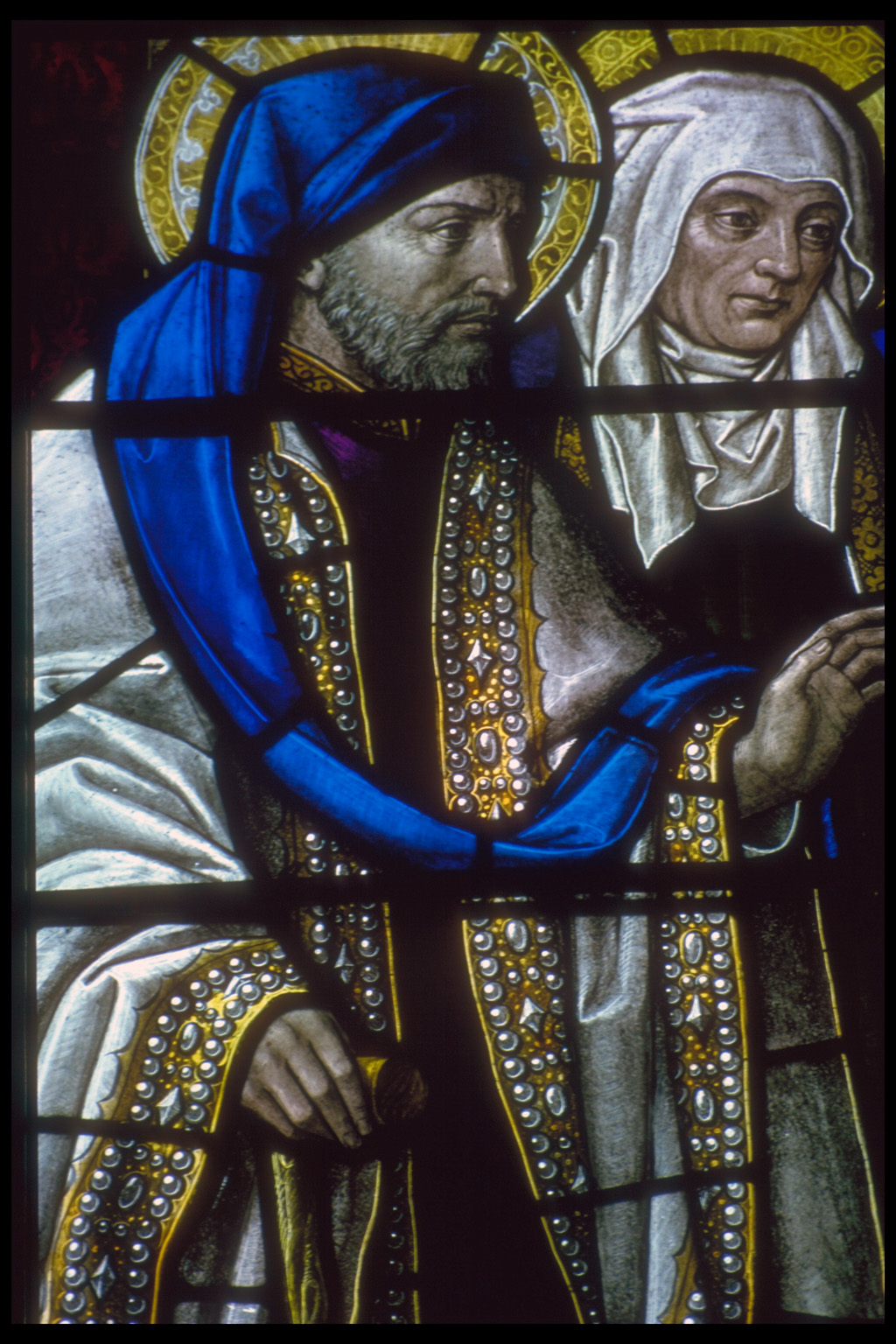
Vitral en la iglesia catedral

Rochester era una ciudad de fundación romana que dominaba la ruta desde Pas-de-Calais y de Canterbury hacia Londres y también, desde 604, la segunda de las sedes episcopales inglesas. Su lugar en la arquitectura románica inglesa deriva del papel desempeñado por el obispo Gondulf, uno de los constructores más activos de Guillermo el Conquistador, que ejerció desde 1077 a 1108 y que dio a la ciudad la catedral y el castillo.
Tras la conquista, Guillermo había cedido la iglesia y sus terrenos a su hermanastro, Odo de Bayeux, nombrado conde de Kent. En el lugar había una anterior iglesia —dedicada a san Andrés Apóstol, fundada por Justo, uno de los misioneros que acompañaron a san Agustín a convertir a los paganos ingleses al cristianismo a principios del siglo VII, y de la que  se encuentran trazas en la nave actual, en el primer tramo de la nave lateral y en la entrada del coro— que se había  degradado hasta el punto de estar casi destruida, una situación que sólo se remedió en 1082 cuando Lanfranc, arzobispo de Canterbury visitó y logró que algunas de las tierras de Odo fuesen restauradas a la iglesia, así como la asignación de más personal. Gondulf, el obispo normando de Rochester, jugó un papel muy importante; él mismo era un arquitecto con mucho talento, que encargó y probablemente participó en el diseño de la nueva catedral que reemplazara a la iglesia de Justo. También sustituyó a los capellanes por monjes benedictinos, y trasladó las reliquias a un relicario de plata que se convirtió en lugar de peregrinaje, obteniendo varias subvenciones reales en forma de tierras. Demostró ser un gran benefactor de su ciudad. Cuando murió se había construido la nave central y la fachada occidental, el transepto occidental se añadió entre 1179 y 1200 y el transepto oriental durante el reinado de Enrique II de Inglaterra. La catedral es pequeña, la más pequeña de las grandes catedrales inglesas, sólo tiene 93 m de largo, pero su nave es la más antigua de Inglaterra y tiene una cripta normanda muy importante.
El actual edificio se considera  uno de los mejores ejemplos de catedrales normandas en Inglaterra, que destaca más que por su arquitectura por su escultura, con una puerta particularmente buena en su entrada occidental (principal) con desarrollos originales. El tímpano representa a Cristo sentado en la gloria en el centro, con Justo y Ethelberto escoltándole a ambos lados de la puerta.
Tras la muerte de Gondulf, la catedral tiene una historia un tanto difuminada. En 1130 la catedral fue consagrada por el arzobispo de Canterbury, asistido por 13 obispos en presencia de Enrique I, pero la ocasión se vio empañada por una gran fuego que casi destruye toda la ciudad y dañó la nueva catedral. Fue nuevamente dañada por otros incendios en 1137 y 1179. Después de esto fue saqueada en 1215 por las fuerzas del rey Juan y otra vez en 1264 por Simón de Montfort durante los asedios a la ciudad y su castillo.
Se conserva de la iglesia de Gondulf la sección de la torre cuadrada con contrafuertes que se ve al norte de la iglesia actual entre los dos transeptos, los escombros con espinas de peces en los muros sur y norte de la nave y dos tramos de la cripta. De la etapa de 1114 a 1137, se mantienen seis tramos de la nave y el muro oriental del claustro. La fachada occidental, con su famoso portal francés con contribuciones llegadas del continente, de las regiones del Aunis, la Saintonge y el Poitou, pertenece a la última fase románica de alrededor de 1160.

##### Catedral de Ely (1083-1109)
En Ely habría existido un antiguo monasterio que fue destruido durante las invasiones danesas de fines del siglo IX, junto con lo que es actualmente la ciudad. En 970, Æthelwold de Winchester, obispo de Winchester, construyó y dotó en el lugar un nuevo monasterio benedictino, en una ola de refundaciones monásticas que incluyeron localmente a Peterborough y Ramsey. Este monasterio se convirtió en catedral en 1109, cuando fue creada la nueva diócesis de Ely con tierras tomadas de la diócesis de Lincoln.
La catedral de Ely fue comenzada por el abad Simeon (1081-1093), hermano de Walkelin, el entonces obispo de Winchester, durante el reinado de Guillermo I de Inglaterra y el trabajo comenzó en 1083 por el coro que se reconstruyó en la época gótica. La edificación continuó con el sucesor de Simeón, el abad Richard (1100-1107). La iglesia anglosajona fue demolida, pero algunas de sus reliquias, como los restos de sus benefactores, fueron trasladadas a la catedral. Los transeptos principales con absidiolos laterales orientados fueron construidos en época temprana, en 1174-1189, y ahora están por debajo de una torre central (construida entre 1328 y 1340), y conforman la parte más antigua de la catedral. La nave de doce tramos fue erigida durante los primeros dos tercios del siglo XII, con el uso de pilares débiles y fuertes y un alzado con tres niveles.
La catedral fue levantada con piedras traídas de Barnack en Northamptonshire (compradas a la catedral de Peterborough, cuyas tierras incluían las canteras), y elementos en mármol de Purbeck. La planta del edificio tiene forma de cruz, con el altar en el extremo oriental. La longitud total de la iglesia es de 163,7 m, con una nave de 75 m de longitud, que es la más larga de Gran Bretaña.

##### Abadía de Tewkesbury  (1092-1150)
La Cronica de Tewkesbury (Chronicle of Tewkesbury) registra que Theoc, un misionero de Northumbria, llevó el primer culto cristiano a la zona y que construyó su celda a mediados del siglo VII, cerca de una zona donde se unen los ríos Severn y Avon. La celda fue sucedida por un monasterio en 715, pero de él nada se ha podido identificar. En el siglo X, la fundación religiosa en Tewkesbury se convirtió en un priorato subordinado de la benedictina abadía de Cranborne en Dorset.
En 1087, Guillermo el Conquistador entregó las tierras de Tewkesbury a su primo, Robert Fitzhamon, quien, junto con Giraldus, abad de Cranborne, fundó la actual abadía en 1092. La construcción de la iglesia abacial actual no comenzó hasta 1102, empleando piedra de Caen importada de Normandía y llevada en barcazas aguas arriba por el Severn.
Fue utilizado sin éxito como un santuario en la Guerra de las Rosas. Después de la disolución de los monasterios se convirtió en la iglesia parroquial de la ciudad. George Gilbert Scott dirigió la restauración victoriana a finales del siglo XIX. La iglesia y el cementerio albergan tumbas y monumentos a muchos de los aristócratas de la zona. El monasterio fue fundado por la casa de los Despensers y usado por ellos como mausoleo familiar, al igual que los Neville, y sus tumbas son buenos ejemplos de trabajos en piedra de pequeño tamaño de finales del medioevo.
Se cree que la iglesia tiene la mayor torre normanda que se conserva (aunque la de la catedral de Norwich compite por el puesto). Antiguamente la torre tuvo un chapitel de madera que pudo haber alcanzado unos 79 m, de altura, pero que se derrumbó durante una tormenta el Lunes de Pascua de 1559; los pináculos y almenas actuales fueron añadidos hacia el año 1600 para darle a la torre un mejor aspecto. La altura hasta los pináculos superiores es de 45 m. Se cree que la abadía es, salvo las catedrales, la tercera iglesia de mayor porte de Gran Bretaña (por detrás de la abadía de Westminster y de Beverley Minster). De punta a punta mide 101 m, aunque antes de la destrucción de la Lady Chapel original (también en la época de la disolución), su longitud total era de 114 m.

##### Catedral de Durham (1093-1104)

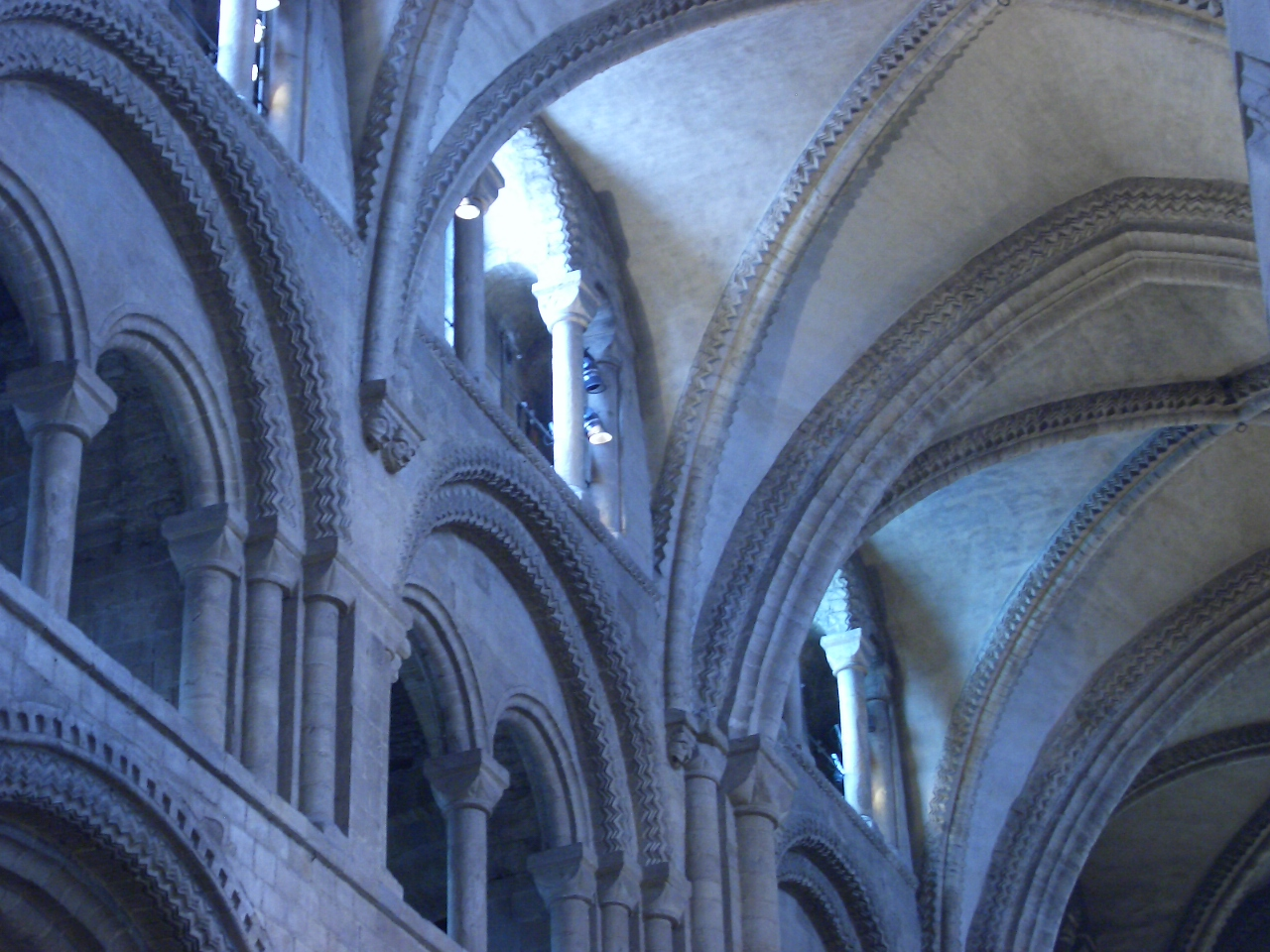
La primera nave con bóveda de ojivas

Después de haber demolido poco después de 1091 la iglesia construida por el obispo Alduin un siglo antes, la actual catedral de Durham fue erigida por Guillermo de Saint-Calais, segundo obispo de Durham y consejero cercano de los primeros reyes normandos de Inglaterra, Guillermo el Conquistador y Guillermo II, el Rojo.
El primer maestro de obras de Durham tenía conocimiento directo o indirecto de la abadía de Jumièges, el carácter severamente lógico que dio a sus obras prueba que era normando, pero no usó el capitel de voluta luego de su uso generalizado en Normandía, se sirvió del capitel cúbico desconocido en esa provincia. Puede pensarse que habría trabajado en algunas otras grandes iglesias de Inglaterra. Durham es un ejemplo sorprendente del avance realizado a finales del siglo XI por la Escuela normanda.
La construcción de la catedral de Durham comenzó en 1093 y se completó en 1104: el coro, el crucero sur del transepto entero, pero sin las bóvedas, el crucero norte hasta la cima de la planta de las tribunas y dos tramos de la nave. Desde 1104 hasta la dedicación de 1033, se completó el transepto y la nave fue completamente abovedada, la primera en utilizar una bóveda de crucería con casetones. La antenave es de 1175 y las torres occidentales estaban ya terminadas en 1226. El coro fue remodelado profundamente en el período gótico y la torre del crucero, dañada por un rayo, fue reconstruida entre 1470 y 1490.
En 1153, el obispo Hugues de Puiset construyó hacia 1170 en el otro extremo occidental de la catedral, en el espacio disponible entre las torres y el escarpado acantilado, un nártex llamado «galilea», en principio destinado a alojar a las mujeres donde fueron transferidas en 1370 las reliquias de Beda el Venerable. En 1242, el ábside románico fue demolido, bajo la dirección de Richard de Farnham, y el coro se amplió con un tramo gótico y con la capilla de los «Nueve Altares», que forma casi un santuario.
La catedral retoma la planta benedictina con un transepto saliente y, como en la abadía de Notre-Dame de la abadía de Jumièges y la arquitectura del siglo XI, el principio normando de alternancia, el ritmo de una sucesión de soportes débiles y fuertes, columnas y pilares reforzados con columnas adosadas.
Las arcadas entrelazadas del pasillo del coro ofrecen ejemplos interesantes del desarrollo del capitel con gallones que pueden datarse exactamente de 1093 a 1096. Las columnas gemelas tienen capiteles variados, a veces el mismo cortador reunió el capitel cúbico en cada uno de ellos, lo que da la apariencia de un rudimentario capitel con gallon, y para los otros, tres o cuatro semicírculos los coronan.
Las gruesas pilonas cilíndricas están cubiertas de rombos, de finas acanaladuras y de chevrones con incisiones hábiles, incluso ganando las arcadas, los arcos fajones y las ogivas. Estas cualidades se remontan a un largo camino en la historia de la arquitectura sajona y pueden corresponder a una forma de respuesta de Inglaterra a sus primeros contactos con el continente.
La catedral de Durham es considerada la obra maestra de la escuela normanda en Inglaterra y a sus bóvedas debe el carácter monumental de su majestuoso interior . La cronología de sus bóvedas es un elemento importante en la historia del edificio y está relacionada con una pregunta más general: ¿que parte corresponde a la Escuela normanda en la solución del problema arquitectónico de cubrir con bóvedas altas una gran iglesia provista de naves laterales con un piso de ventanas altas?
Este modo de concepción de la bóveda que se refinará en la Île-de-France es el vínculo entre el arco de estilo románico, que dominó los siglos XI y XII y, por otro lado, la ojiva gótica que dominará la Iglesia católica. Esta técnica revolucionará la arquitectura de las iglesias que se irán aligerando, perdiendo gradualmente el carácter masivo de sus fachadas de piedra en favor de más aberturas. El arte gótico continuará en la misma línea.

##### Catedral de Chichester (1093-1199)
La ciudad de Chichester era uno de los centros urbanos más antiguos de Inglaterra, pero no se había convertido en la sede de un obispado hasta 1075 por voluntad de Guillermo el Conquistador, que desplazó los antiguos obispados rurales a las ciudades.
La catedral de Chichester fue llevada a cabo por el tercer obispo Luffa Raoul, tal vez un lotaringio o un alemán, desde 1093. Los trabajos continuaron a lo largo del siglo XII, en especial bajo el obispo Siffroy llegado de Sées, en Normandía. La dedicación de 1187 muestra su finalización, pero un incendio requirió un trabajo significativo y la última dedicación fue de 1199 en pleno período gótico.
La planta primitiva estaba de acuerdo con las costumbres normandas, con dos torres simétricas en fachada elevadas en los primeros tramos de las naves laterales, una nave de ocho tramos con naves laterales, un transepto con una torre de linterna y capillas orientadas que se abren sobre los cruceros, un coro de tres tramos con ábside y deambulatorio.
Una tormenta arruinó las dos torres en 1210 y la torre del crucero se derrumbó en 1862, pero todas las estructuras importantes, excepto la parte inferior del coro, son de estilo románico. La nave está próxima a su modelo de la iglesia abacial de Saint-Etienne de Caen.

##### Catedral de Norwich (1094-1145)
La catedral de Norwich es de gran belleza y está muy bien conservada. La construcción se inició en 1094 (o 1096) por Herber —un anciano normando que había sido anteriormente prior de la abadía de Fécamp— usando piedra y mortero, mientras que la fachada se cubrió con piedra caliza de Caen de color crema. El espacio del nuevo templo se creó con el derribo de un asentamiento anglosajón y de dos iglesias. Antes de morir, pudo completar el coro, los últimos tramos de la nave y el piso inferior de la torre del crucero del transepto. El resto de la obra corresponde a su sucesor Évrard (1121-1145), que la completó en 1145 con la torre normanda que todavía hoy se puede contemplar coronada por una aguja de madera recubierta con planchas de plomo. Durante su larga historia ha sufrido daños y necesitado reconstrucciones profundas de su parte este y en el chapitel, que fue rehecho de piedra en 1480. El coro profundo de cuatro tramos marca el alargamiento de los edificios, una característica de la arquitectura de Inglaterra. Su gran claustro, que es el segundo más grande Inglaterra tras el de la catedral de Salisbury, tiene alrededor de mil relieves, cientos de ellos policromados.
El absidiolo axial fue reemplazado por una primera gran capilla a mediados del siglo XIII, y luego en 1430. Pero los otros dos absidiolos permanecen con su planta particular, que está compuesta por dos círculos. En el mayor se dispone la capilla y en el más pequeño el santuario. Son muy altos y están decorados con arcadas ciegas en el perímetro, como todas las caras de la torre del crucero del transepto. En la nave, las ventanas altas románicas se conservan con el pasaje periférico iniciado en la iglesia abacial de Saint-Etienne de Caen. La nave central, que tenía techumbre de madera, recibió bóvedas de abanico en el siglo XV y, poco después, se reconstruyeron el coro y el ábside.

##### Southwell Minster (1108-1158)
Se cree que hubo una primera iglesia en el sitio fue fundada en 627 por Paulinus, el primer arzobispo de York, cuando visitó el área mientras bautizaba a los creyentes en el río Trent. En 956, el rey Edwy cedió tierras en Southwell a Oskytel, arzobispo de York, sobre las que se estableció una iglesia minster. La reconstrucción normanda de la iglesia comenzó en 1108, probablemente como una reconstrucción de la iglesia anglosajona, comenzando en el extremo este para que el altar mayor pudiera usarse lo antes posible y el edificio sajón se desmantelara a medida que avanzaban los trabajos. Muchas piedras de esa primitiva iglesia anglosajona anterior fueron reutilizadas en la construcción. El piso teselado y el tímpano de finales del siglo XI en el transepto norte son las únicas partes del edificio anglosajón que permanecen intactas. El trabajo en la nave comenzó después de 1120 y la iglesia se completó hacia 1150.
La iglesia estaba originalmente unida al palacio del arzobispo de York, que estaba al lado y ahora está en ruinas. Sirvió al arzobispo como lugar de culto y fue un cuerpo colegiado de enseñanza teológica, de ahí su designación como minster. La minster saca su coro de la escuela cercana con la que está asociado.
El presbiterio normando era cuadrado (para una planta de la iglesia original, ver Clapham, 1936). El presbiterio fue reemplazado por otro en estilo gótico inglés temprano en 1234-1251 porque era demasiado pequeño. La sala capitular octogonal, construida a partir de 1288 con una bóveda de estilo gótico decorado, tiene esculturas naturalistas de follaje (la talla de piedra del siglo XIII incluye varios hombres verdes). El púlpito o pantalla de coro elaboradamente tallado se construyó en 1320-1340.

##### Catedral de Peterborough (1118-1237)
La catedral de Peterborough fue iniciada en 1118 por el abad Jean de Seez, cuando el lugar aún era una abadía. Desarrolló lo más posible el amor a los vacíos y a la luz. El coro se completó alrededor de 1140-1143, luego el transepto alrededor de 1155-1177. La nave fue construida bajo el abaciato de Benedicto (1174-1194). A principios del siglo XII, las dos torres fueron demolidas y reemplazadas por un transepto occidental basado en el de la catedral de Ely. Además, se le añadió un pórtico colosal con tres enormes arcos apuntados confinados por pequeñas torres laterales.
Todo el edificio está cubierto con techumbres de carpintería de madera, excepto las naves laterales, abovedadas con ojivas, lo que permitió continuar en el ábside el alzado de tres niveles de las partes rectas, con los dos superiores equipados por primera vez con pasajes periféricos que permitían el tour completo de la iglesia. La continuidad de los niveles sigue hasta el fondo de los brazos del transepto. La catedral de Peterborough vio así el triunfo del muro grueso normando, un proceso iniciado en la abadía de Bernay y desarrollado en la iglesia abacial de Saint-Etienne de Caen.

##### Abadía de Romsey (1105-1140)
La abadía de Romsey fue fundada en el año 907, poco después de las invasiones vikingas, y fue refundada en 967. Eso dejó huellas en el ábside. Poco después de 1105, se emprendió su reconstrucción; la iglesia fue alargada considerablemente con una nave de siete tramos, un coro de tres tramos, consiguiendo una longitud total de 78 m y esas ya eran unas proporciones cercanas a las de Normandía, parecidas a las de la iglesia de San Nicolás de Caen. La decoración es sobria y casi enteramente geométrica.
Sobre la antigua base anglosajona probablemente entre los años 1130-1140, fue construida una abadía de piedra, sustancialmente nueva y diseñada principalmente como un convento.  Fue erigida en el final del reinado del rey Enrique I (Henry I Beauclerc) y el comienzo del de Esteban de Inglaterra o Étienne de Blois (r. 1135-1154), principalmente por Henry Blois, obispo de Winchester y abad de Glastonbury, y hermano menor del rey Esteban. Su estructura domina la ciudad hasta el día de hoy. La arquitectura normanda ya incorporaba gradualmente elementos ingleses.
Los capiteles están tallados con gallones y algunos están muy trabajados con entrelazados y motivos de plantas. Recuerdan a los de la abadía de Saint-Georges de Boscherville. El último crcuero de la nave lateral mantiene una decoración de arcadas.
La abacial de Romsey es una de las iglesias más normandas entre las grandes iglesias románicas del sur de Inglaterra.

##### Otros edificios
En paralelo a la corriente normanda se fue desarrollando en la catedral de Gloucester y en la abadía de Tewkesbury, construidas entre 1090 y 1125, así como en la nave de la colegiata de Southwell Minster, un tipo de iglesias con muros completamente desarticuladas y cuyos diferentes pisos se asientan poderosamente sobre grandes pilas cilíndricas. En Southwell, esta estructura adquiere la apariencia de un viaducto con dos filas de arcos superpuestos.
La arquitectura románica de Inglaterra escapa así al estrecho código de Normandía para establecer afiliaciones con otras regiones de Europa, y especialmente con países bajo la influencia de la arquitectura otoniana.
Hay más edificios románicos en el país, aunque de menor importancia. Destacan:

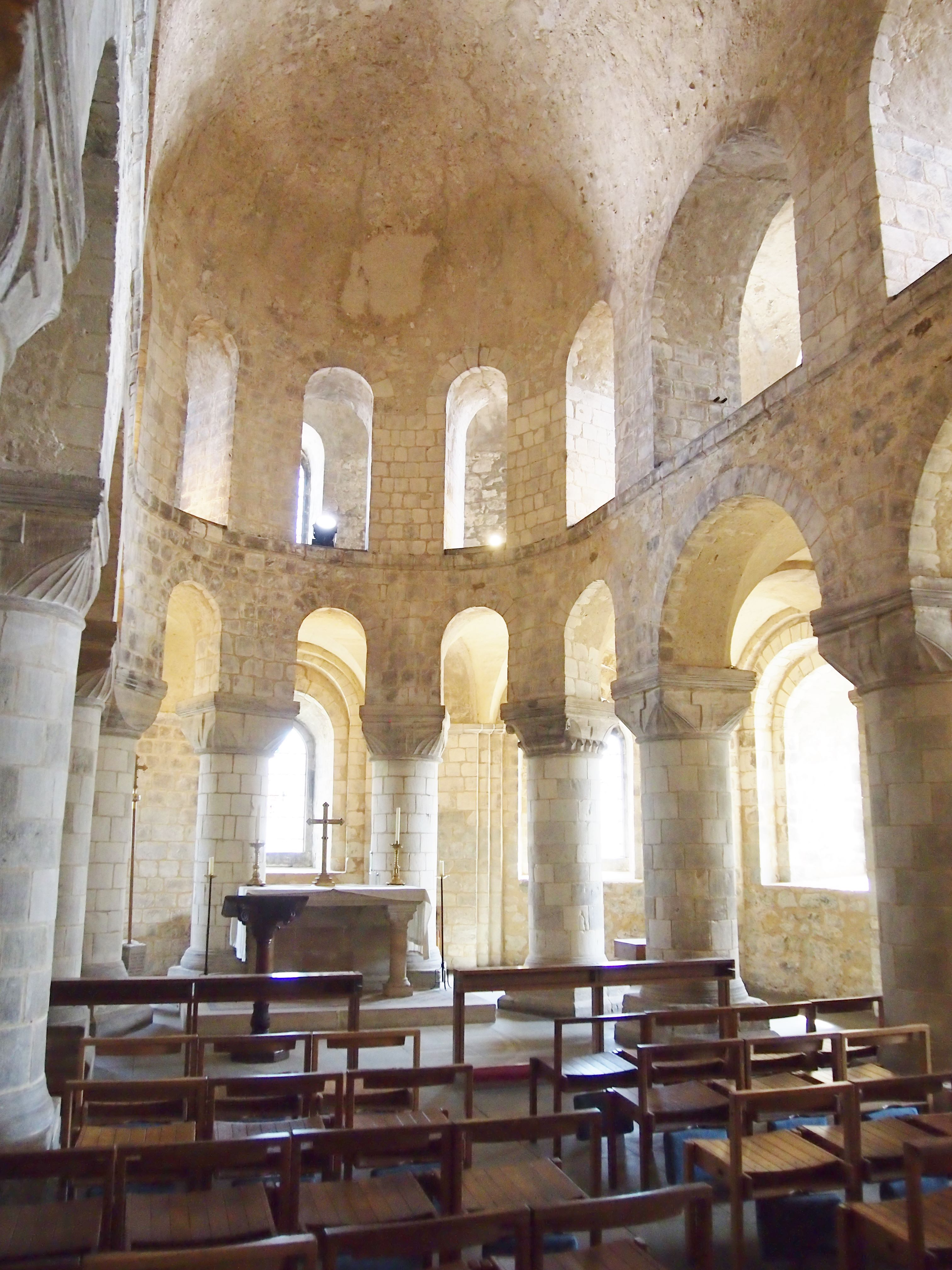
Capilla de San Juan de Londres  (1080)
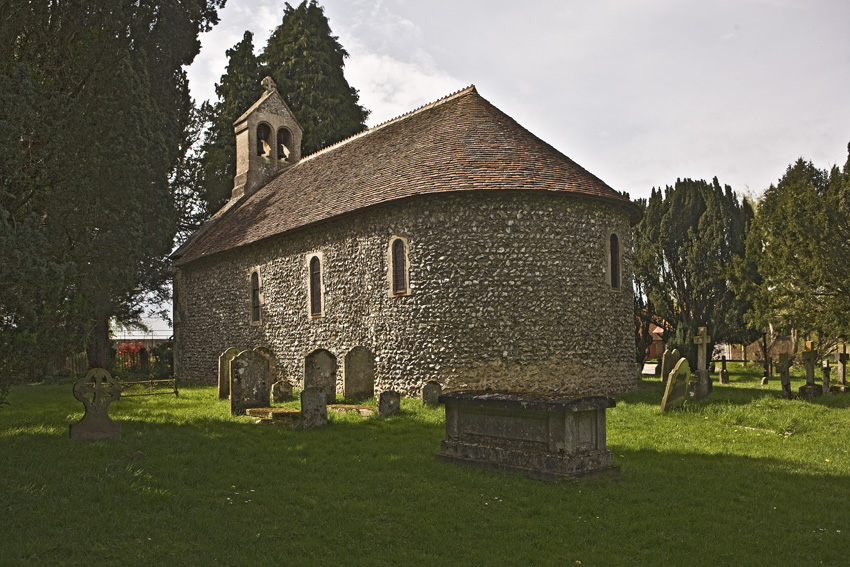
[Iglesia San Swithun de Nately Scures
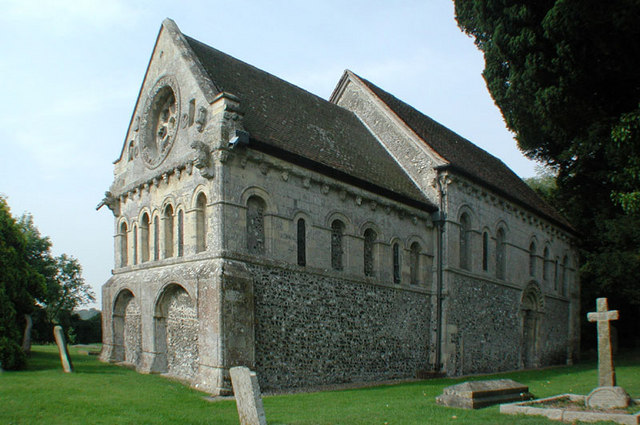
Priorato de San Botofo, Colchester (hacia 1100)
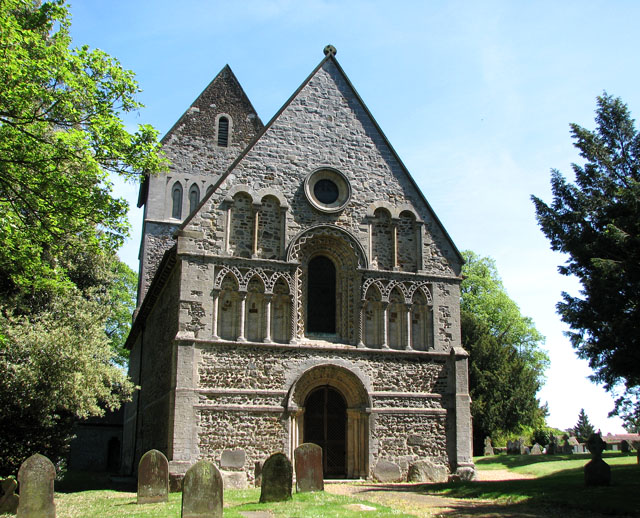
Iglesia de St Laurence de Castle Rising
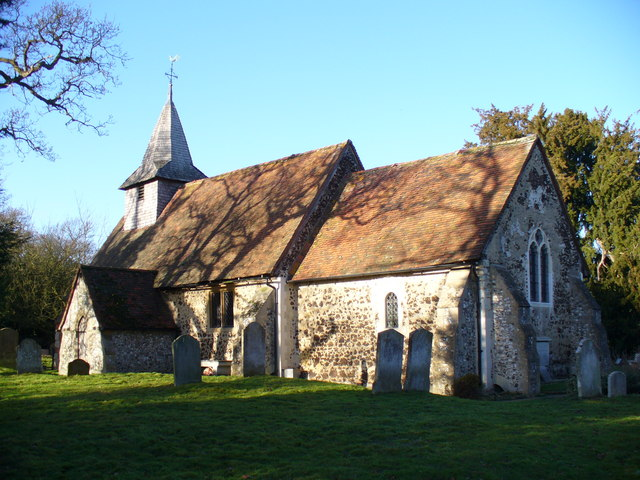
Iglesia de San Nicolás de Pyrford Pyrford

- Iglesia de San Nicolás de Pyrford Pyrford (hacia 1140)

- Priorato del castillo de Acre (antes de 1148)

- Iglesia San Swithun de Nately Scures  (hacia 1175)

- Iglesia de San Lorenzo de Castle Rising
- Iglesia de San Nicolás de Barfrestone  (esculturas)

- Capilla de San Juan de Londres (1080)
- [Iglesia San Swithun de Nately Scures
- Iglesia de San Nicolás de Barfrestone
- Iglesia de St Laurence de Castle Rising
- Iglesia de San Nicolás de Pyrford Pyrford

#### El gótico primitivo

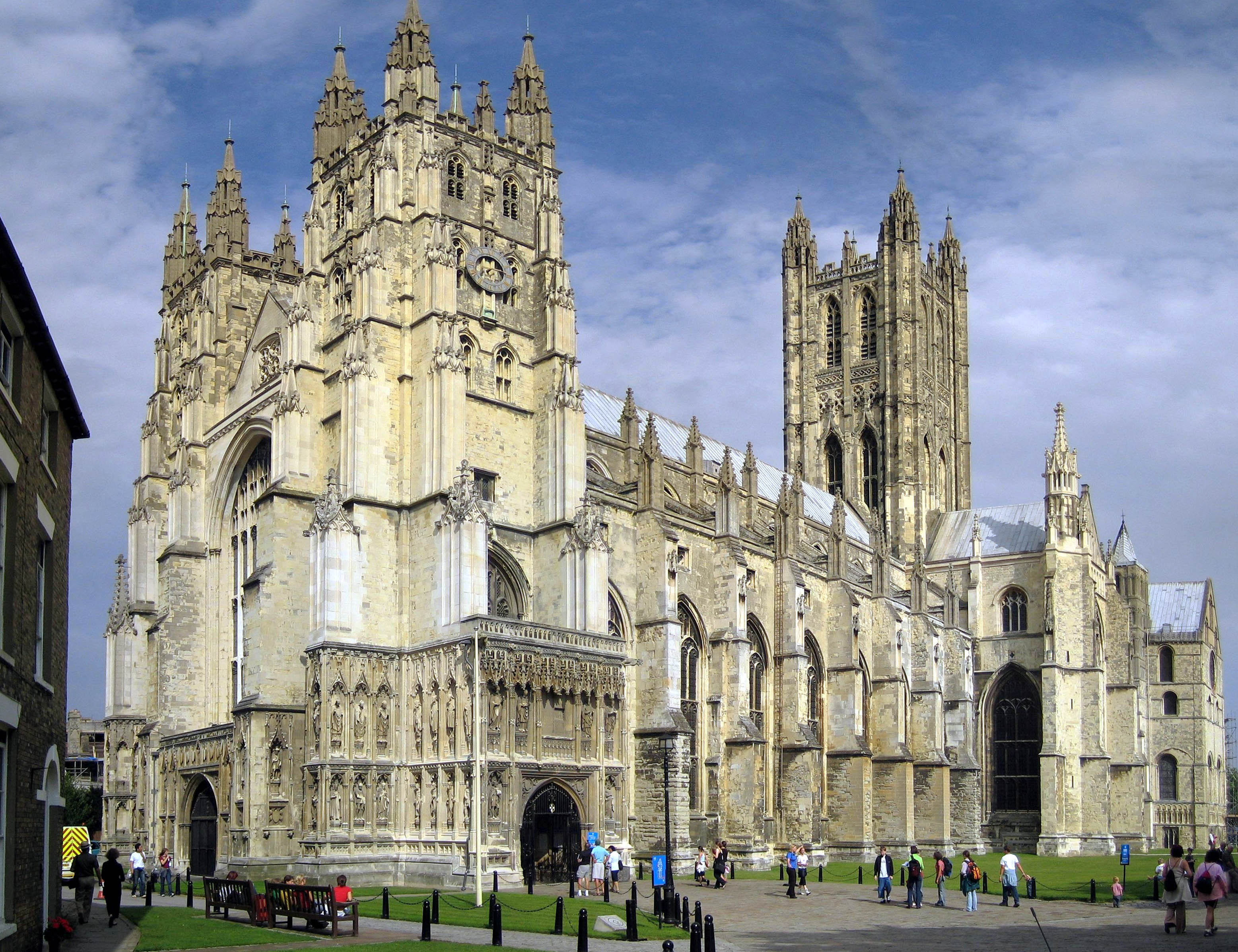
La catedral de Canterbury cuya puerta oriental marca el inicio del gótico temprano inglés

La puerta oriental de la catedral de Canterbury fue la primera obra de estilo gótico francés construida por Guillermo de Sens después del incendio de 1174; la delicadeza de este gótico primario dejó una marca indeleble en Inglaterra.
En Canterbury, las formas y métodos góticos se plantearon sobre una planta típicamente románica. Las técnicas de construcción románicas se conservaron y las formas góticas se utilizaron como ornamentos. Los ingleses eran muy sensibles a los ornamentos externos y es aquí donde se debe buscar la razón que permitió al gótico inglés seguir ese camino tan particular.
Las líneas horizontales románicas se conservabaron, lo que era contrario al espíritu gótico, que quería que los edificios se elevasen hacia el cielo. Los pilares libres reemplazaron a los pilares redondos, las ojivas eran muy estrechas, las lancetas y las bóvedas permitieron la introducción de liernes para hacer bóvedas estrelladas. La decoración de motivos estrechos y finos fue abundante, incluso demasiada.
Este estilo, que corresponde a las expectativas de los habitantes, se fue extendiendo rápidamente, pero condujo a una cierta uniformidad de los edificios que contrastaría con lo que sucedió en Francia. La catedral de Canterbury es el ejemplo perfecto de ese período. La catedral de Saint-André de Wells, realizada alrededor de 1185-1200, todavía tiene préstamos del estilo románico y del estilo gótico francés. La catedral de Lincoln fue reconstruida en 1192.

### Arquitectura militar

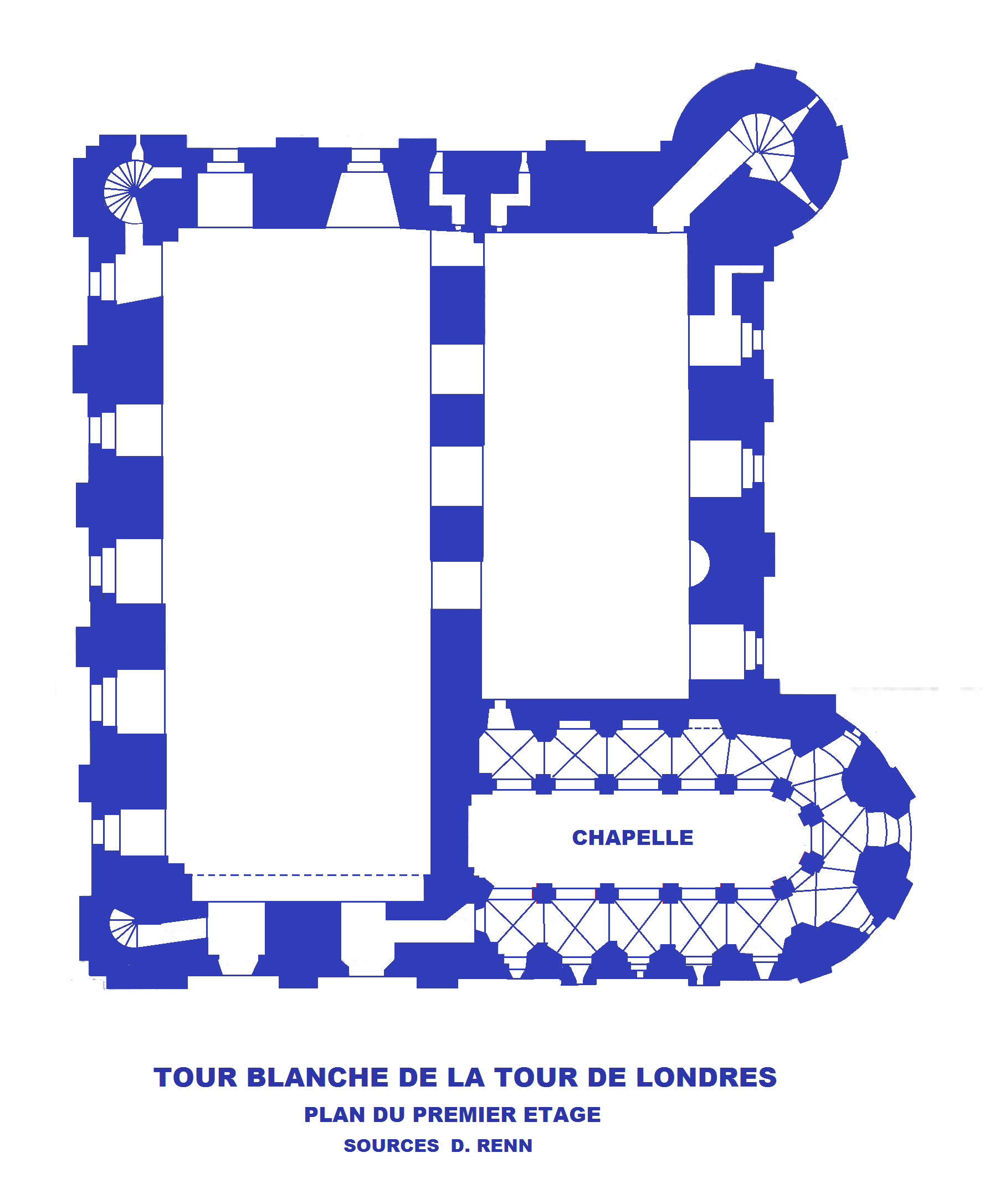
Plano de la Torre Blanca con la capilla

Después de la conquista de 1066, Guillermo el Conquistador puso a algunos líderes normandos en posiciones de gobierno y en un primer momento no expropió a la clase dominante inglesa. Pero las revueltas de 1069-1070, que pusieron en peligro la corona del rey, le quitaron toda confianza en el personal sajón. Durante los siguientes quince años, se dio el mayor reparto de despojos del mundo laico que se vio en la Edad Media. Grandes barones fueron instalados por el rey, en su mayoría normandos, pero también bretones, flamencos, franceses. y picardos. También reintegró al norte de Inglaterra en el redil de la unidad inglesa.
Guillermo adjudicó tierras a entre 5000 y 6000 caballeros en detrimento de los traidores que lucharon a favor Haroldo y se aprovechó de las muchas revueltas para anexionar nuevos territorios a la Corona. Mantuvo 1422 casas señoriales para él mismo y donó a sus hermanastros Robert de Mortain y Odon de Bayeux, otras  795 y 439.  Esos caballeros formaron la nueva nobleza inglesa. Las tierras otorgadas por el rey se llamaron el honneur (honor) y en su centro estaba el castillo.
En Inglaterra se han sucedido varios tipos de fortificaciones:
- mota con torre de madera;
- shell keep (estructura de piedra que rodea la parte superior de una mota);
- torre del homenaje rectangular;
- torre del homenaje cilíndrico.

La madera prevaleció durante medio siglo después de la conquista porque la inseguridad requería velocidad de ejecución y en solo unas pocas semanas se podía construir un torreón de madera sobre una mota. Su función era diferente de la del torreón de piedra que era autónomo, capaz de albergar fuertes reservas y su capacidad de resistencia no tenía comparación con las torres de madera. En el perímetro de un gran castillo de piedra a menudo se estacionaba una tropa de jinetes capaces de realizar formidables ataques ofensivos. En la estrategia y táctica de Guillermo el Conquistador, el castillo de piedra se usó tanto en ataque como en defensa. La construcción sistemática de una red de castillos tenía como fin dominar el territorio y permitir su vigilancia.
El castillo de Oxford fue construido en 1074 y comporta una mota con una torre y una cripta reconstruida con columnas y capiteles normandos.
La Torre Blanca, erigida alrededor de 1080-1090 por Guillermo el Conquistador en su castillo de la Torre de Londres, fue un prototipo del torreón-palacio. En sus inicios era un edificio robusto, macizo y severo, con paredes desnudas y poco caladas, con una planta baja y dos pisos de 35 m de largo, 30 m de ancho y 27 m de altura para el cuerpo principal. Tres elementos recuerdan su destino palatino: la capilla, la torreta de la escalera y el corredor periférico en el espesor de la pared en la parte superior y que rodea las salas altas. La entrada al primer piso atestigua el carácter guerrero. Alrededor de 1085-1090, Guillermo y su sucesor construyeron una réplica de la Torre Blanca de Londres, en el castillo de Colchester, en Essex, pero más grande: 45 m de largo y 33 m de ancho. Estas dos torreones son los prestigiosos modelos de los maestros albañiles de Outre-Manche que los interpretaran durante cien años.

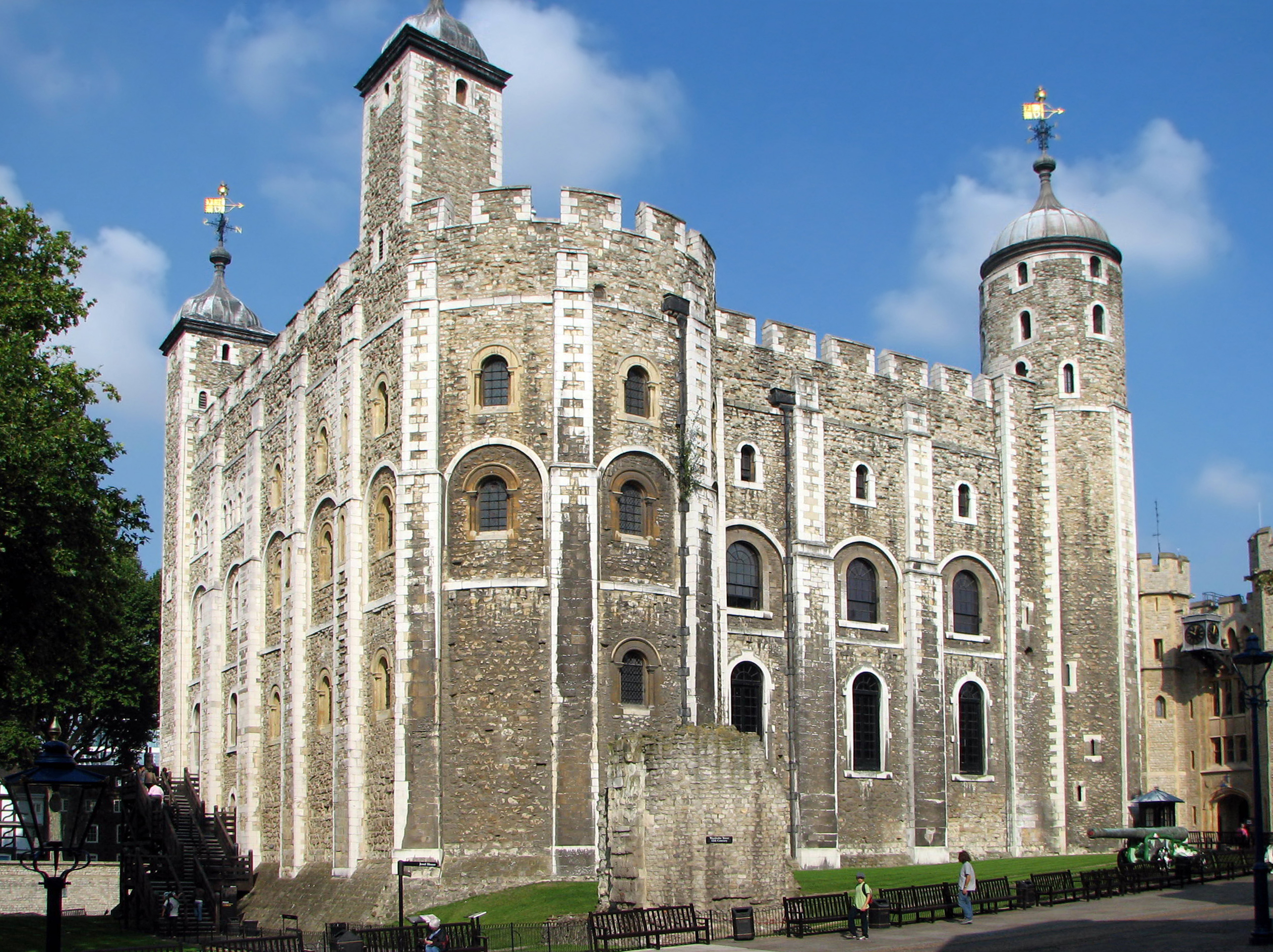
La Torre Blanca de la Torre de Londres
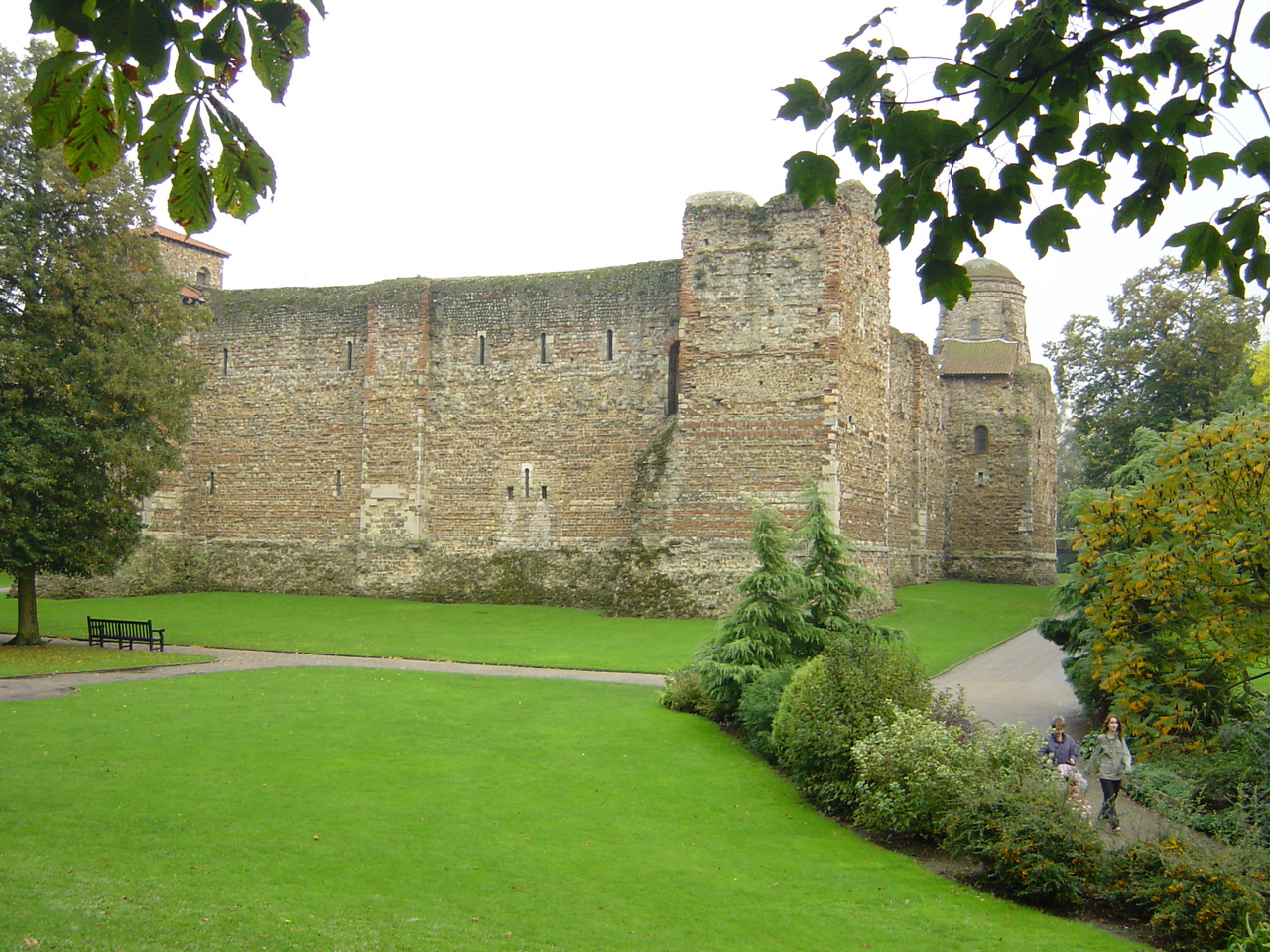
Castillo de Colchester
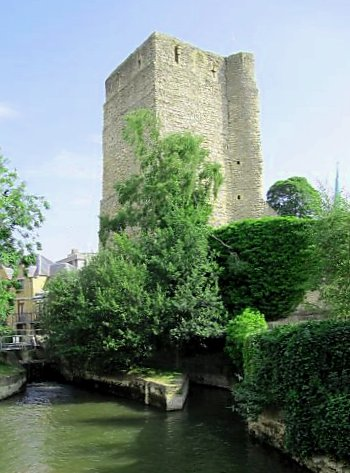
Torre del castillo de Oxford
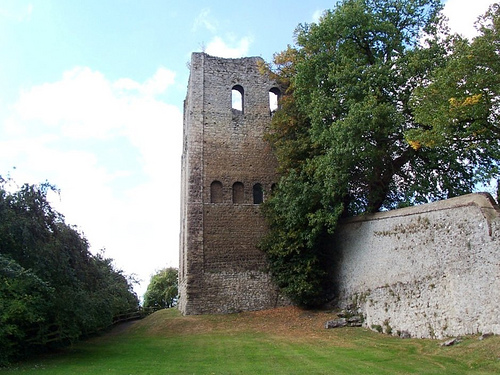
Torre St-Leonard-West Malling

Los principales torreones reales de esa época fueron: el castillo de Norwich, construido entre 1100 y 1135, el castillo de Rochester, de alrededor de 1130, Scarborough en Yorkshire, entre 1159 y 1168, Newcasthe, entre 1172 y 1177, y el castillo de Dover, en 1180-1190.
Algunos altos barones rivalizaron con el soberano: el conde de Oxford, con el castillo de Hedingham, en Essex, alrededor de 1130-1140; el conde de Surrey, con el castillo de Rising, en Norfolk; los Clinton, con el castillo de Kenilworth, en el Warwickshire, hacia 1150-1175; un conde Huntingdon, con el castillo de Bamburgh, en Northumberland,comenzado en la mitad del siglo XII.
Las construcciones tienen características comunes, son edificaciones cuyos lados desiguales tienen de 20 a 25 m de largo y cuya altura no supera los 20 m ni los 25 m para el edificio principal sin las escaleras al primer piso y la capilla. El carácter residencial se expresa en la aparición  de las capillas, en las pequeñas esculturas y en las ventanas.
La capacidad de resistencia de estas grandes torres aún era suficiente en 1150, pero a finales de siglo debido al progreso del arte de los asedios ya no eran adecuadas.

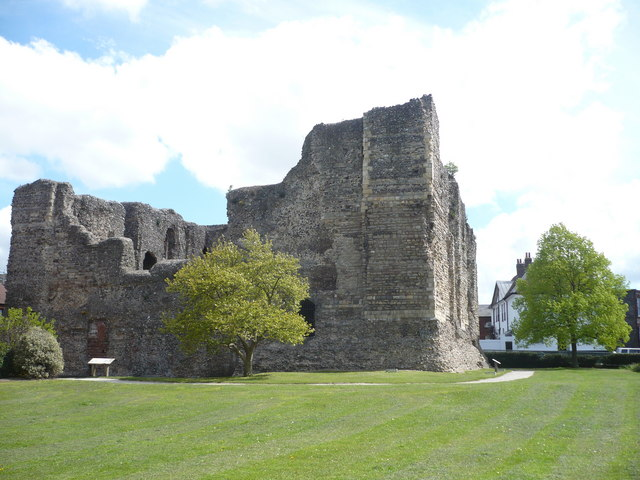
Castillo de Canterbury
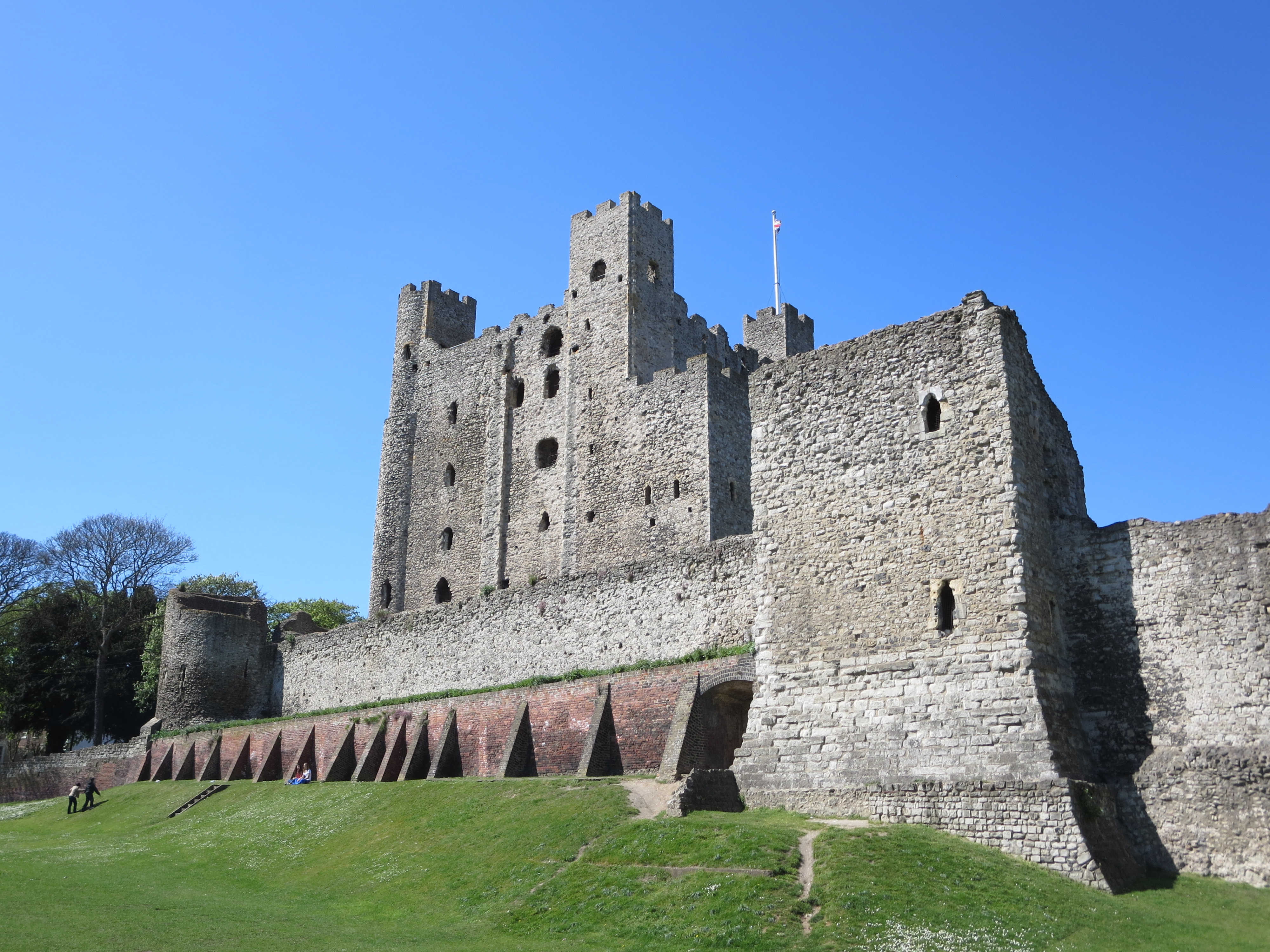
Castillo de Rochester (1087/1089)
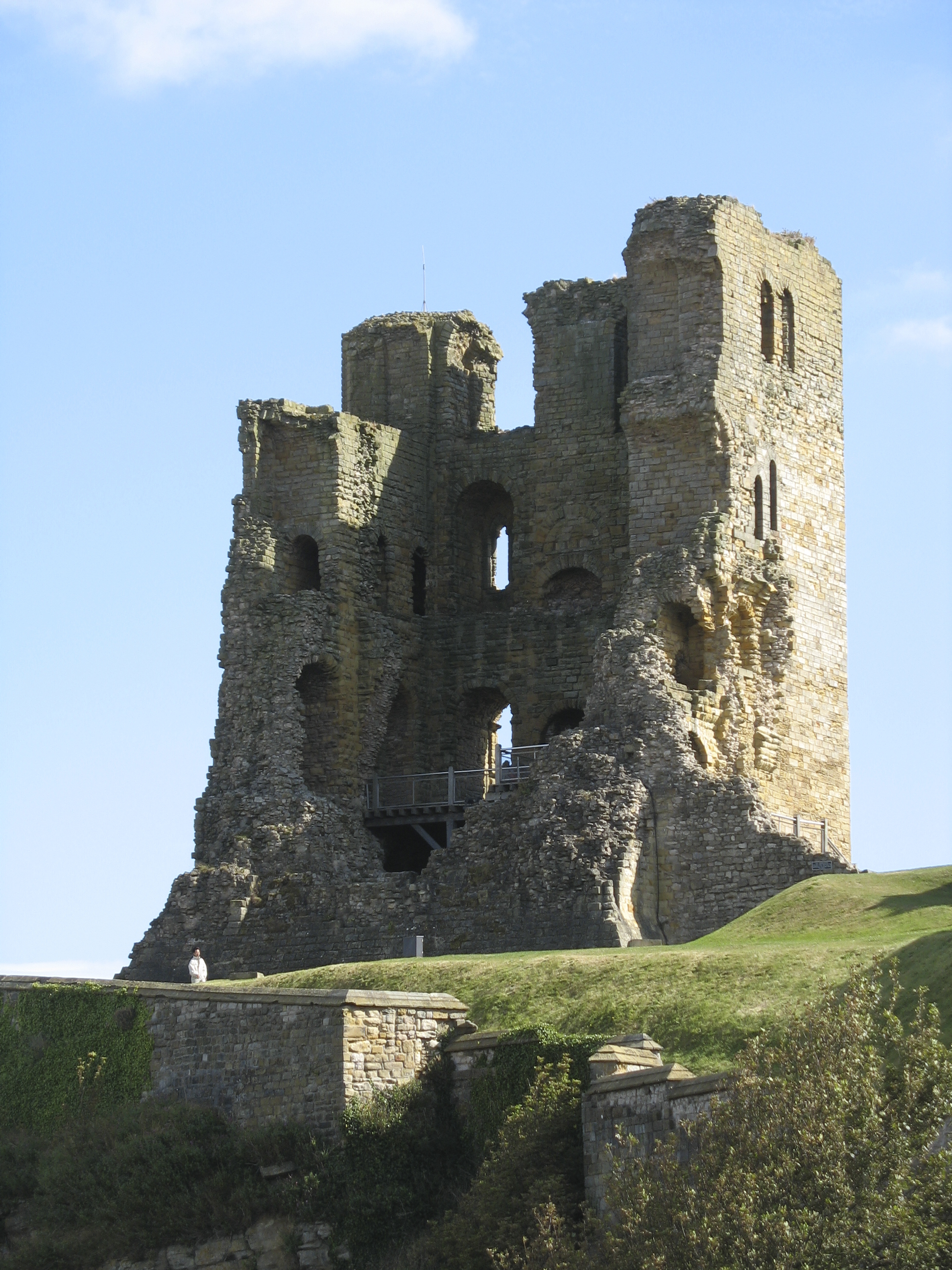
Castillo de Scarborough
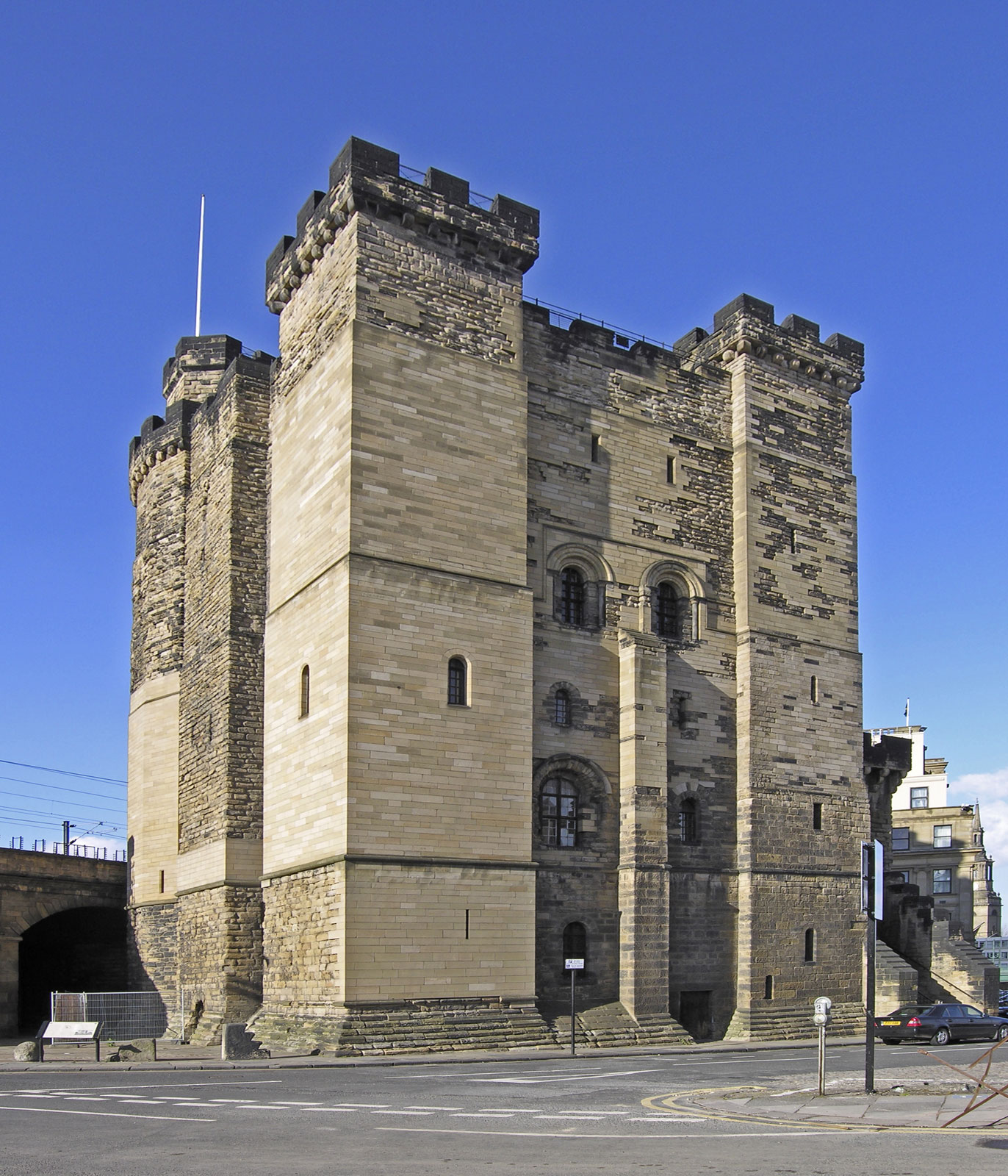
Castillo de Newcastle
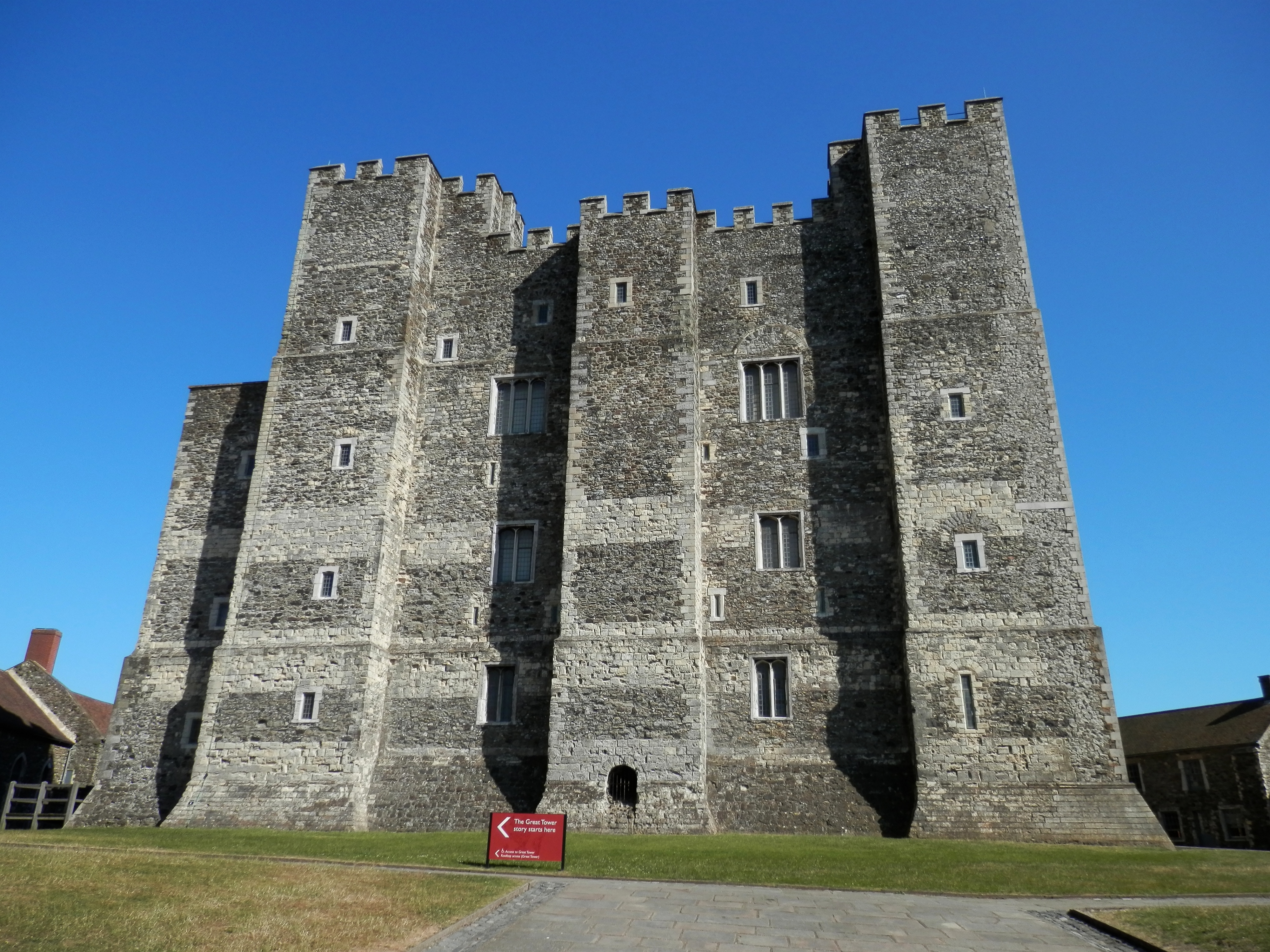
Castillo de Douvres
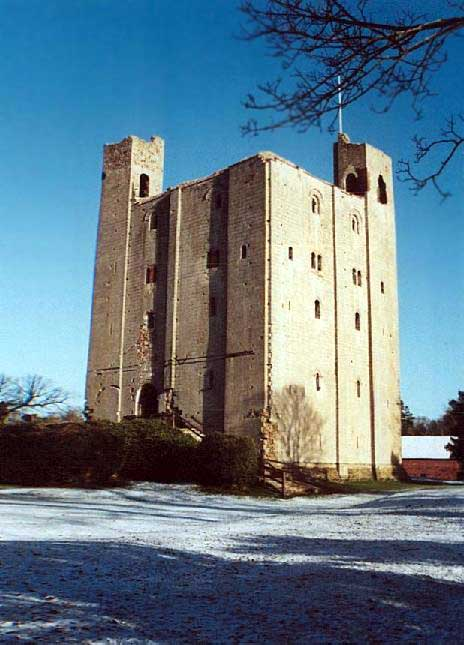
Castillo de Hedingham
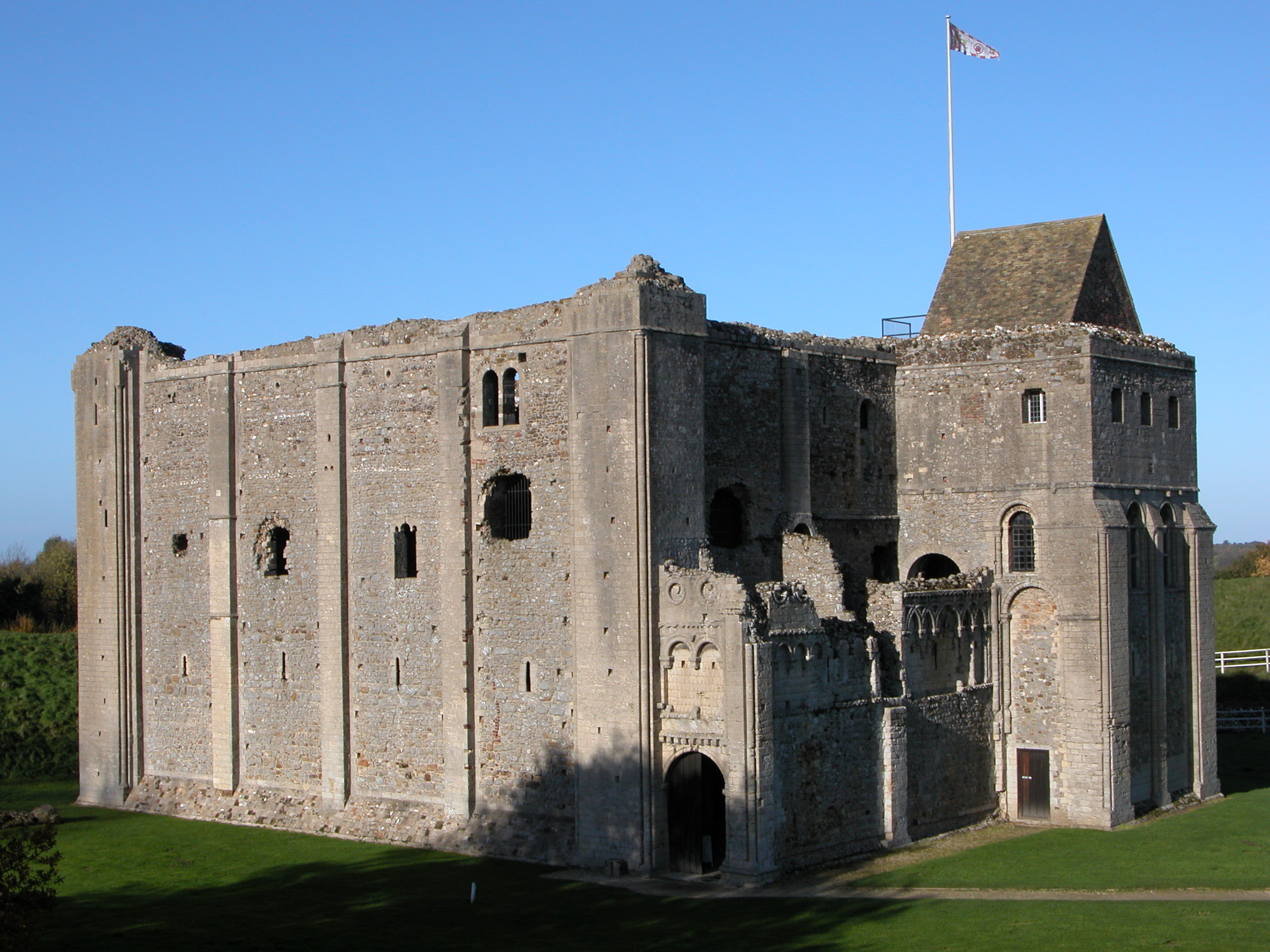
Castillo de Castle Rising
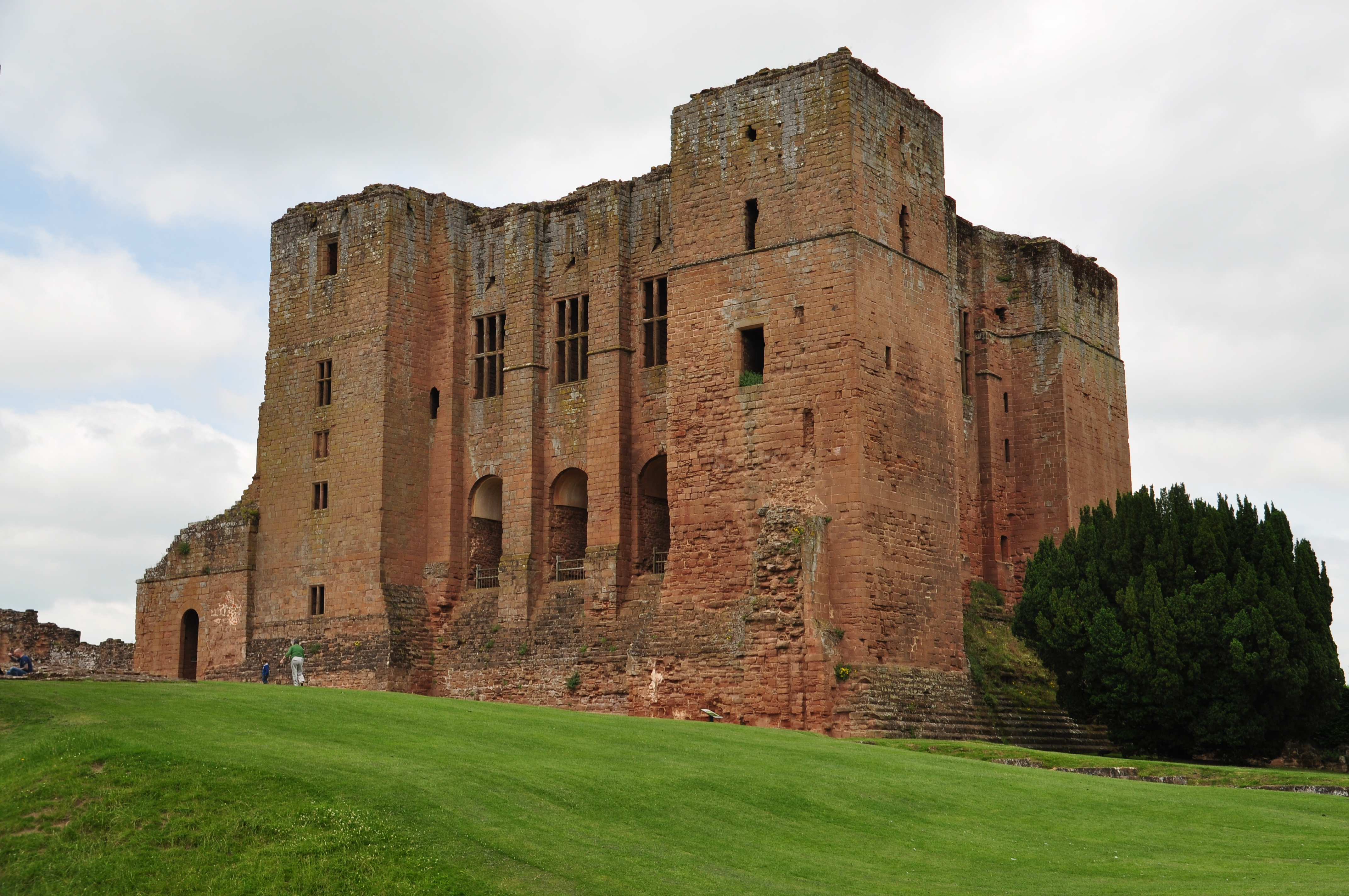
Castillo de Kenilworth
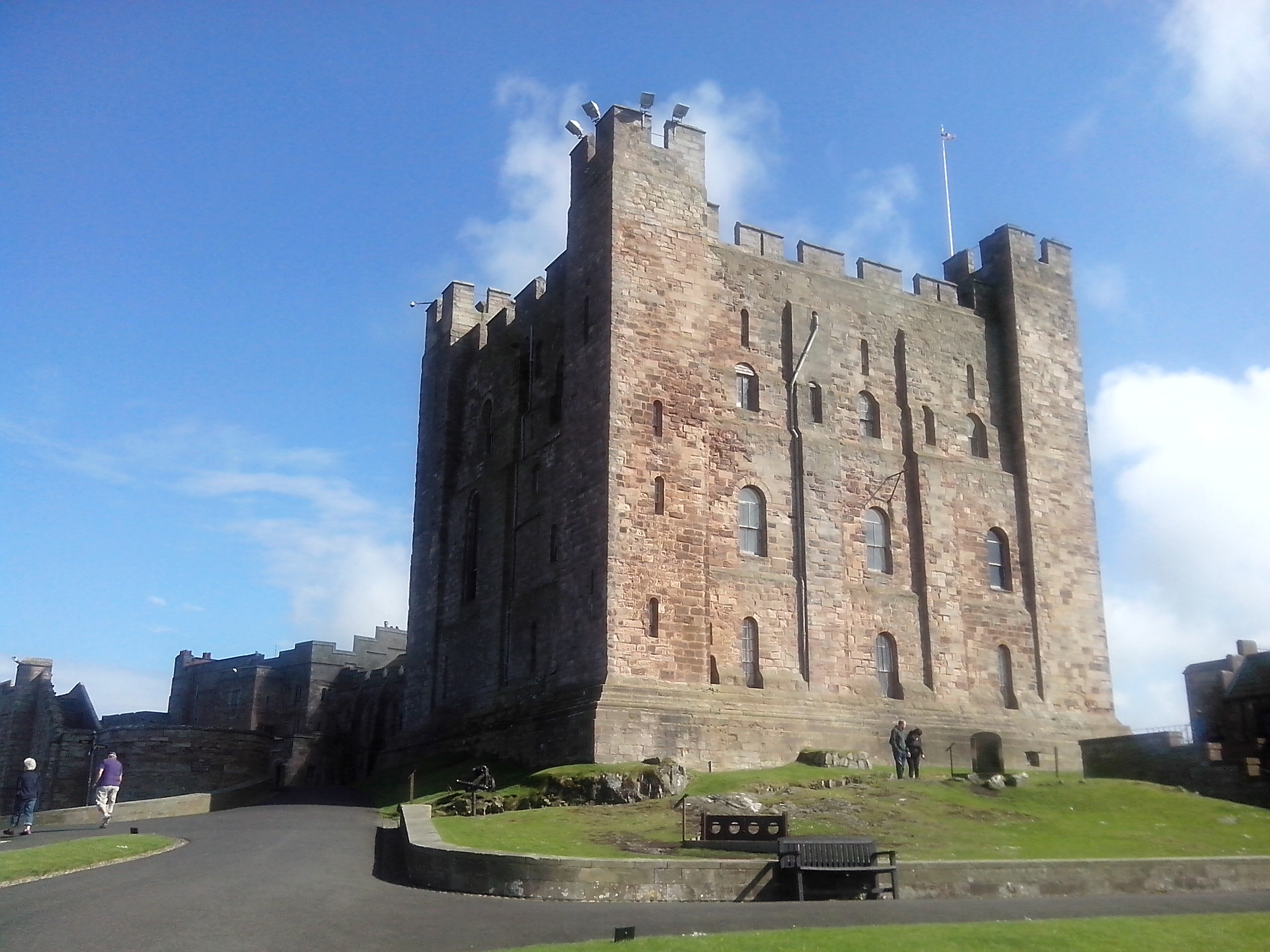
Castillo de Bamburgh

### Arquitectura civil
Casa del Judío

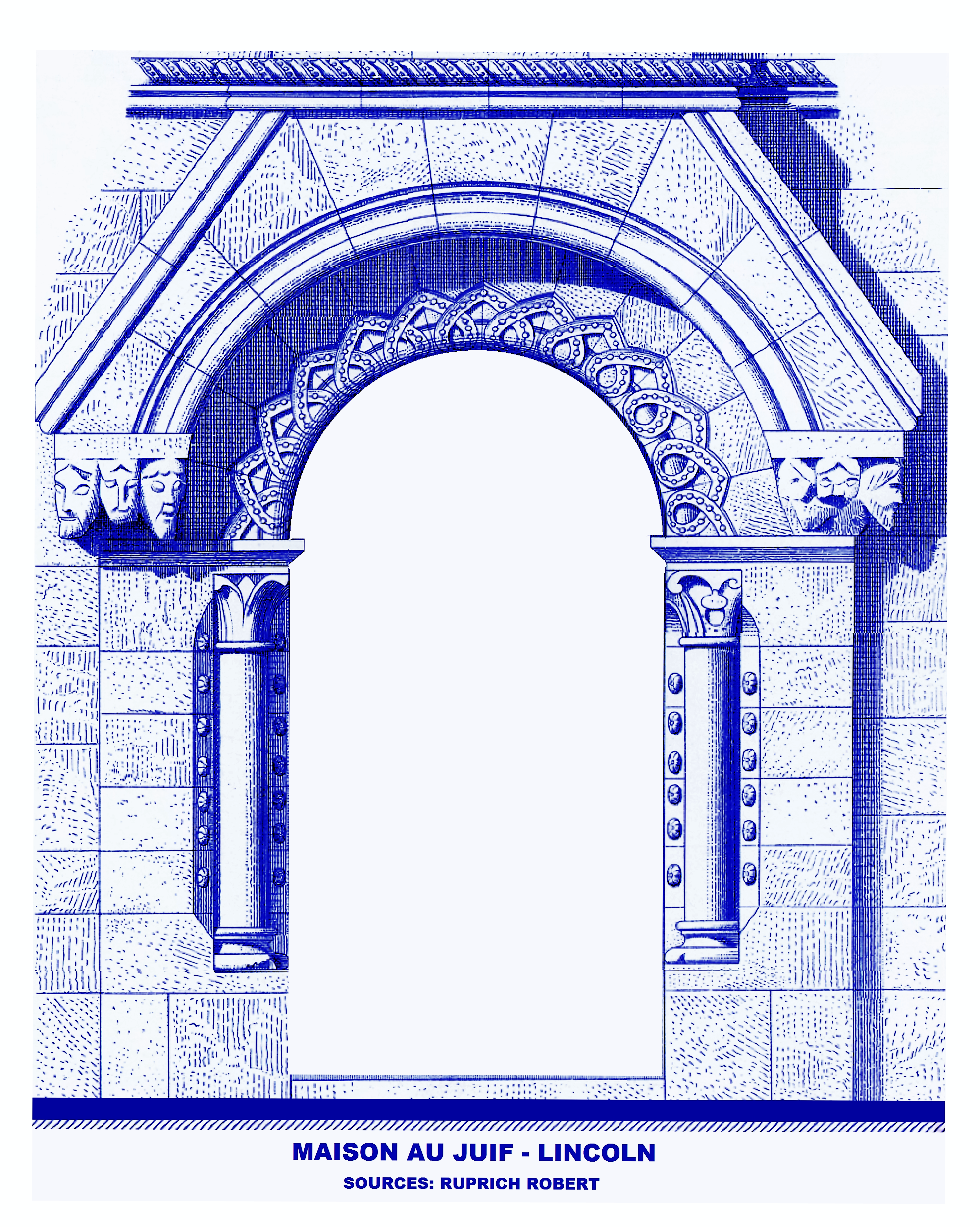

Los edificios existentes son raros, pero hay una casa antigua en Lincoln del siglo XII, la Casa del Judío conocida bajo el nombre de Maison au juif  cuya puerta soporta una chimenea en el primer piso situado entre dos ventanas.
Escuela del rey de Canterbury
La escalera de la King's School en Canterbury es uno de los ejemplos más notables de este arte original. Está precedida por un porche cuadrado, iluminado en cada lado por una galería de cinco arcadas que descansan sobre el muro de échiffre.. Los perfiles de las bases son variados y de una gran finura.
Castillo de Oakham

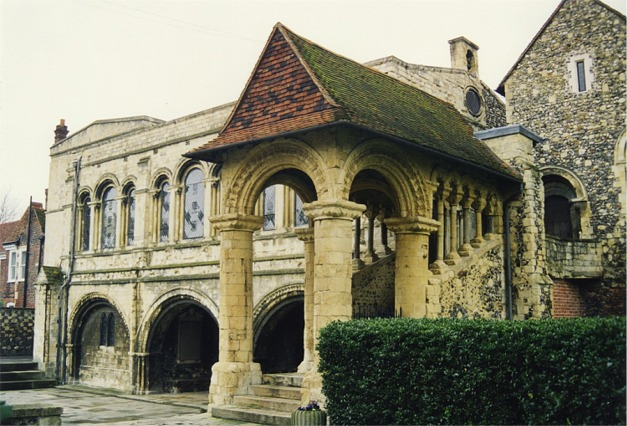
Escuela del Rey, Canterbury
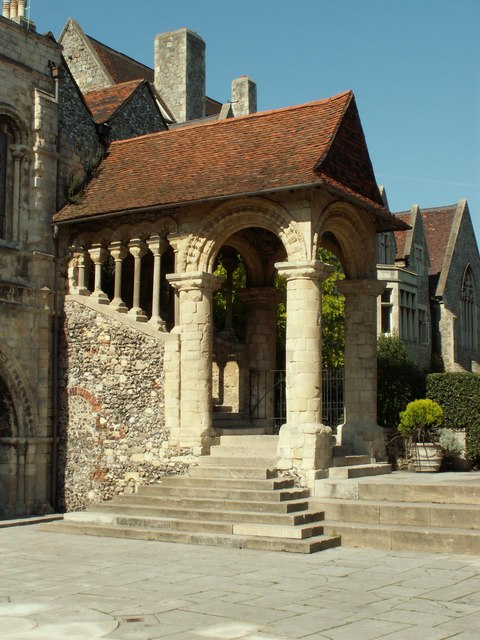
Escuela del Rey, Canterbury
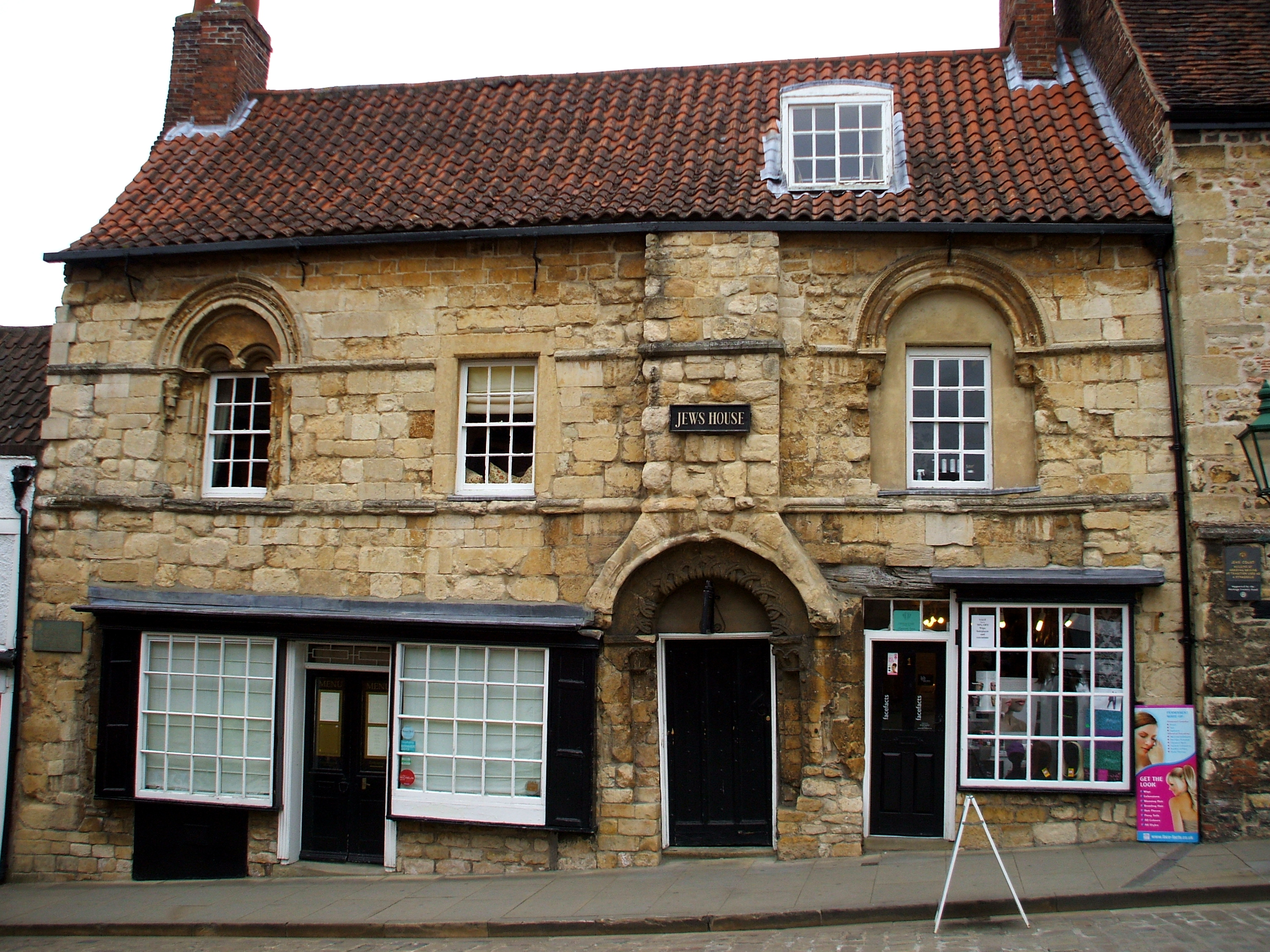
Casa del Judío, Lincoln

## Escultura
La escultura románica en Inglaterra está vinculada al arte normando con contribuciones del arte anglosajón que lo precedió. Antes de 1066, ya existían influencias normandas en Inglaterra, y cuando Eduardo el Confesor construyó la abadía de Westminster, no utilizó las plantas tradicionales, sino el modelo normando de la abadía de Jumièges.
La importancia que se ha concedido a la escultura en Inglaterra fue incluso menor que en Alemania. El arte local se desarrolló bajo la influencia del arte anglosajón local, del arte escandinavo y de la escultura románica continental, creando el arte anglonormando. Su carácter distintivo estuvo determinado por sus conexiones más vagas con la Antigüedad que las habidas en otras áreas continentales.  Los elementos decorativos fueron pocos en el siglo XI, basados en patrones geométricos simples, siendo el más distintivo el patrón normando del chevron (zigzag), que se encuentra frecuentemente en los órdenes empotrados que enmarcan puertas y ventanas. En el siglo XII las decoraciones ya son más elaboradas, como estrellas de cuatro puntas, rombos y formas de vieiras, tallados en relieves poco profundos. Solo a medida que se acerca el siglo XIII aparecen tallas profundas, más comunes en los capiteles, con escenas bíblicas y también formas humanas, animales y florales.
La escultura apareció como parte de la arquitectura a mediados del siglo XII en la ya desaparecida fachada oeste de la catedral de Lincoln. Muchas de las grandes catedrales inglesas —Durham, Peterborough, Ely, Southwell, Rochester — se iniciaron en este momento, pero han sido muy remodeladas y apenas conservan más que algunos antiguos capiteles y alguna decoración casi siempre geométirca. En las iglesias se han conservado numerosas pilas bautismales, generalmente de piedra, a veces de plomo. En la catedral de Chichester hay dos relieves con Lázaro del primer cuarto del siglo XII, probablemente de la partición del coro, con un carácter más bien provinciano y una expresión particular. Los portales muestran una pasión por las ricas decoraciones. Las portadas de la abadía de Santa María y de la iglesia de San Aldhelm de Malmesbury carecen de tímpanos y capiteles, lo que significa que las columnas se transforman continuamente en arquivoltas. Están decoradas con adornos que incluyen medallones con escenas bíblicas. Las portadas de Ely y de la iglesia parroquial de Kilpeck están igualmente ricamente decoradas. La primera de ellas conduce desde el claustro a la catedral y está completamente cubierto de ornamentos vegetales, sólo el tímpano representa una escena figurativa con Cristo en una mandorla. La portada de la iglesia de Santa María y San David de Kilpeck, de alrededor de 1140, tiene dos pilares exteriores con monstruos serpentinos que conectan los capiteles con las columnas, también ricamente talladas. Las arquivoltas también representan demonios, pájaros, animales y ornamentos. El tímpano muestra un motivo vegetal estilizado, probablemente el Árbol de la Vida.

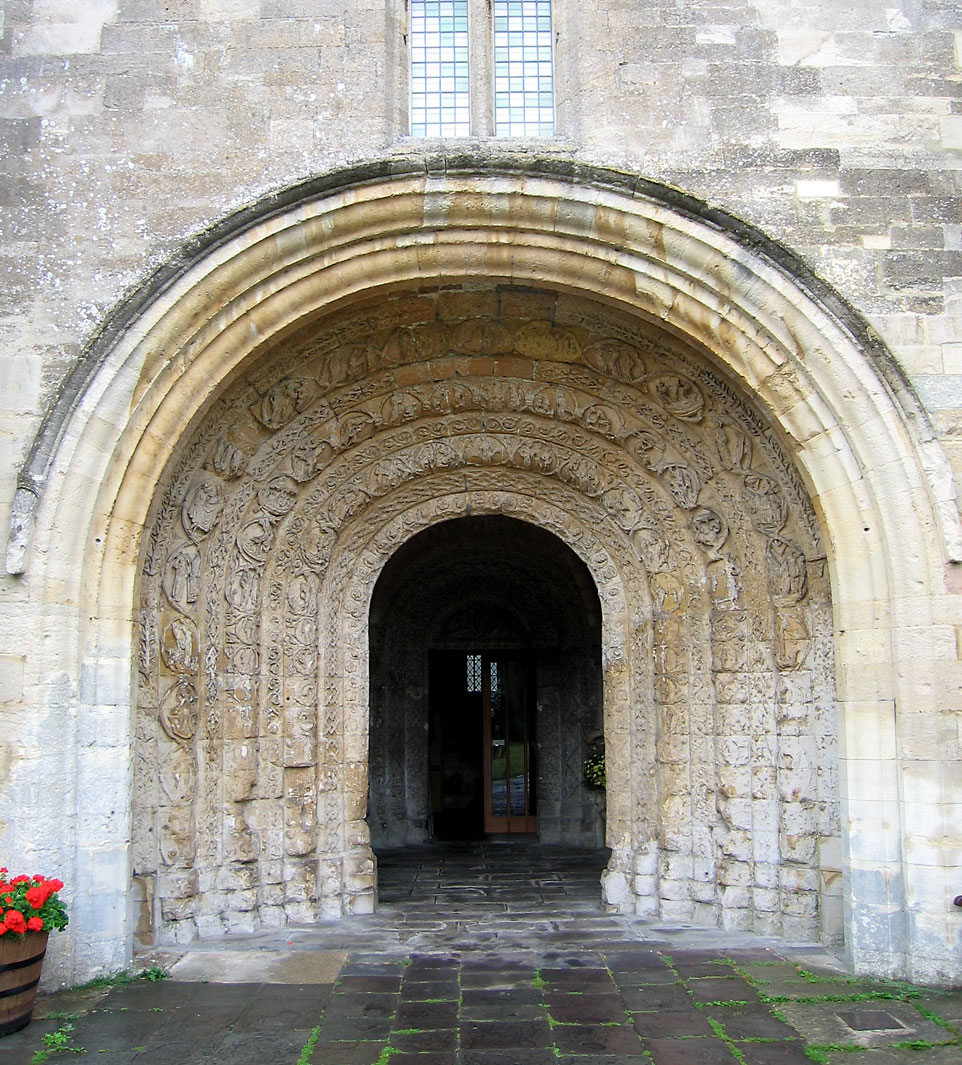
Portada meridional de la abadía de Malmesbury
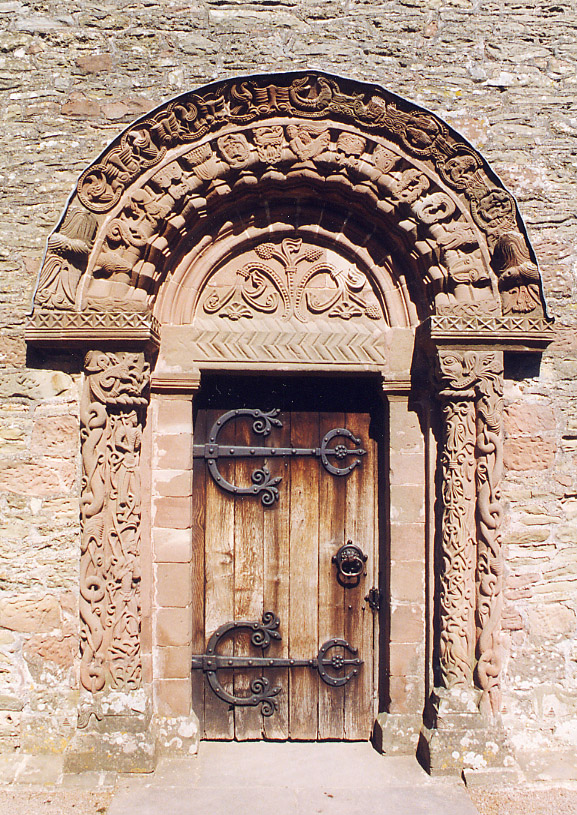
Portada de la iglesia parroquial de Kilpeck (ca. 1140)
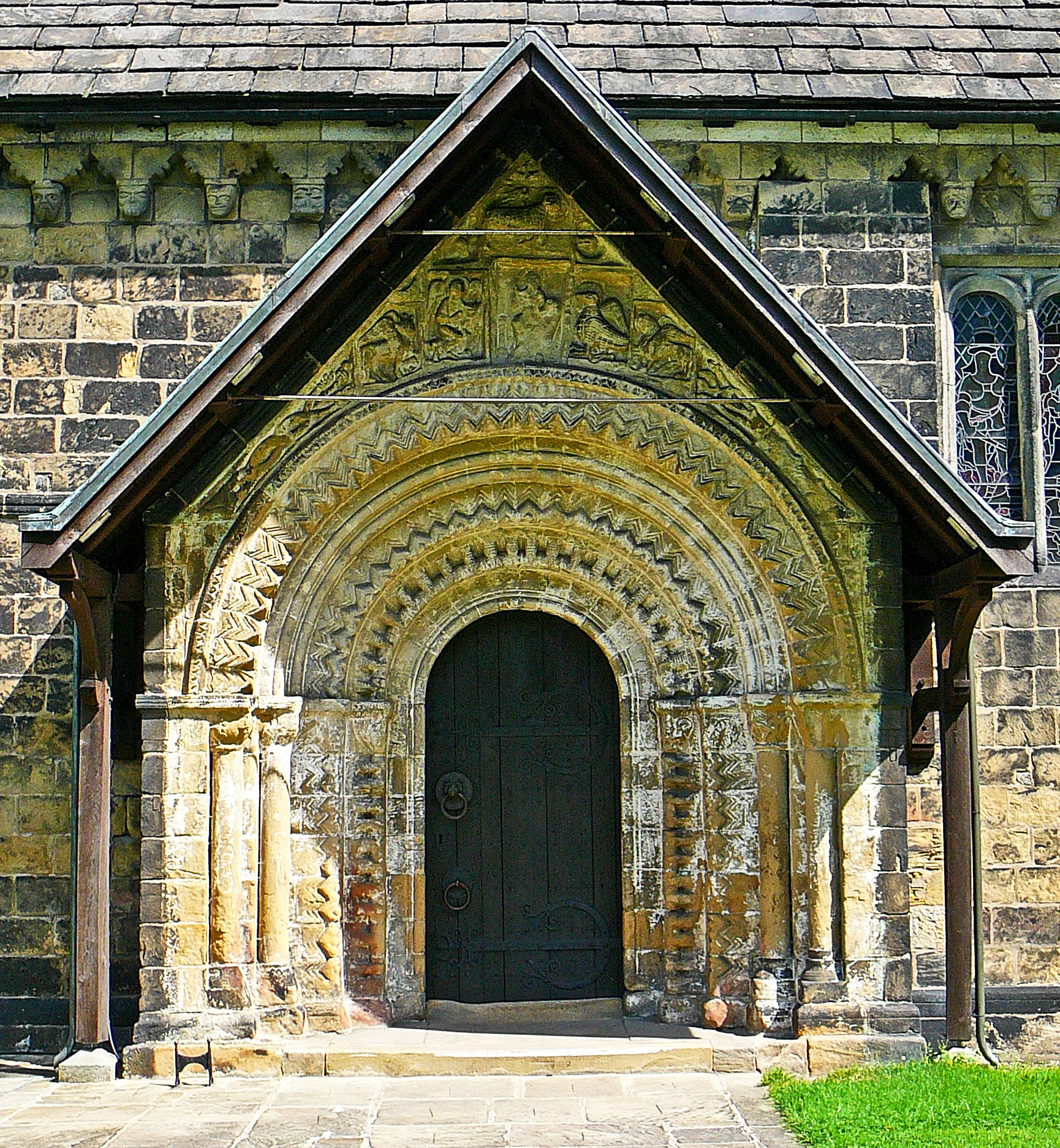
Portada de St John the Baptist, Adel

El arte anglosajón
El arte primitivo anglosajón no era solo una rama del arte otoniano, sino que estaba vinculado a las tradiciones locales, así como a las artes de Escandinavia introducidas por los vikingos. Había sido moldeado por diversas influencias: la de los marfiles carolingios, de las iluminaciones de las escuelas de Winsminster, de las tumbas y las cruces escandinavas. En todos los casos, los escultores tenían poca preocupación por establecer un acuerdo entre sus producciones y el marco arquitectónico.
La conquista normanda

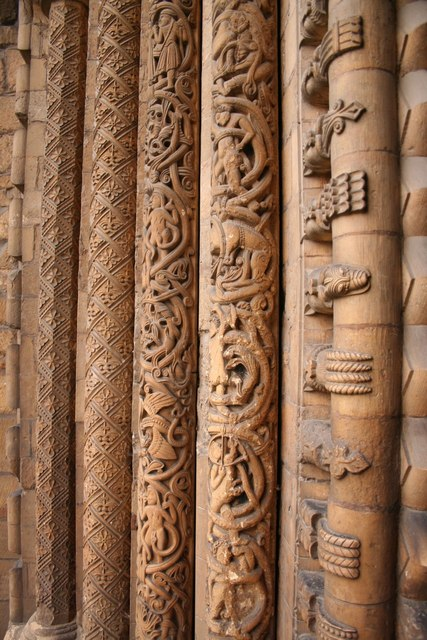
Catedral de Lincoln, columnillas esculpidas

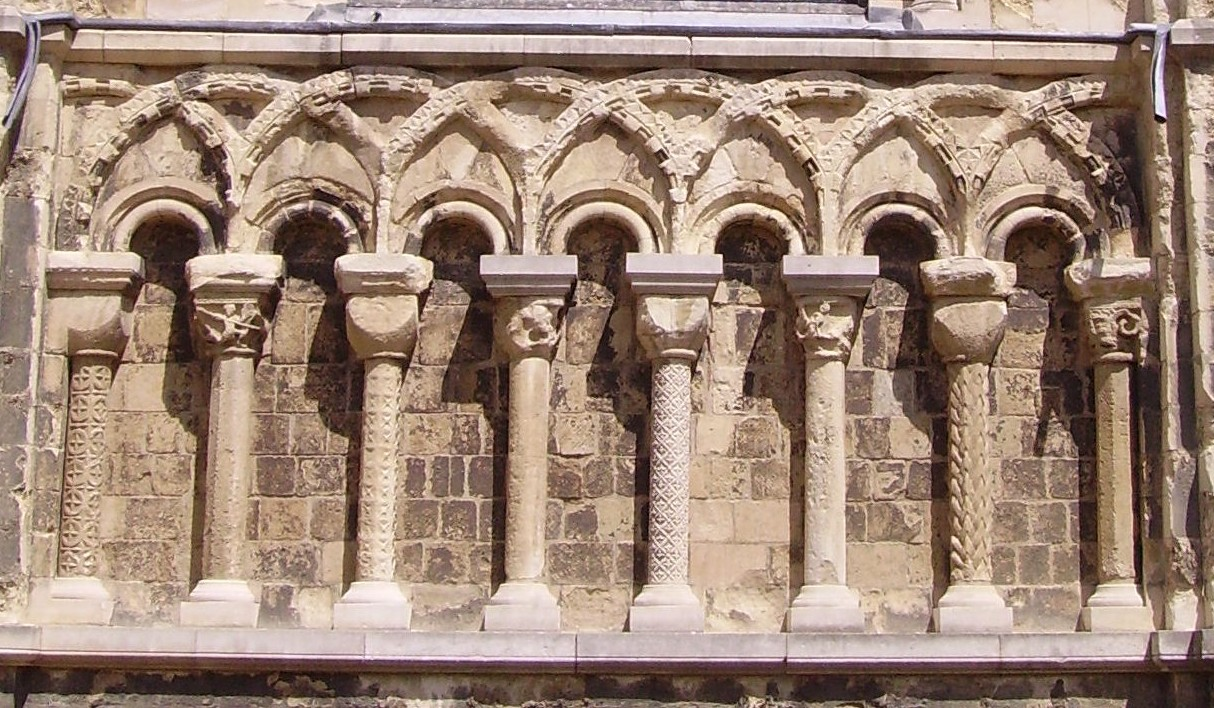
Catedral de Canterbury elementos de la arcada normanda

En el momento de la conquista, la escultura normanda estaba en plena vitalidad y en contacto con los diferentes centros que florecían entonces. Un estilo puramente normando, trabajo probable de arquitectos llegados de Normandía, era necesario después de la conquista en la mayoría de los edificios ingleses. La estructura de los capiteles de la cripta de la catedral de Bayeux se reencuentra en la catedral de York, construida por el obispo Thomas Bayeux. Se pueden encontrar imitaciones de canastas muy difundidas en Normandía, en la capilla del  castillo de Durham, en la cripta de la catedral de Gloucester y en otros edificios. Los capiteles con cartela vertical de la nave de la abadía de Jumièges anuncian los de la Torre de Londres, los del dormitorio de la catedral de Westminster y, hacia 1100, los del coro de la catedral de Canterbury. La forma de cesta de la abadía de Bernay se encuentra en el corredor de Canterbury construido por Lanfranc entre 1070 y 1089 y en los capiteles de la catedral de Rochester.
Se introducen motivos continentales como aquellos en bajo relieve que dibujan estrellas, rombos y formas angulares. Este ornamento fue muy popular a finales del siglo XI y en el comienzo del XII, como atestiguan los muchos portales decorados con chevrones y otros motivos abstractos. La introducción en Inglaterra del tímpano parece coincidir con la llegada de los normandos: en el castillo de Chepton (antes de 1071), en Santa María de Sottesdon (1080-1090), con una cabeza barbuda en la parte superior que remata una decoración confusa.
Los artistas anglosajones
Los artistas anglosajones fueron apreciados y no despreciados por los normandos y desempeñaron un papel vital en ese momento. Algunos capiteles de la catedral de Ely compuestos alrededor de 1090 a la manera normanda tienen planos arrojados sobre la canasta y están inspirados en obras como el tapiz de Bayeux, realizado por los anglosajones.
En la iglesia de Milborne Port, el portal  en torno a 1090 es de estilo anglosajón y los leones enfrentados del tímpano se reencuentran sobre los capiteles de la catedral de Ely, como en los bordes del tapiz de Bayeux. Las capiteles de los pies derechos muestran una cabeza de animal que proviene directamente de un manuscrito de la catedral de Winchester, como los capiteles de la torre central.
La escultura inglesa no puede evitar, debido a estas tradiciones, transformar en decoración en piedra lo que en otro lugar era un elemento monumental como en los portales de la catedral de Ely y de Water Straford.
Las molduras y los diseños geométricos, las arquerías fueron las formas geométricas principales, especialmente en el exterior. Quedan pequeñas esculturas alrededor de las puertas occidentales de la catedral de Lincoln, en la cripta de la catedral de Canterbury y en el tímpano de la puerta occidental de la catedral de Rochester.
El capitel cúbico, el chevrón
Los más antiguos son los de la cripta de la abacial de San Agustín de Canterbury, con los de la iglesia de Christ Church de Canterbury. Fueron muy populares en Inglaterra a mediados del siglo XI y un deseo de refinamiento fue, probablemente el origen, hacia el año 1100, del capitel con gallones con motivos decorativos antes de tener éxito en Normandía.
El motivo del chevrón como en la catedral de Durham hacia 1110-1120 tuvo una distribución extraordinaria y se convirtió en el siglo XII en el elemento de decoración románico más frecuente. Dos chevrones invertidos formaban un motivo de rombos también muy utilizado. Antes de 1190, como en la abadía de Reading, se encuentran cabezas planas que muerden un toro con cabezas de pájaros, monstruos, y a veces máscaras humanas gesticulantes.
La interdependencia de las técnicas artísticas
La existencia de relaciones artísticas entre pintura, orfebrería, marfiles y talla de piedra son comunes en la época románica, pero quizás incluso más en Inglaterra. El maestro Hugo ejecutó una Biblia: la Biblia de Bóry, las puertas de bronce, una campana, una crucifixión de madera y probablemente la matriz del sello de la abadía. Las pinturas murales de San Paul de Canterbury y los paneles esculpidos de la cerca del coro de la catedral de Durham están ligados a su medio. Los seis capiteles historiados de la catedral de Santa María de Souhwell (ca. 1100), tienen un estilo gráfico que recuerda al manuscrito original del final del siglo XI de la iglesia abacial de Saint-Ouen en Ruan. Los más antiguos son los de la cripta de la abacial de San Agustín de Canterbury con los de la catedral de Christ Church de Canterbury. Estaban muy extendidos en Inglaterra a mediados del siglo XI y un deseo de refinamiento probablemente se originase alrededor de 1100 del capitel con gallones con motivos decorativos antes de tener éxito en Normandía.
La influencia en Normandia
La influencia de estas obras se puede sentir en Normandía en la abadía de Saint-Georges de Boscherville y en la capilla del noroeste de la abadía de la Trinidad de Fécamp. Los artistas normandos, influenciados por Inglaterra, se plegaron a los modelos proporcionados por las iluminaciones incluso cuando imitaban obras ajenas al campo anglonormando.

### Las escuelas
Escuela de Herefordshire

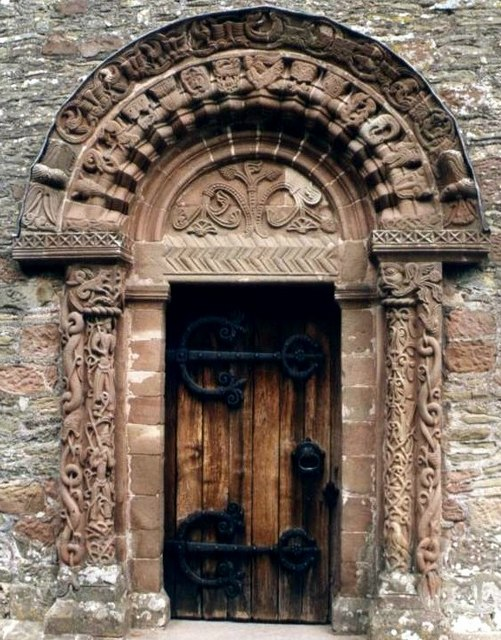
Iglesia de Kilpeck

La escuela de Herefordshire es inesperada y casi inexplicable sin la Crónica de Wignore, que cuenta la historia de la peregrinación a Santiago de Compostela de Olivier de Merlimont, administrador de Hugues de Mortimer en el castillo de Wignore con probablemente un albañil y un escultor a través de Aquitania y de España. Construyeron el priorato de Shobdon, primer priorato inglés de la orden de Saint-Victor de París.
Este equipo fue responsable de la construcción de la Iglesia de Shobdon y fue muy buscado en el oeste de las Midlands, donde se le vinculan 25 sitios que aún se conservan. Alrededor de 1130, se les confió la nave del priorato de Leominster, y retomaron elementos de la abadía de Fontevrault, cuyo portal está decorado en el interior y en el exterior.
El taller de Shobdon decoró la catedral de Hereford, donde algunas capiteles de la nave son del mismo escultor. El préstamo más llamativo de Shobdon de la Aquitania es el sistema de arquivoltas radiantes de los dos portales retomados después en Brinsop y luego en forma simplificada en Kipleck.
En esta escuela también hay influencias italianas de Pavía y de Milán, que también se encuentran en Aquitania y en el tímpano de Fownhope. Los capiteles retoman ejemplos de Parthenay-le-Vieux con variantes inglesas que se encuentran sobre una ménsula de Kipleck. Este motivo constituye casi una firma del taller de Shobdon y está presente en el arco triunfal del coro, en Rock y en Ribbesford en el Worcestershire, en Sroshire y en Stottesdon. Otro motivo prevalece en el área, un personaje con un  pantalón y una falda estrechamente ajustada. Se encuentra en dos columnas en Shobdon, en Kilpeck, en Eardisley, en Aveley en el Shropshire y en el tímpano de Billesley en el Warwickshire.
A pesar de todos sus elementos extraños, la escultura de las Marcas galesas tiene sus raíces en las antiguas tradiciones sajonas.
Sitios con esculturas de la escuela de Herefordshire
Se conservan esculturas de la escuela de Herefordshire en Alveley, Stottesdon, Chaddesley Corbett, Ribbesford, Rock, Billesley, Ruardean, Aston, Orleton, Shobdon, Leominster, Edvin Loach, Eardisley, Brinsop, Stretton Sugwas, Castle Frome, Hereford, Fownhope, Kilpeck y Rowlestone.

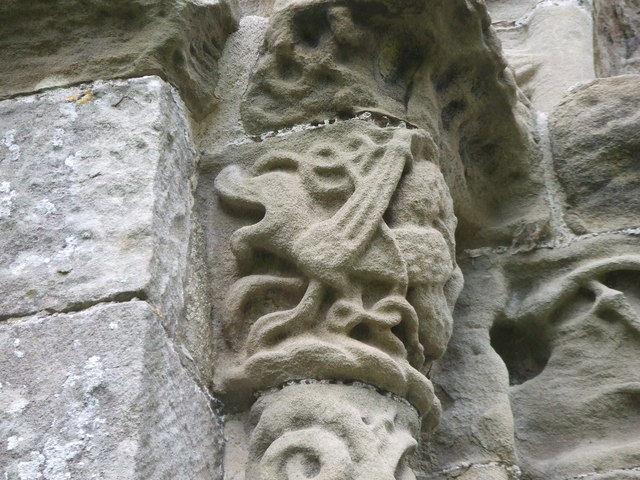
Columna del arco del coro de Shobdon
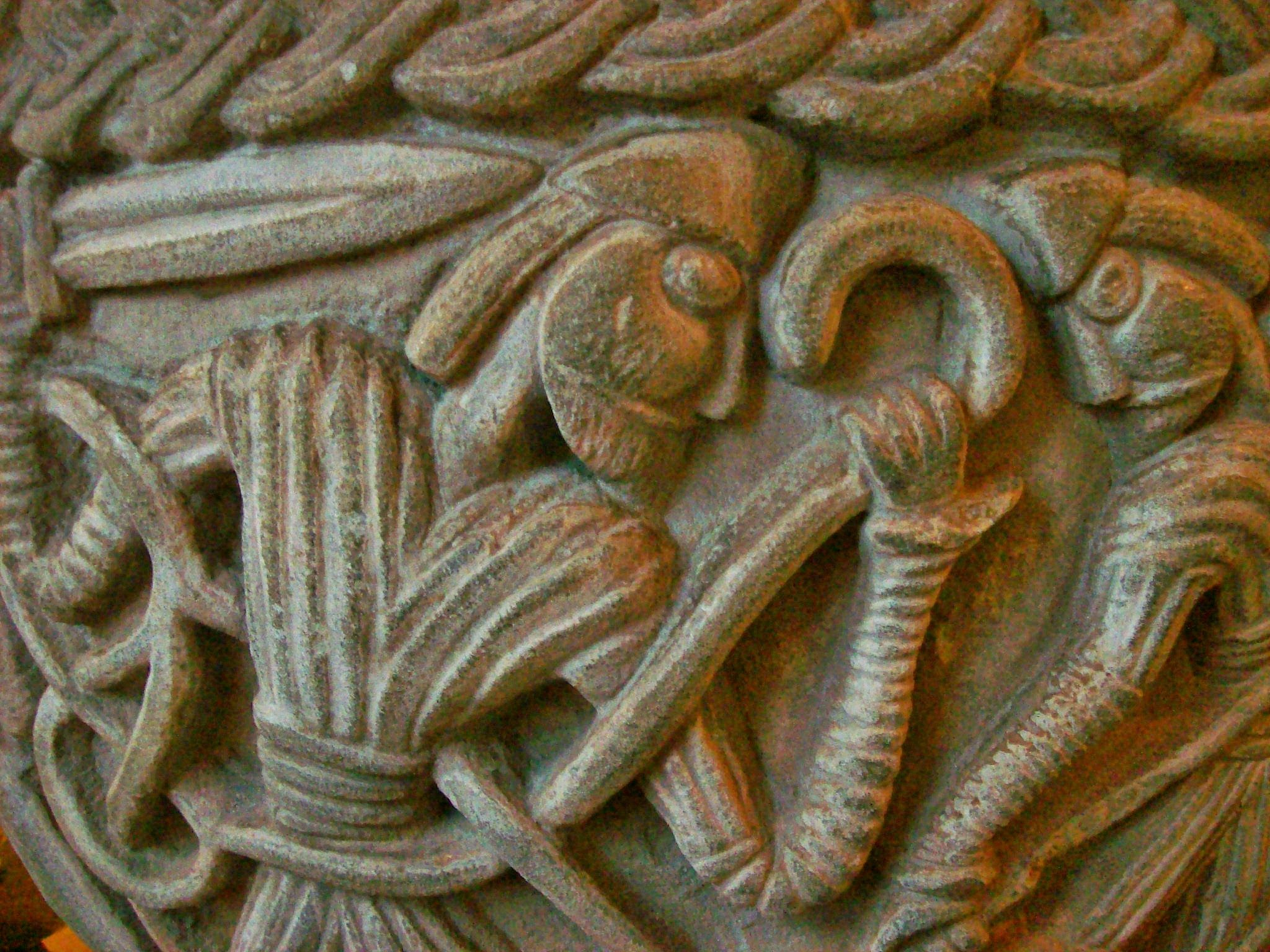
Pilas bautismales, Santa María Magdalena de Eardisley
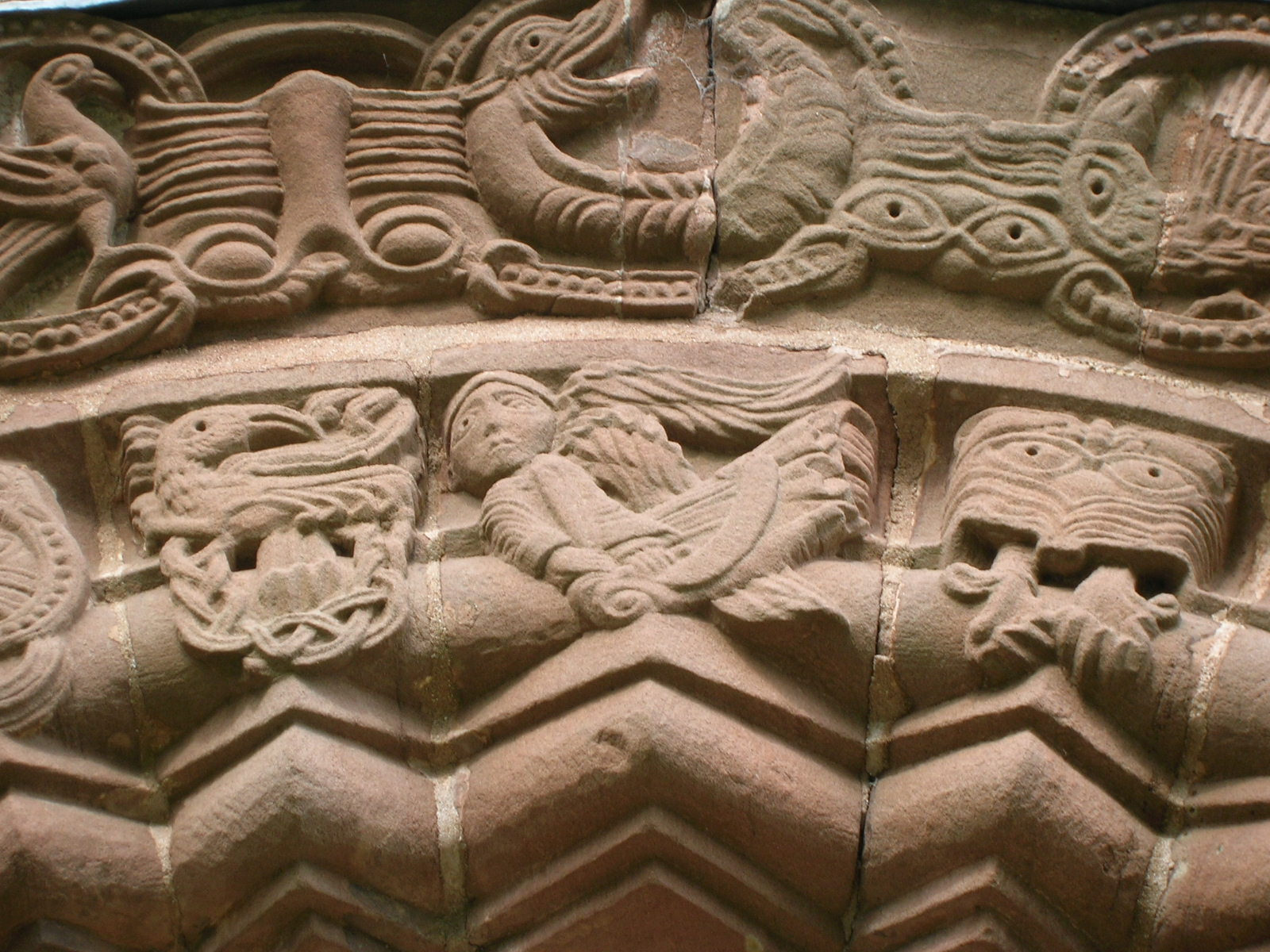
La serpiente y el ángel, Kilpeck
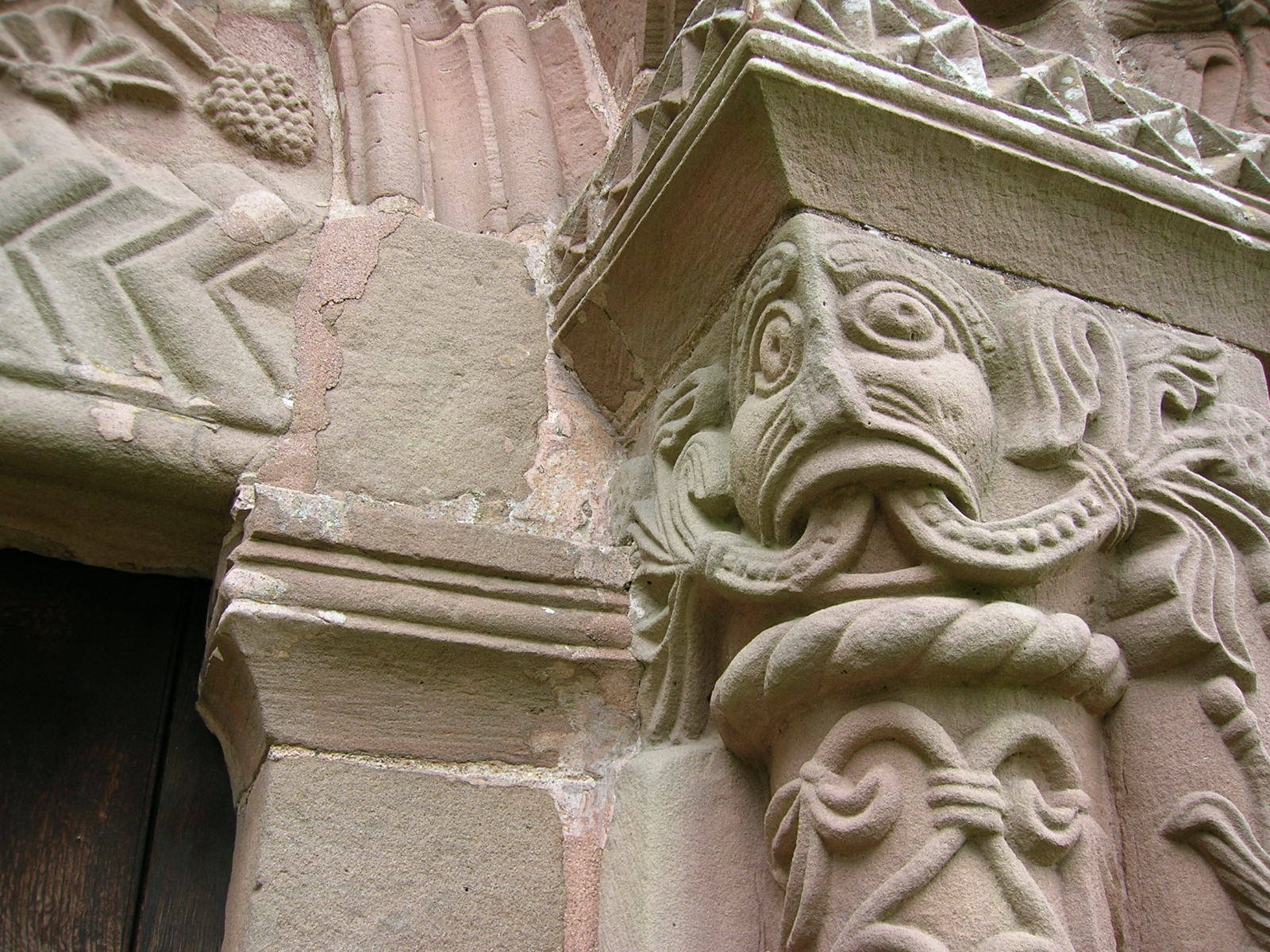
Detalle del portal de Kilpeck
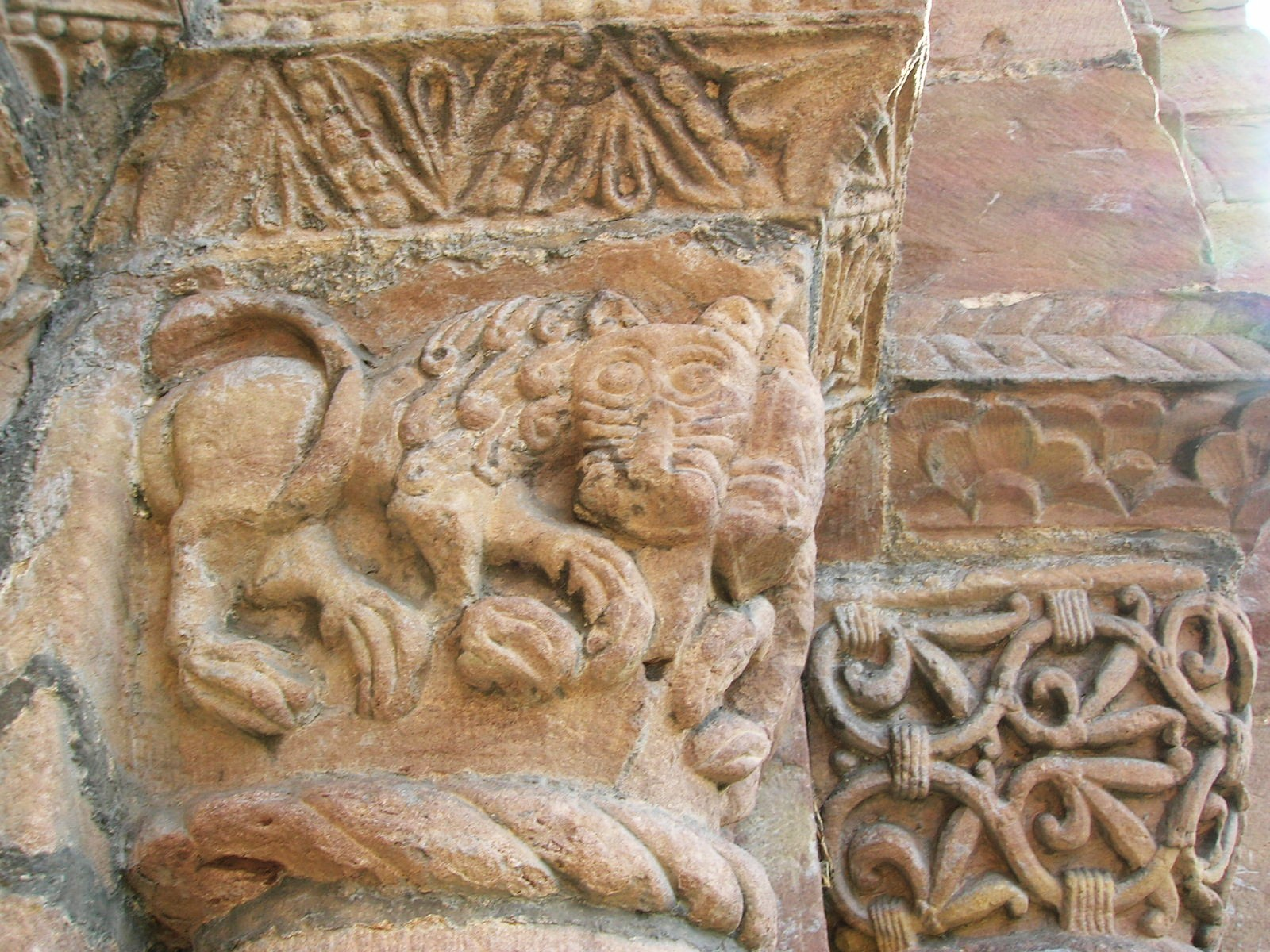
Priorato de Leominster
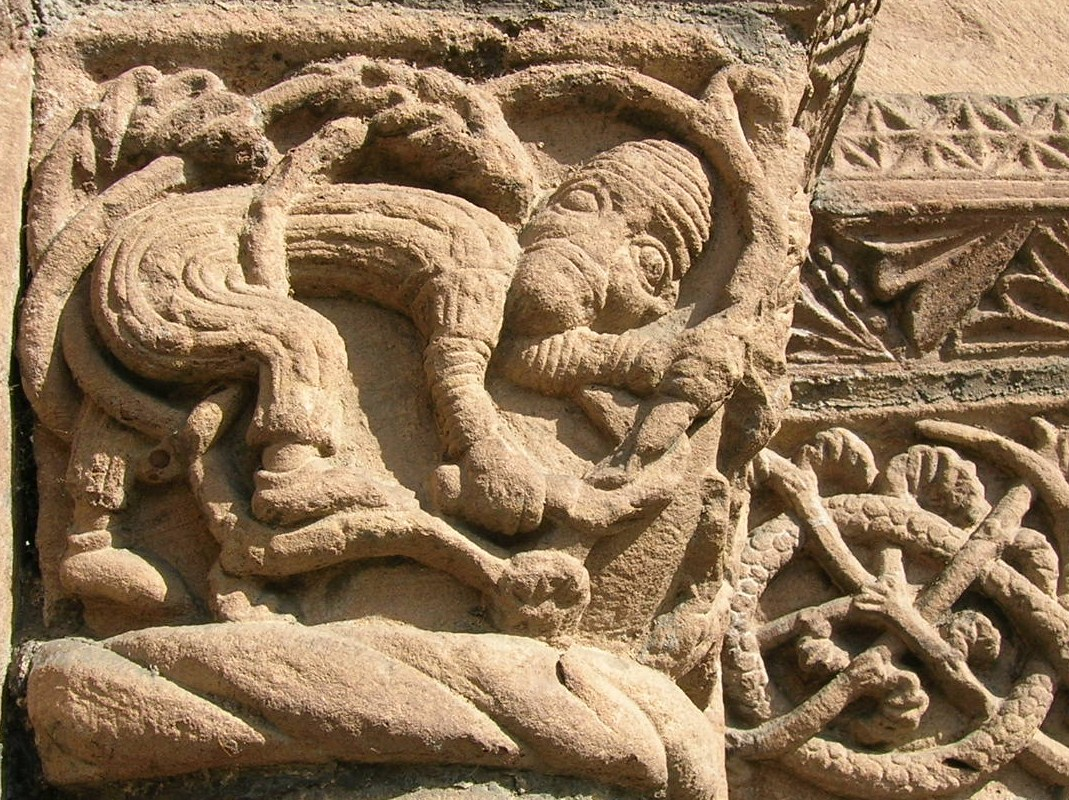
Priorato de Leominster
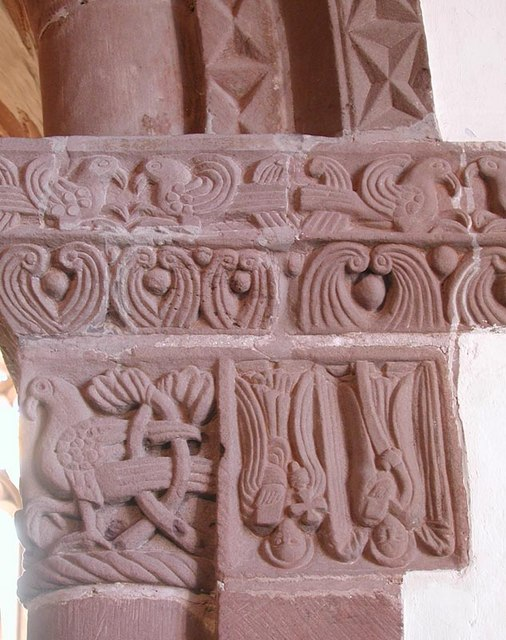
Iglesia de Rowlestone

Escuela del Yorkshire

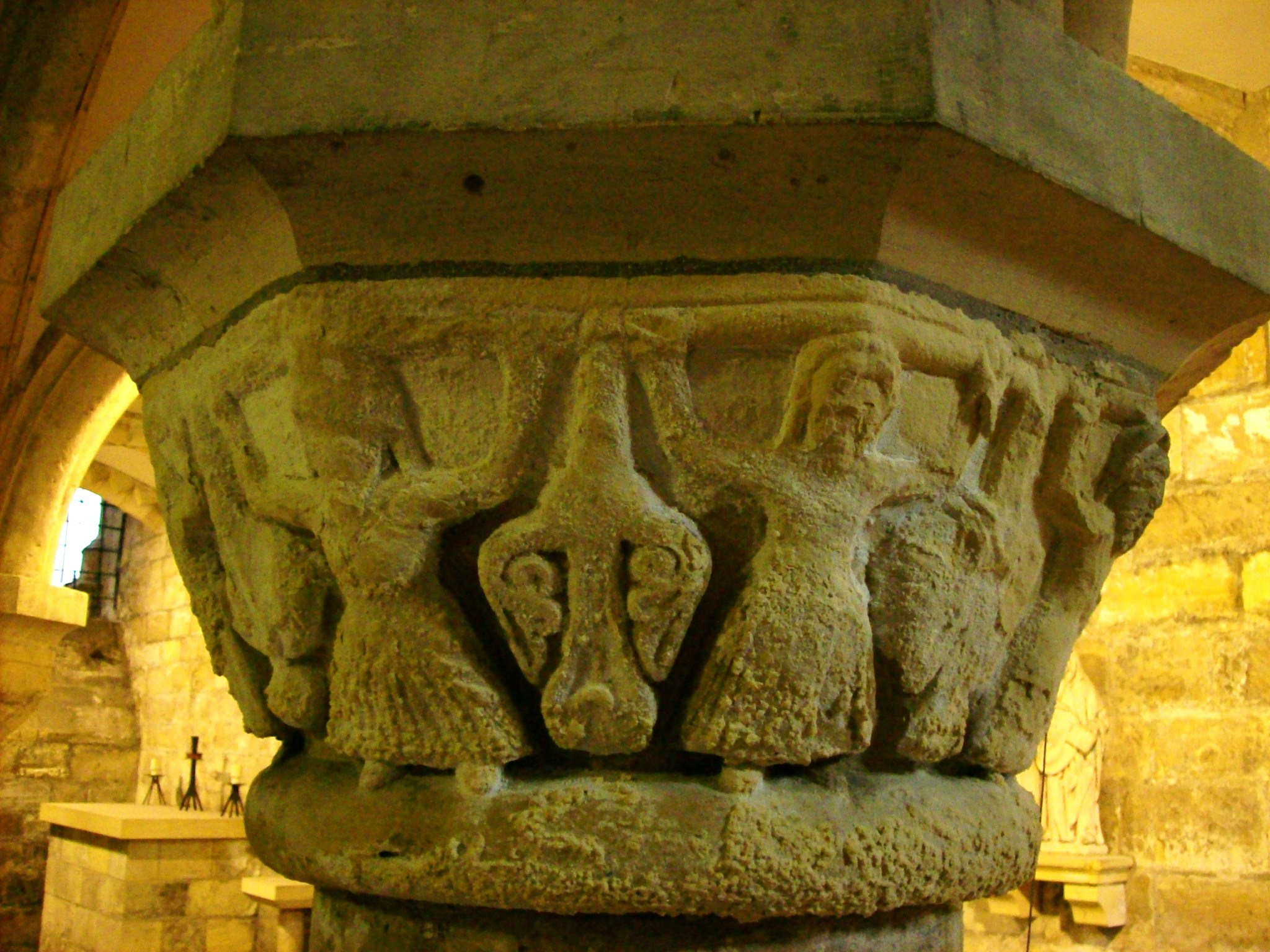
Capitel de la cripta de la catedral de York

La escuela del Yorkshire alcanzó su apogeo en el tercer cuarto del siglo XII y se caracteriza por una decoración muy elaborada. Sus centros fueron la catedral de York y la abadía de Santa María de York, pero sus inicios dependieron en gran medida de la catedral de Durham donde los tres portales occidentales fueron esculpidos en las caras interiores y exteriores.
También fue desde Durham desde donde los capiteles cúbicos tallados se transmitieron a Birkin, a Brayton y a la abadía de Selby. Los seis capiteles octogonales de la cripta de la catedral de York, reconstruida por Roger de Pont-l'Évêque (1154-1181), están decorados con follajes perlados. Los medallones de esta escuela del Yorkshire fueron tratados con gran cuidado con figuras grotescas, cabezas y rosetones.
Hasta el final del siglo XII York siguió siendo un centro activo de la creación, y las siete estatuas de la catedral son los vestigios más célebres de esa producción;

Escuela de Barnack y de Ely
Los capiteles más conocidos de este grupo, de alrededor de 1090, están en el brazo sur del transepto de la catedral de Ely. Las esculturas son en bajorrelieve y portan aves, animales y follajes.

### El gótico primitivo
Las esculturas dan testimonio del deseo de rivalizar con los conjuntos del primer arte gótico francés y están muy cerca de los capiteles de la basílica de Saint-Denis y del deambulatorio de la catedral de Sens. El portal de la catedral de Rochester, con su tímpano decorado con una Majestas  y especialmente sus columnas, son testimonios de esa voluntad. Aparecen como el reflejo de una primera generación gótica francesa prefigurada por el recurso a un maestro francés Guillermo de Sens para reconstruir la catedral de Canterbury después del incendio de 1174.

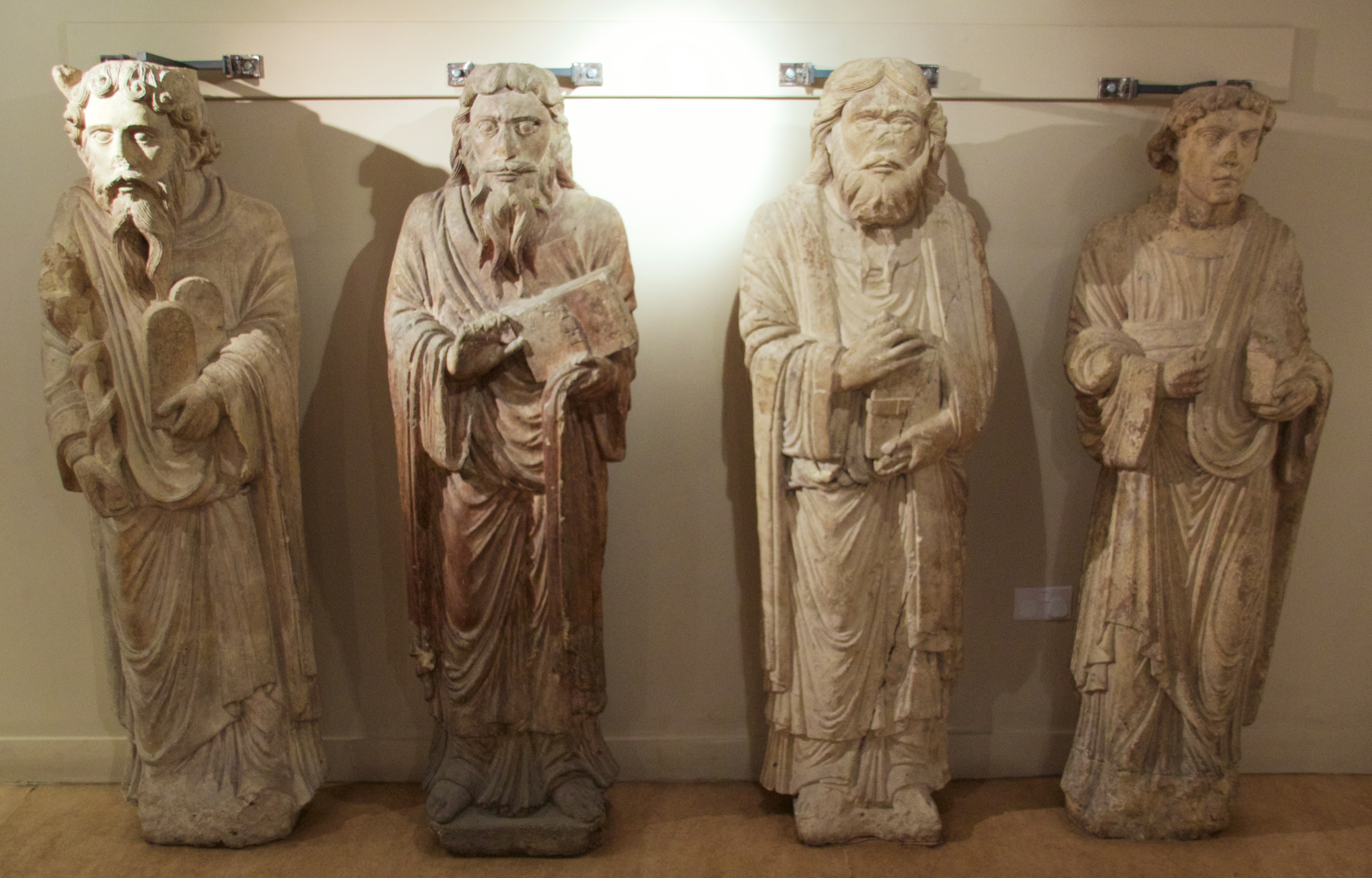
Abadía de Santa María de York
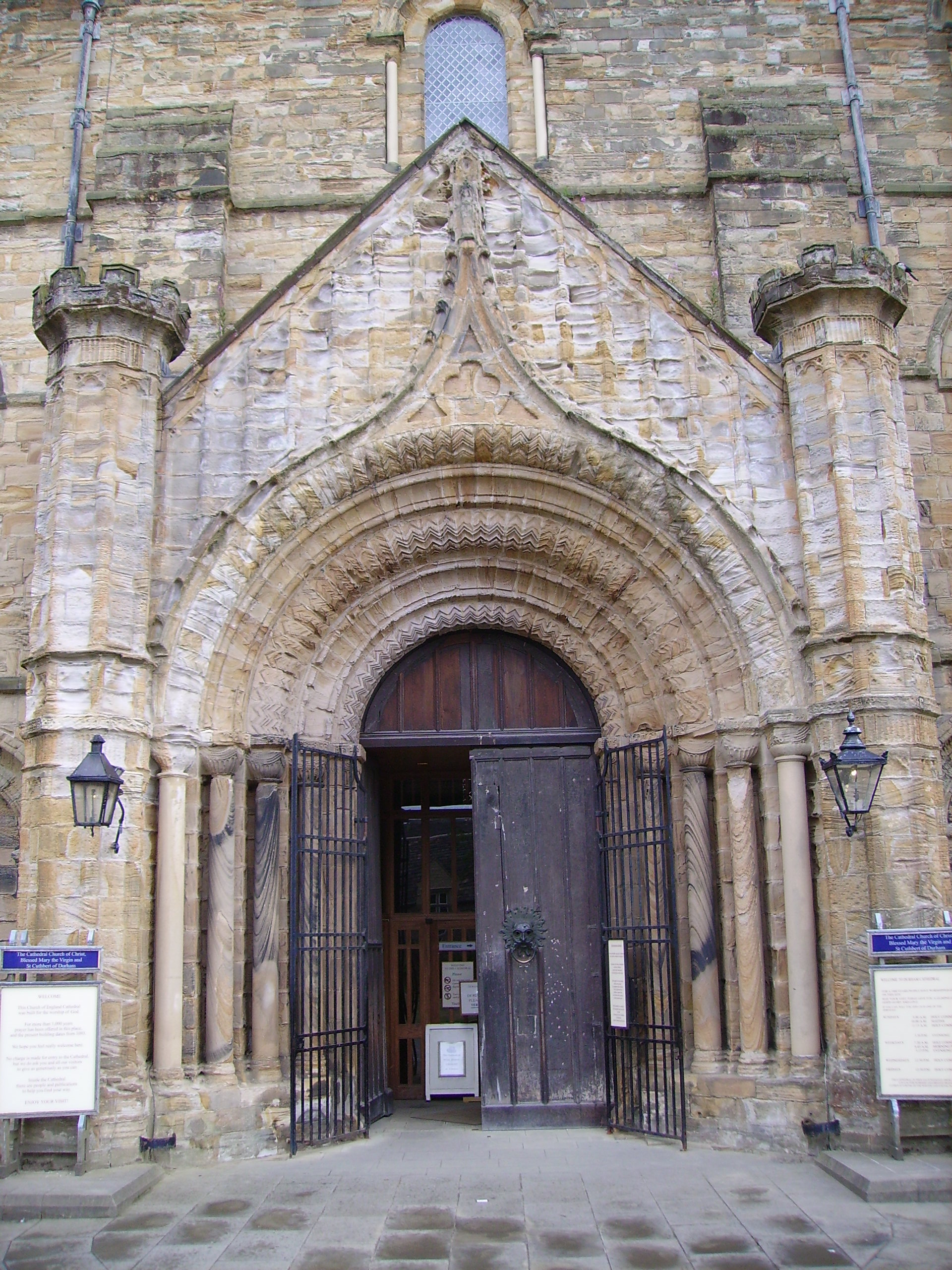
Catedral de Durham
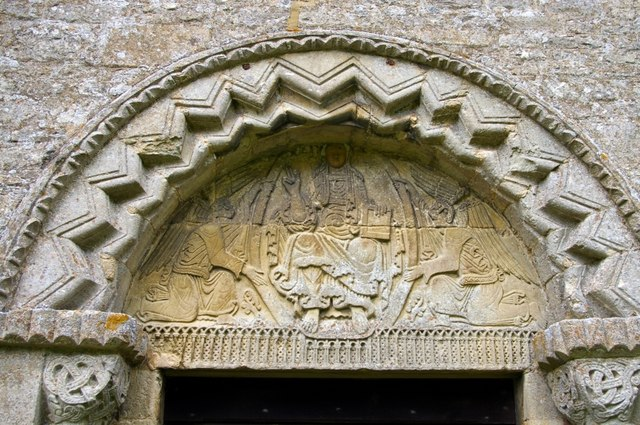
Cristo en Majestad Water Stratford
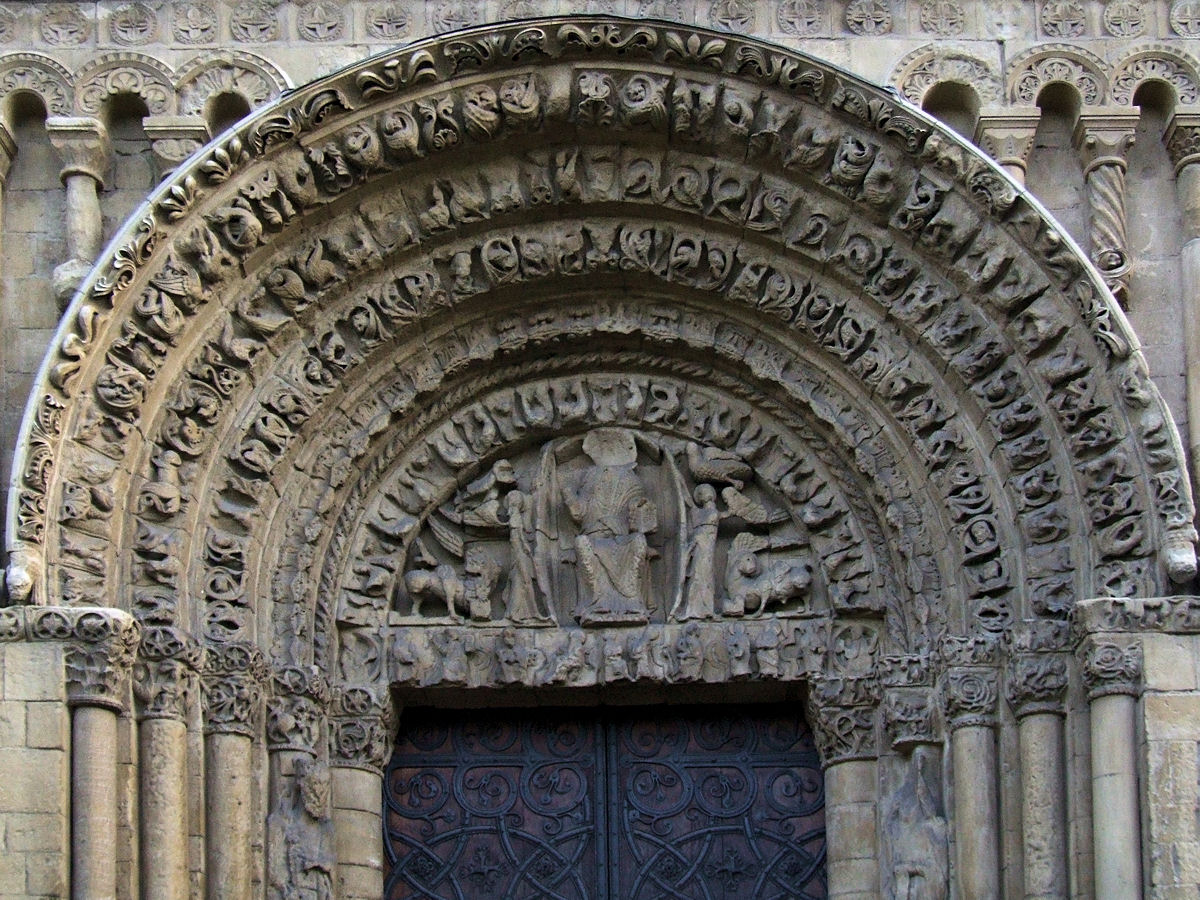
Tímpano gótico de la catedral de Rochester

El arte de los iluminadores inspiró a los escultores de Normandía e Inglaterra, lo que caracterizó la escultura normanda y anglonormanda.

## Los marfiles, el arte del metal
Los marfiles

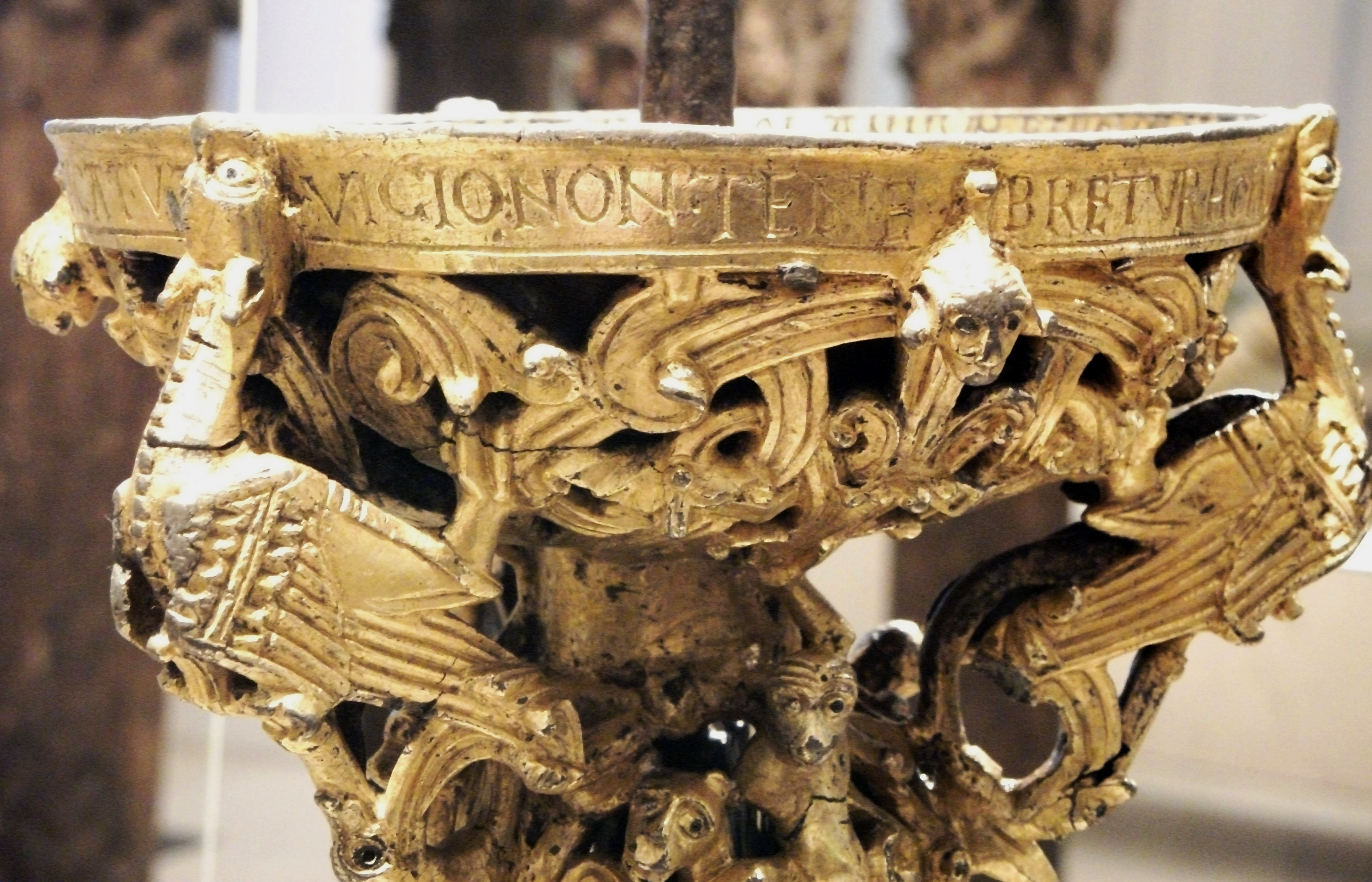
Detalle de candelabro de Gloucester

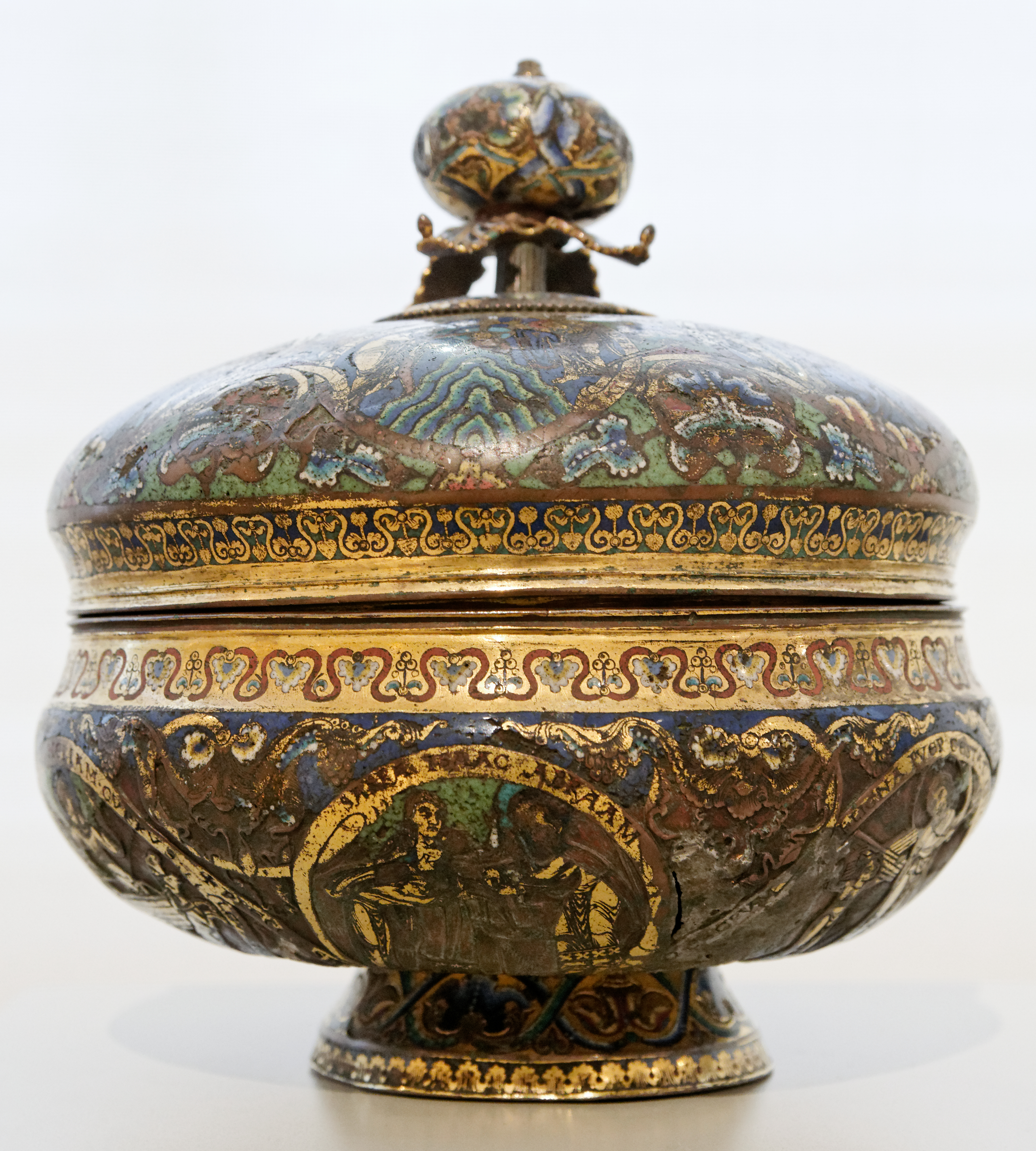
Copón de Balfour

El campo de los marfiles es difícil de estudiar, ya que las ubicaciones y las fechas son muy controvertidas. Afortunadamente, muchas obras están relacionadas con la iluminación y la escultura y su origen insular no está en duda. Una placa perforada en hueso de ballena y un grupo de obras del principio del siglo XII, próximos a los manuscritos de Canterbury o a los capiteles de la cripta de la catedral, los peines litúrgicos con figuras similares a las del salterio de San Albano revelan una historia de los marfiles ingleses de la época románica. Los materiales utilizados son casi siempre dientes de morsas o barbas de ballena, mientras que el marfil de elefante se usó a menudo en la época gótica. La producción disminuyó drásticamente en la fase de transición del segundo tercio del siglo XII.
El arte del metal
De una producción que sin duda fue importante, queda poco. Entre los objetos localizados, el candelero de Gloucester es una obra de gran calidad en la que el trabajo del fundidor se completa con el grabado, con incrustaciones de vidrio y pequeñas placas de plata grabadas. Una inscripción indica que fue ejecutado por el abad Peter y los monjes de Canterbury entre 1107 y 1113. La obra permite muchas comparaciones con los manuscritos contemporáneos de Canterbury.
También hay copones y patenas funerarias a menudo con decoraciones y especialmente colillas, pequeños objetos domésticos y religiosos, estiletes, lámparas de aceite, hebillas de cinturón y pies de candeleros, incensarios y pequeños Cristo en la cruz más elaborados.
Los tres cálices Morgan Balfour Warwick son de origen inglés indiscutible, las inscripciones que comentan las escenas sobre las copas y tapaderas son idénticas a las  pinturas o vidrieras de la sala capitular de la catedral de Worcester. Dos de ellos tienen una reminiscencia gráfica del salterio de Winchester pero los autores pudieron ser continentales que estaban trabajando  en Inglaterra. El copón Balfour en esmalte champlevé sobre aleación de cobre representa seis escenas de la vida de Cristo en la tapa y seis escenas del Antiguo Testamento en el bol de pie y se puede fechar en 1150-1175. El esmaltado inglés tiene una paleta de color más transparente, más ácida y más fría que las obras contemporáneos mosanas o limusinas.

## Manuscritos e iluminaciones

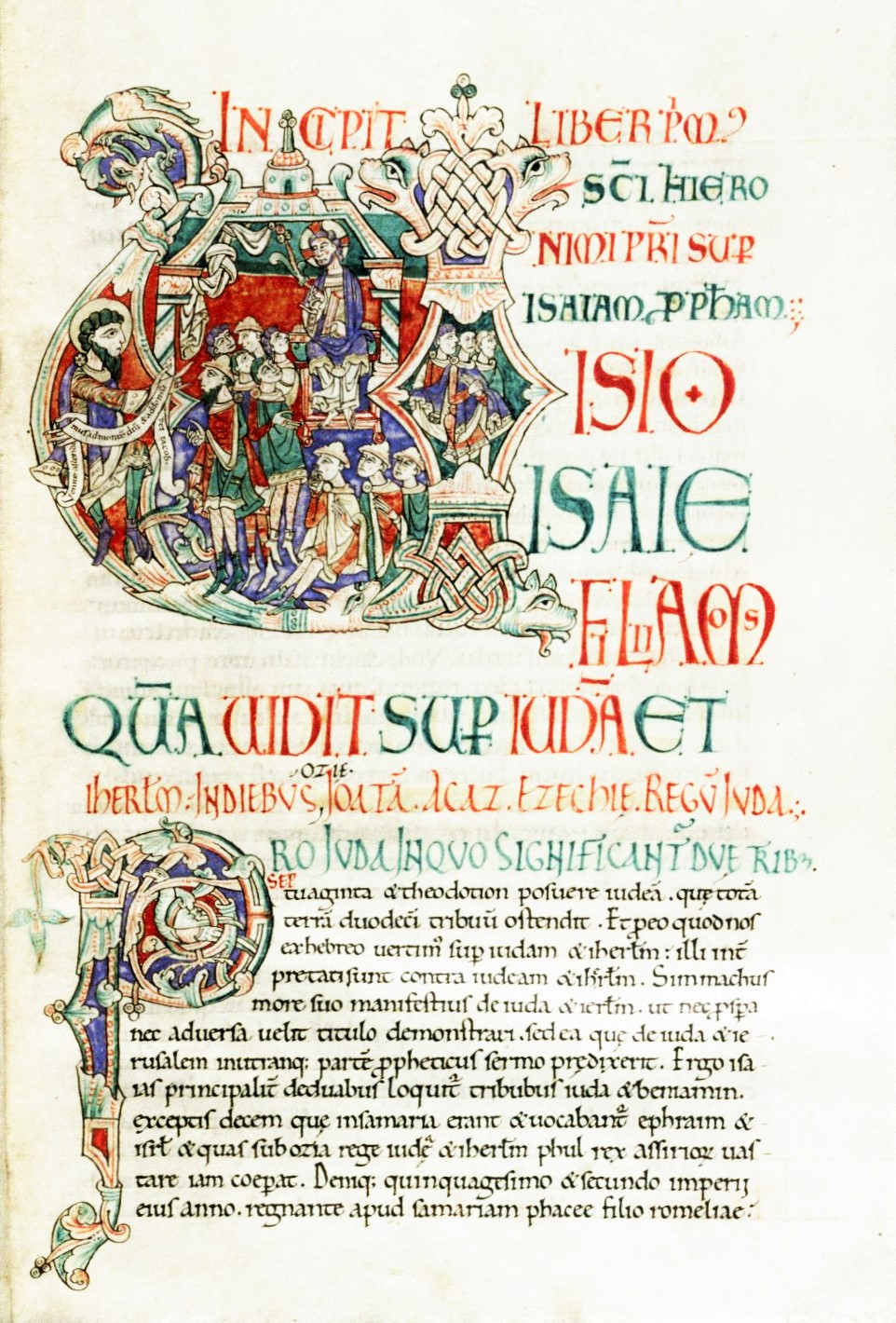
Jérome, manuscrito de la abadía de Jumièges del maestro Hugo transmitido a la catedral de Exeter

El manuscrito es una fuente insustituible del conocimiento y de apreciación del nivel intelectual, cultural y artístico de las categorías de la sociedad que, según las épocas y circunstancias, tenían acceso a él. En el período románico, la producción y decoración de libros se realizaba principalmente en los círculos religiosos y en las sedes de los obispados. La conquista normanda de Inglaterra en 1066 coincidió en Europa occidental con un período de renovación intelectual y de reforma eclesiástica que requería que los libros proporcionaran respuestas a preguntas de teología, doctrina y filosofía. Las obras más importantes, después de la Biblia, eran los escritos de los Padres de la Iglesia latina: Agustín, Jerónimo, Gregorio y Ambrosio.
Antes de 1066, la mayoría de los monjes y clérigos ingleses tenían poco conocimiento del latín y utilizan libros en lengua vernácula. Para que los copistas ingleses pudiesen copiar los textos esenciales, debían ser importados del continente. L anfranc, arzobispo de Canterbury, y Herbert, obispo de Norwich, demandaron libros y copistas a las abadías normandas; el obispo de Durham consiguió llevar  copistas de Bec que dominaron la producción hasta principios del siglo XII. En los siglos XI y XII, Normandía exportó hacia Inglaterra 32 obras. Canterbury recibió 6 libros de la abadía de Bec, de la abadía de Saint-Pierre Préaux y de la abadía de Mont-Saint-Michel; la catedral d'Exeter, 17 libros; la catedral Saint-Paul de Londres, dos; uno cada una la abadía de Malmesbury, la catedral de Salisbury y la catedral de Worcester; más cuatro de procedencia incierta. En el medio siglo siguiente a la conquista, Inglaterra y Normandía formaron una era cultural común.
El gran período creativo de los siglos XI y XII tuvo su apogeo en los scriptoria monásticos alrededor de 1100. Este florecimiento excepcional debe ser comparado con el apogeo de la arquitectura románica. Fue el resultado de un complejo juego de influencias de las escuelas carolingias y anglosajonas. Las conquistas normandas de Inglaterra y del sur de Italia en el siglo XI habían ampliado las relaciones artísticas e intensificado los flujos comerciales. Desde el comienzo del siglo XI, el renacimiento monástico de Normandía y el desarrollo de los scriptoria de la abadía del Mont Saint Michel y de la abadía de Fécamp se beneficiaron de la influencia de la iluminación anglosajona y se creó en Normandía un estilo marcado por la conjunción de las tradiciones carolingias y las contribuciones de Inglaterra.

Salterios anglonormandos
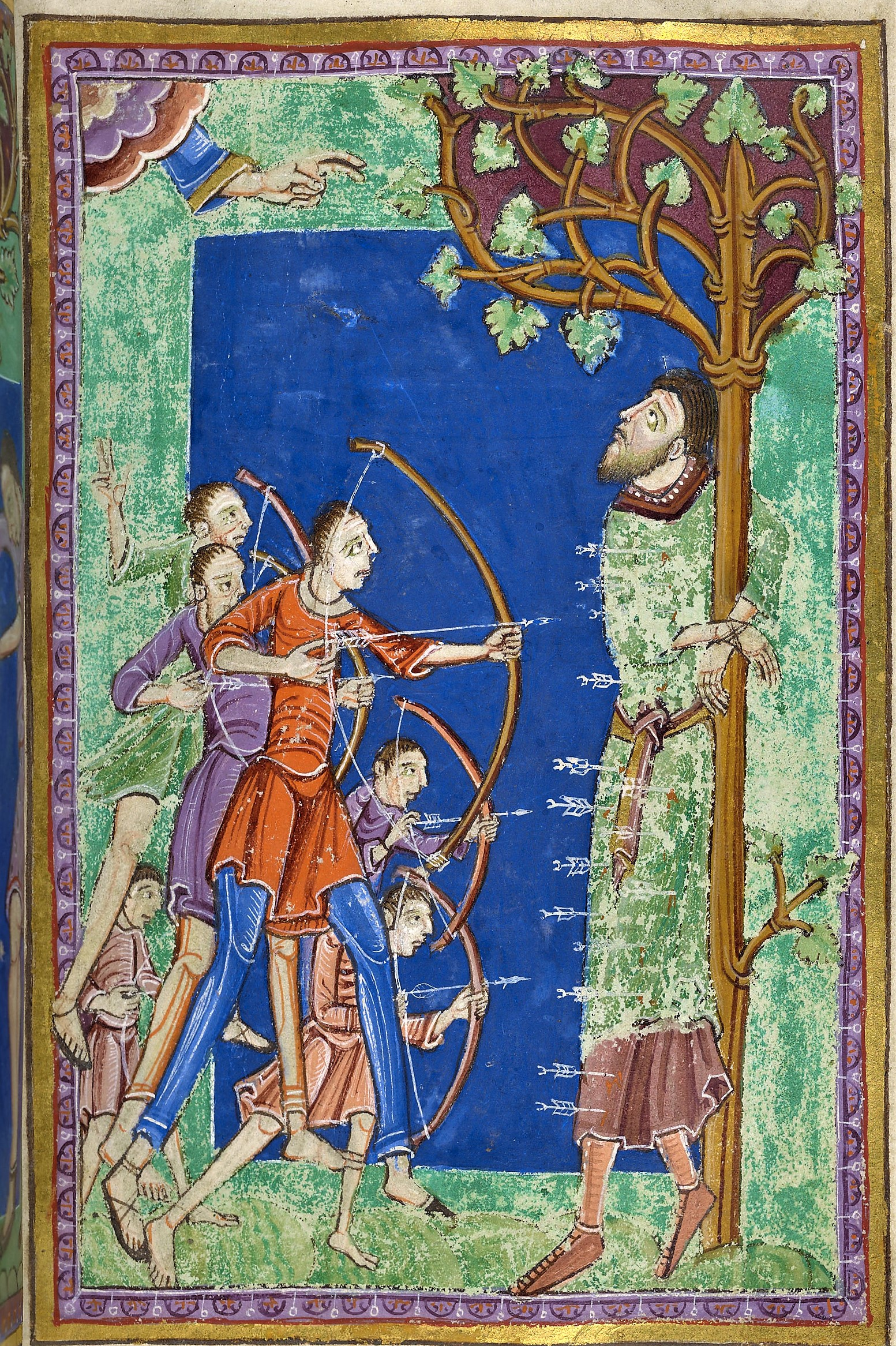
Vie de saint Edmond, el martirio
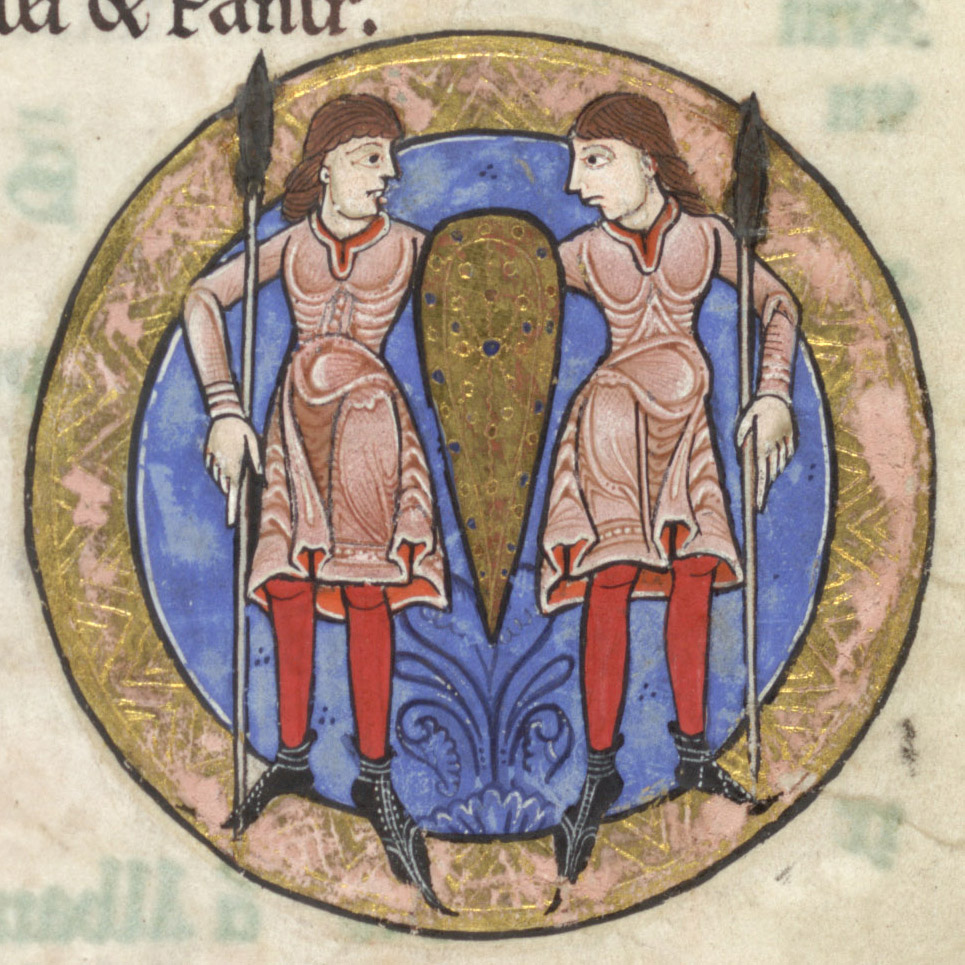
El salterio Hunter, los gemelos
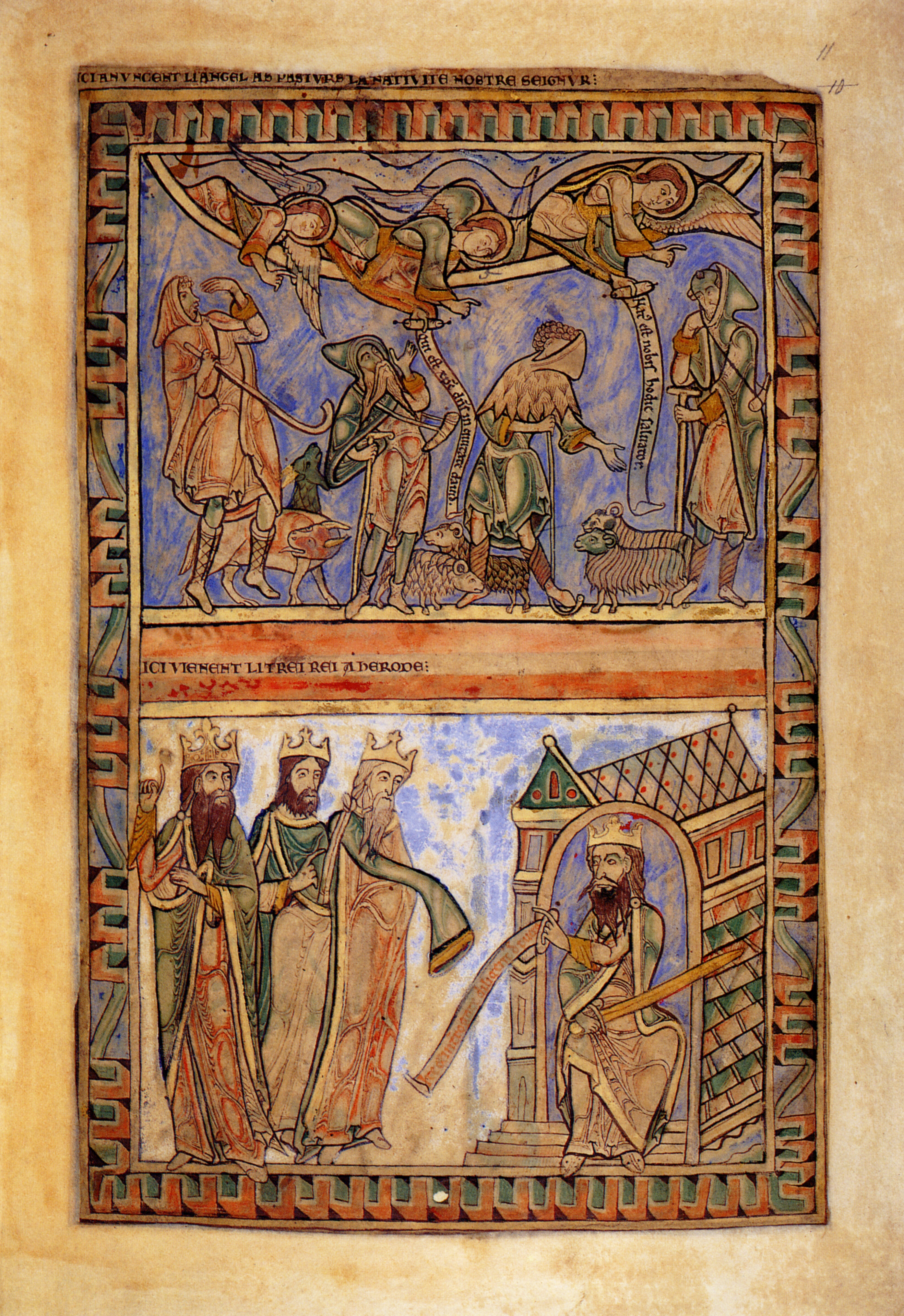
Salterio de Henri de Blois

La conquista normanda de Inglaterra supuso una ruptura relativa en las artes del libro en las islas británicas. Varios manuscritos llegados de Normandía cruzaron el Canal, como la Biblia de Guillaume de Saint-Calais, pero su influencia permaneció limitada al campo de las letras ornamentadas. Los scriptoria antiguos, como el de Canterbury, continuaron produciendo al estilo anglosajón de antes de la conquista. El Evangelio de Mostyn (Morgan Library, M777), ejecutado quizás en Gloucester alrededor de 1120, reproduce así a los evangelistas sentados sobre sus símbolos mezclando a la vez  un modelo insular adaptándolo al estilo carolingio, pero sin referirse al nuevo estilo románico en progreso en el continente.

Biblias anglonormandas
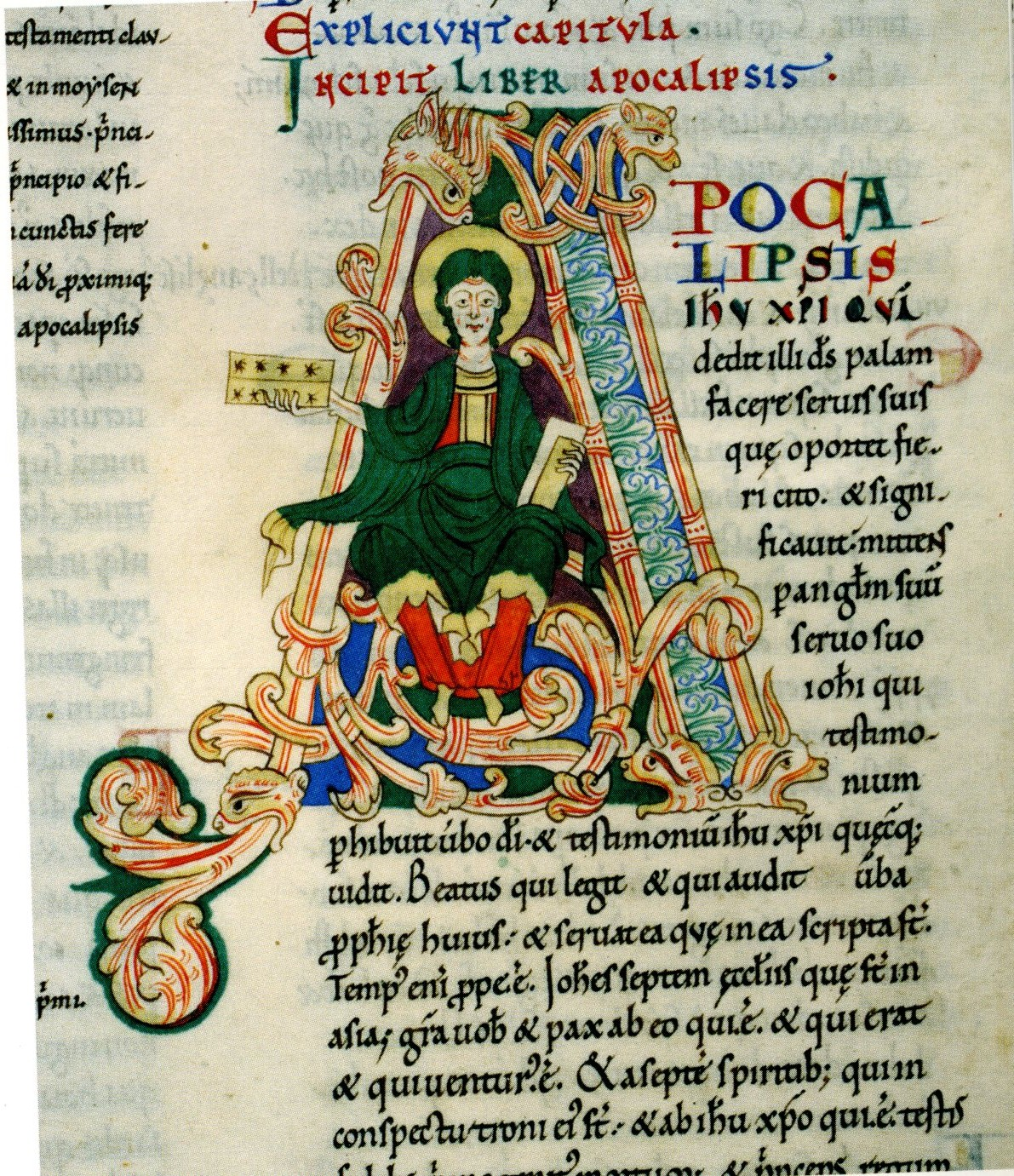
Biblia normanda de Guillaume de Saint-Calais, transmitida a la catedral de Durham
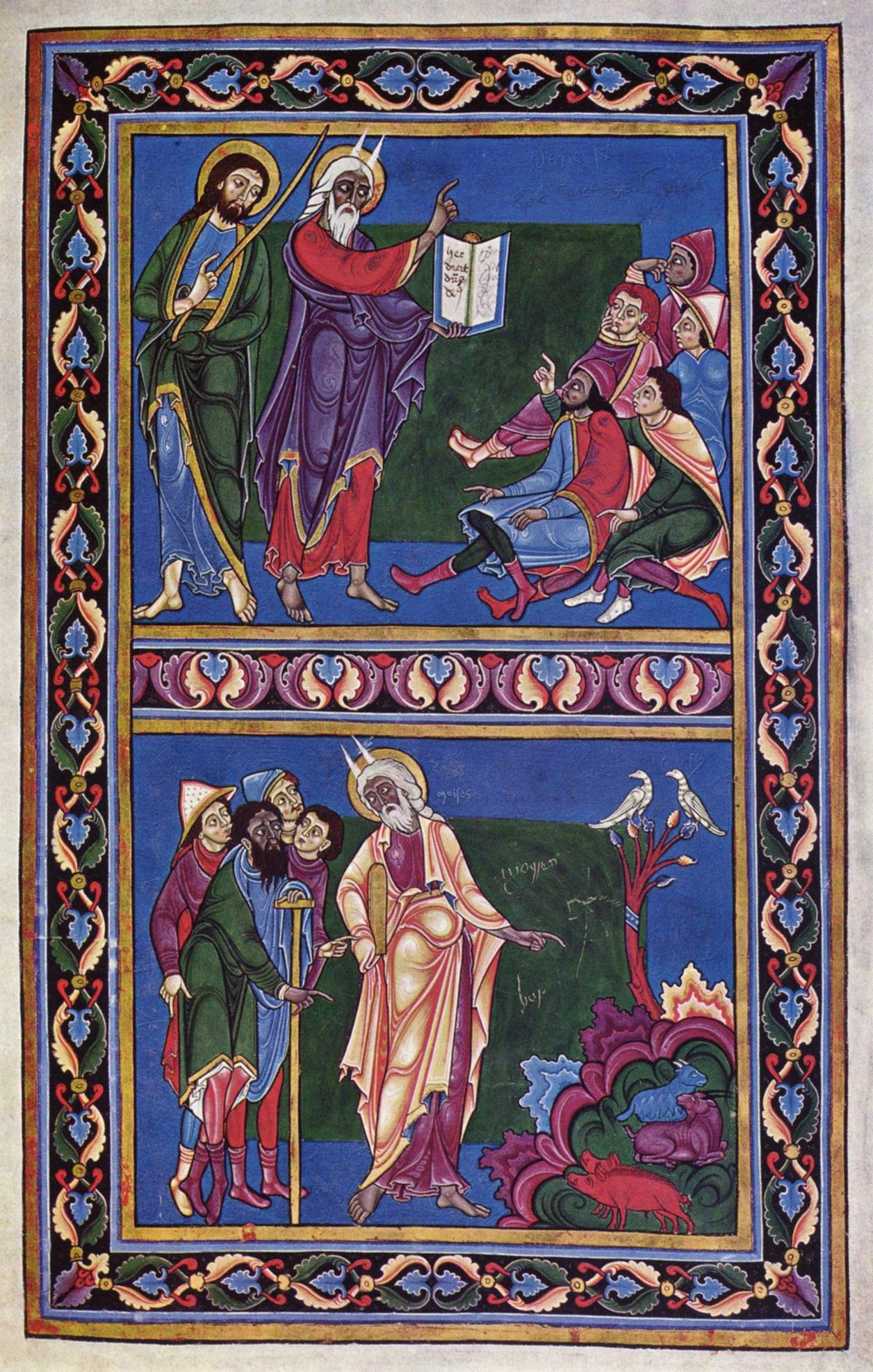
Biblia de Bury
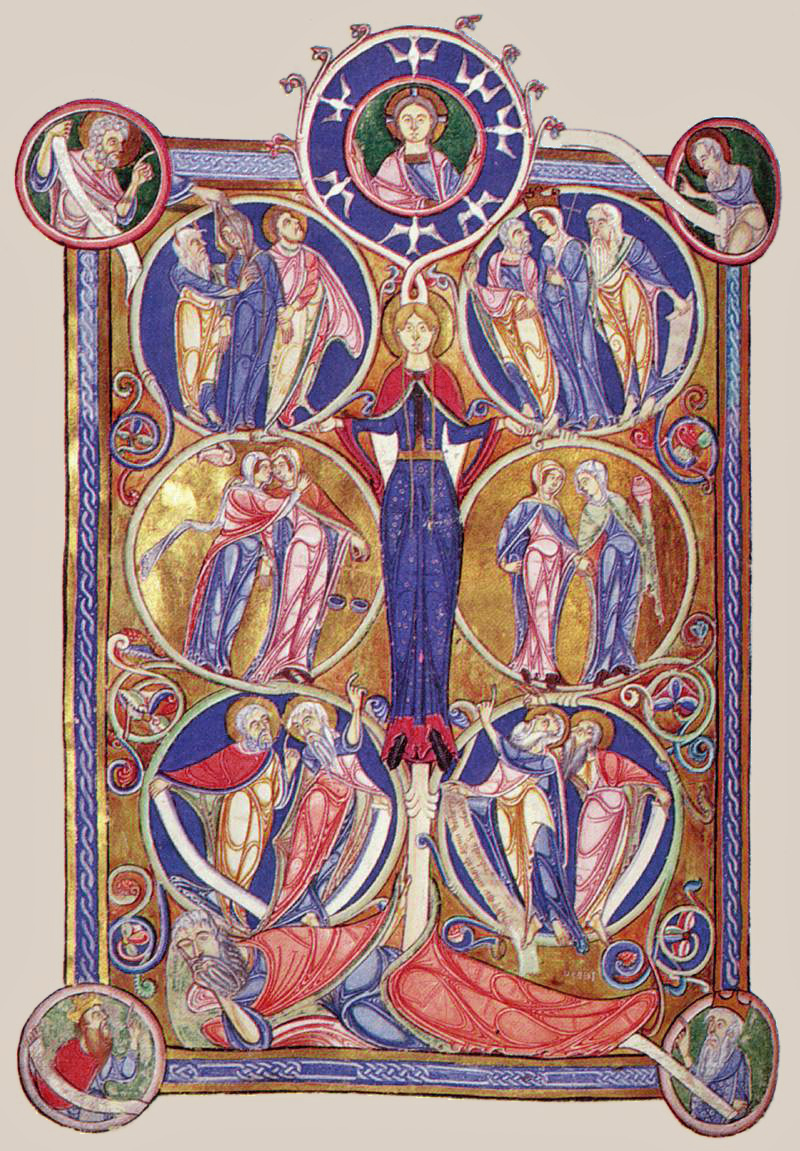
Biblia de Lambeth, el árbol de Jesse
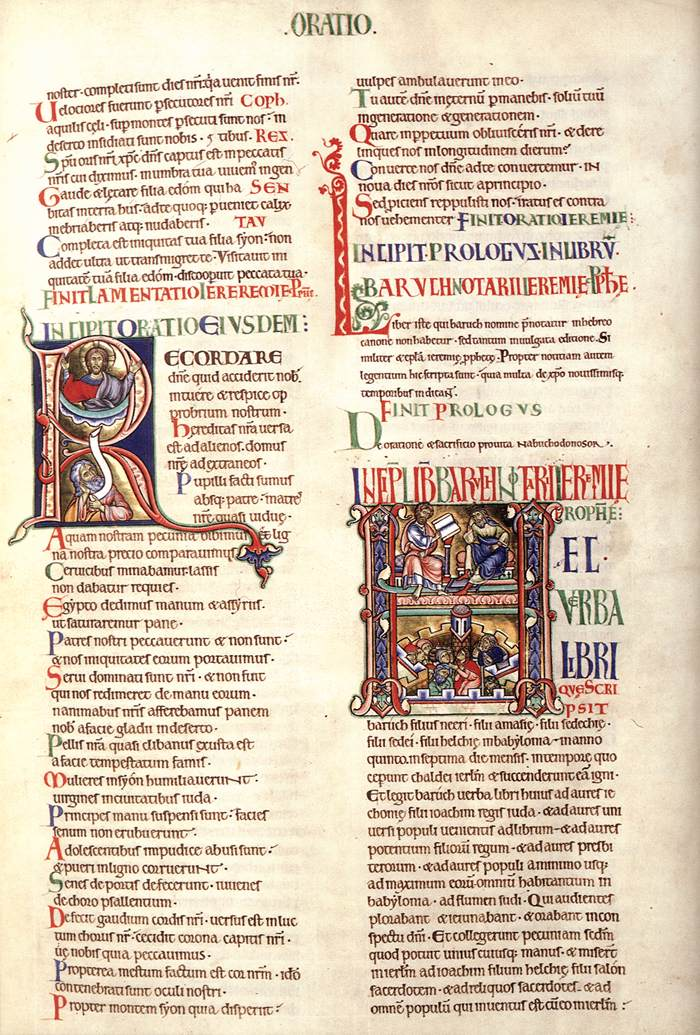
Biblia de Winchester
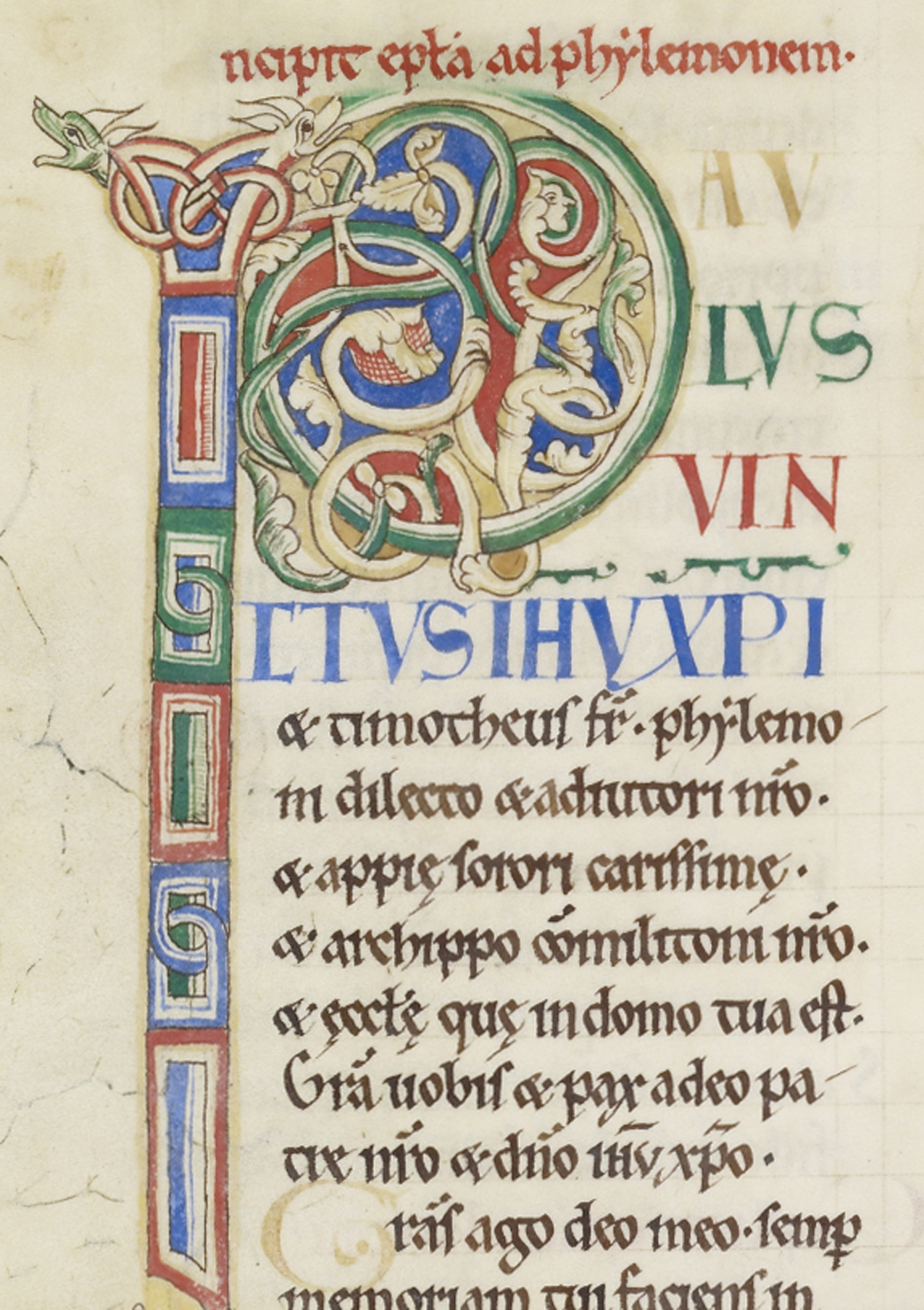
Biblia de Rochester (s. XII)

Abadía de San Albano

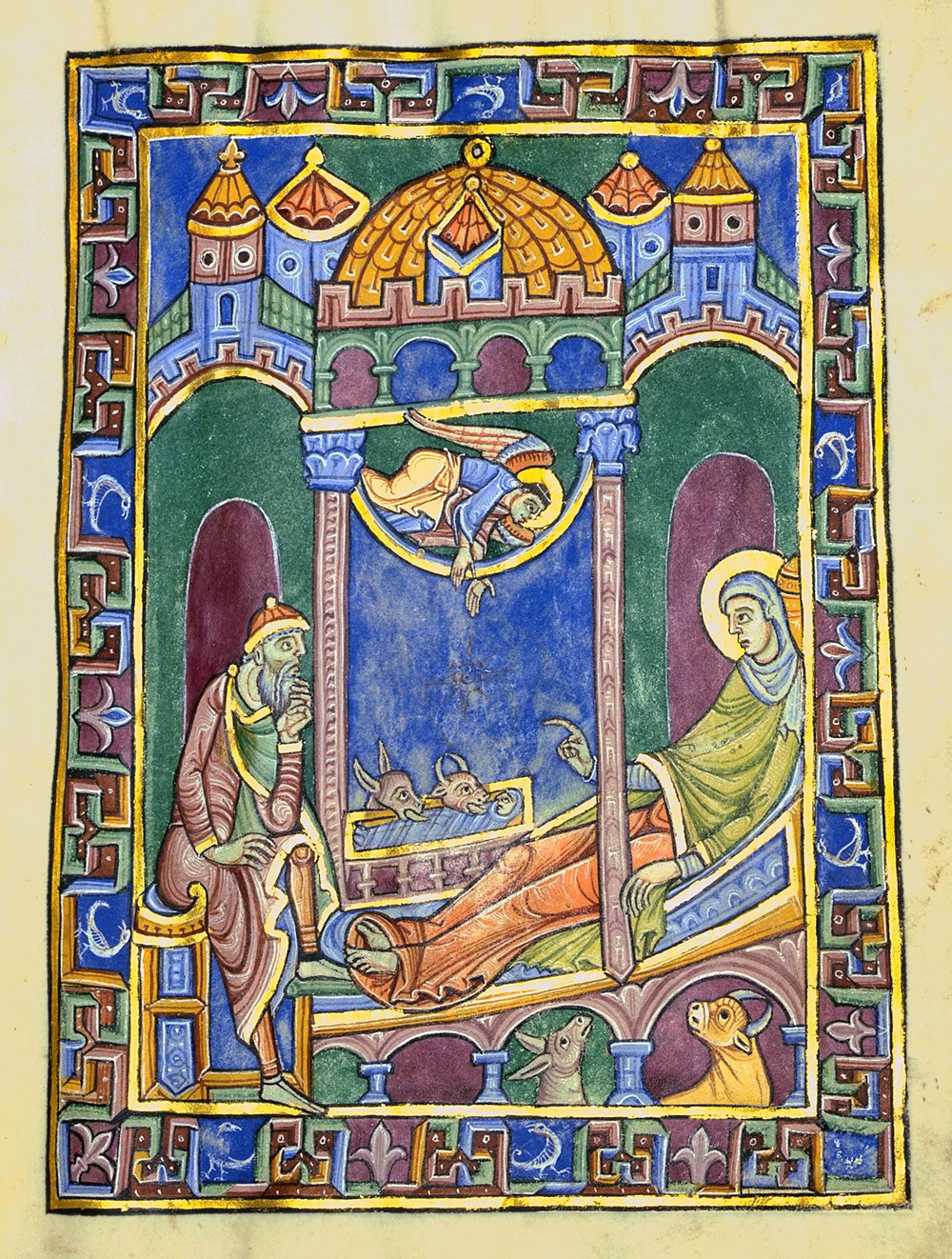
Salterio de San Albano, la Natividad

Habra que esperar  hasta la década de 1120 para que el estilo italobizantino fuese adoptado localmente, pero con una adaptación en los rasgos de los personajes en particular: los rasgos demacrados, los ojos agrandados y los pliegues de la ropa anidada. Fue en la abadía de Saint-Alban (Herefordshire) donde este estilo se configuró de la manera más completa. Alrededor de 1120-1130, en ella se ejecutó el famoso salterio de San Albano, cuyas miniaturas de página completa estaban inspiradas en modelos a la vez anglosajones, bizantinos y otonianos. Los patrones de los marcos, los colores del fondo y el modelado de los personajes obtenidos a partir de resaltos de blanco, derivan directamente del estilo italobizantino. Este estilo original que desarrolló el Maestro del salterio de St. Alban, quien sin duda se habría mudado a otros scriptoria, tuvo una influencia duradera en otros artistas de Inglaterra en ese momento. Estaba sin duda en la abadía de Bury St Edmunds (Suffolk) cuando realizó las miniaturas de una  Vie de saint Edmond (Pierpont Morgan Library, M736). Y fue uno de sus discípulos el que sin duda se encuentra en el origen de la decoración del salterio de Shaftesbury (British Library, Landsdowne 383) de alrededor de 1130-1140, que incluye un ciclo de 8 miniaturas de página completa.

Abadía de Bury St Edmunds
En la abadía de Bury St. Edmunds, el abad Anselmo de San Saba, de origen italiano, entre 1121 y 1148, fue el protector de un artista, tanto pintor como escultor, el Maestro Hugo en el origen de los manuscritos entre los más originales. Pintó la biblia de Bury  (Corpus Christi College (Cambridge), ms.2), entre 1135 y 1140, con colores inéditos y figuras cada vez más realistas. Para representar a los personajes, dibujó pliegues de ropa de apariencia húmeda que se adherían a la forma del cuerpo de los personajes y que resaltaban su anatomía. Este estilo de origen bizantino se llama «estilo plegado húmedo» (damp fold style) e influyó en toda la iluminación inglesa a partir de entonces.
Catedral de Canterbury
El centro de Canterbury permaneció relativamente distante de este estilo, y la influencia italobizantina se limitó a las representaciones de figuras. El salterio de Eadwine (Trinity College (Cambridge), Ms.R.17.1) era en realidad una copia del salterio de Utrecht, copiado alrededor de 1147 por el escriba Eadwine Basan cuyo retrato representado en el folio 283v es de inspiración italobizantina en la figura, pero que permanece muy insular en los ornamentos, en especial en los pliegues de la vestimenta. El mismo Eadwine está en el origen de la biblia de Dover (Corpus Christi College, Cambridge), más bizantinizante en su estilo. Otro artista importante en Canterbury fue el Maestro de la Biblia de Lambeth, que pintó ese manuscrito (Lambeth Palace, Ms.3), inspirado en el estilo del maestro Hugo, y que influyó en la iluminación del norte de Francia por sus viajes en el continente. También influyó en la realización del salterio de Henri de Blois (British Library, Cotton Nero C.IV) realizado en Winchester alrededor de 1150, también en un estilo muy inspirado en la pintura bizantina.

Catedral de Winchester
Otro lugar importante de la iluminación románica en Inglaterra fue la catedral de Winchester y el manuscrito más famoso producido en el lugar fue la homónima biblia de Winchester (Biblioteca capitular de Winchester), comenzado alrededor de 1150 y continuado hasta 1180 y finalmente dejado sin terminar. Se sucedieron dos campañas de decoraciones, la primera inspirada por el maestro Hugo y en Saint-Alban, la segunda directamente por el arte bizantino.
Catedral de York
No fue hasta la década de 1170 cuando el norte de Inglaterra encontró una vitalidad artística en el campo de la iluminación comparable a la del sur, con un estilo adaptado al estilo del pliegue húmedo (damp fold style). El salterio Hunter (Hunterian Library de la Universidad de Glasgow, ms.U.3.2),  producido en la catedral de York alrededor de 1170 es representativo de ese estilo. El salterio de Copenhague está relacionado con él, incluso aunque sea ligeramente posterior (Biblioteca Real (Dinamarca), Thott.143.2°).
Los bestiarios
El mundo anglonormando entero estaba fascinado por el bestiario, en el que la naturaleza servía como una lección de comportamiento para el hombre y donde lo real se confundía con lo fantástico mientras que estimulaba la imaginación. Los bestiarios de lujo decorados con miniaturas pintadas sobre un fondo de oro estuvieron de moda en Inglaterra en el último cuarto del siglo XII entre una élite cultivada. En ese siglo XII, pocos manuscritos continentales podían competir con la producción inglesa. Varios manuscritos ricamente ilustrados de este período se conservan: el bestiario de Aberdeen, el bestiario Worksop, datado en 1187 (Morgan Library, M.81) o incluso el bestiario de Ashmole, más tardío.
La transición gótica

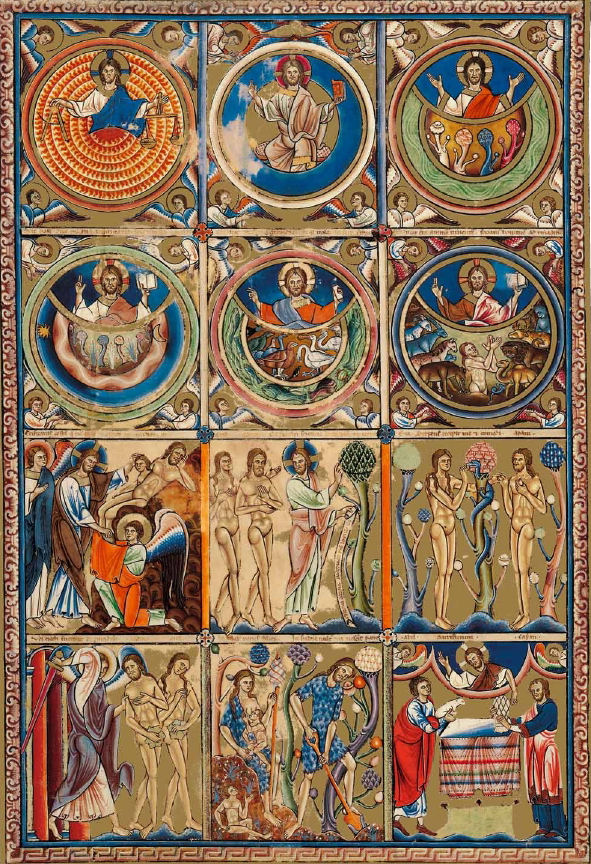
El salterio anglo-catalán

El salterio anglo-catalán (BNF Lat.8846) última copia del salterio de Utrecht, cuya primera parte fue decorada en Canterbury a principios del siglo XIII, marcó la transición gradual al  estilo gótico.